# Història de Mongòlia
La història de Mongòlia cobreix tots els esdeveniments dels pobles que han habitat els territoris de l'actual Mongòlia al llarg del temps.
Diversos imperis nòmades, inclosos els xiongnu (segle III aC–segle I dC), els sienpei (c. 93–234 dC), els rouran (330–555), el Primer (552–603) i el Segon Kanat turc ( 682–744) i altres, van governar l'àrea de l'actual Mongòlia. El poble Khitan, que utilitzava una llengua paramongòlica, va fundar un imperi conegut com la dinastia Liao (916–1125), i va governar Mongòlia i parts de la Xina del Nord, Corea del Nord i l'actual Extrem Orient Rus.
El 1206 Genguis Kan va reunir prop de les fonts de l'Onon una gran kuriltai o assemblea de les tribus turques i mongoles sotmeses i fou proclamat kakhan o khan suprem, que els viatgers occidentals, Plan Carpin, Guillaume de Roubrouck, Marco Polo i Oderic de Pordenone van traduir erròniament per gran kan. La proclamació com a kakhan o khan la va fer el xaman Koktchu o Tabatängri, fill del padrastre de Genguis Kan. Genguis Kan va ser capaç d'unir les tribus mongoles, forjant-les en una força de combat que va arribar a establir l'imperi contigu més gran de la història mundial, l'⁣Imperi Mongol (1206–1368).

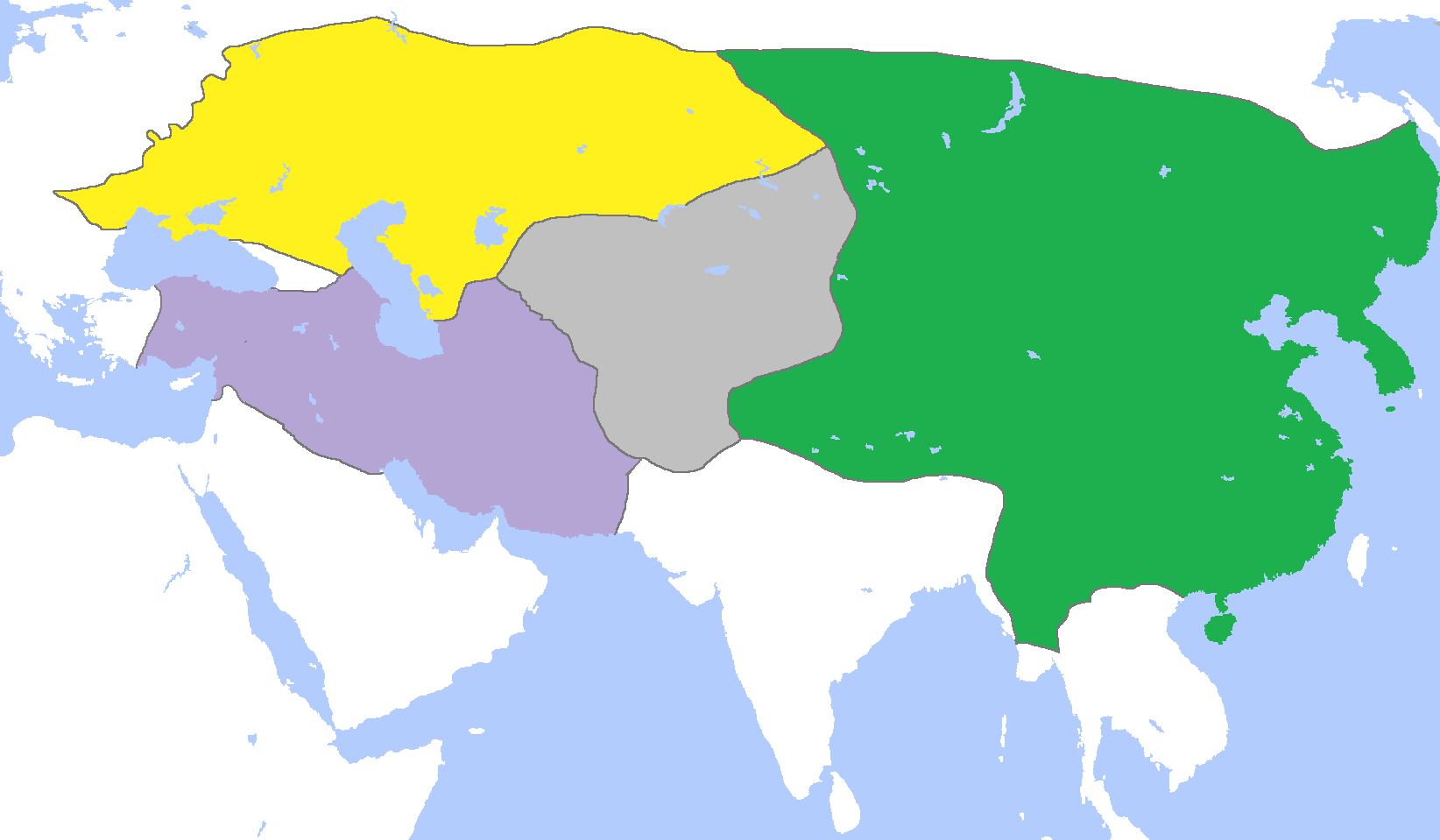
La divisió de l'Imperi Mongol, c. 1300, mostrant els kanats de l'Horda d'Or (groc), el kanat de Txagatai (gris), la dinastia Yuan (verd) i l'Ilkanat (morat)

Després que la successió de Möngke es va establir i el seu germà Kublai Khan es va coronar com a Gran Khan, la Guerra Civil Toluida, juntament amb la guerra Berke-Hulagu i la posterior guerra Kaidu-Kublai, van debilitar molt l'autoritat del gran khan sobre la totalitat de l'Imperi mongol, i l'imperi es va fracturar en quatre khanats: l'Horda d'Or a l'Europa de l'Est, el kanat de Txagatai a l'Àsia Central, l'Ilkhanat a l'Iran i la dinastia Yuan a Mongòlia i la Xina amb seu a Cambaluc l'actual Beijing, encara que els emperadors Yuan tenien el títol nominal de khagan de l'imperi. El budisme a Mongòlia va començar amb la conversió i la difusió dels emperadors Yuan al budisme tibetà.
Després de l'enfonsament de la dinastia Yuan dirigida pels mongols el 1368, la cort Yuan es va retirar a l'⁣altiplà de Mongòlia, marcant l'inici de la dinastia Yuan del Nord (1368–1635). Els mongols van tornar als seus patrons anteriors de lluites internes i als seus antics mètodes xamanistes després del col·lapse de la dinastia Yuan. El budisme va ressorgir a Mongòlia als segles XVI i XVII.
A finals del segle xvii, Mongòlia va passar a formar part de la dinastia Qing dirigida pels manxús. Durant la revolució de Xinhai, Mongòlia va declarar la independència de Qing però va haver de lluitar fins al 1921 per establir fermament la independència de facto i fins al 1945 per obtenir el reconeixement internacional. Com a conseqüència, Mongòlia va quedar sota una forta influència soviètica. El 1924 es va declarar la República Popular de Mongòlia, i la política mongola va començar a seguir els mateixos patrons que la política soviètica de l'època. Després de les revolucions de 1989, la revolució mongol de 1990 va conduir a un sistema multipartidista, una nova constitució el 1992 i una transició cap a una economia de mercat.

## Prehistòria
El clima de l'Àsia central es va tornar sec després de la gran col·lisió tectònica entre la placa índica i la placa eurasiàtica. Aquest impacte va provocar la massiva cadena de muntanyes coneguda com a l'⁣Himàlaia. Les muntanyes de l'Himàlaia, el Gran Khingan i el Menor Khingan actuen com una paret alta, impedint que el clima càlid i humit penetri a l'Àsia central. Moltes de les muntanyes de Mongòlia es van formar durant els períodes del Neogen final i del Quaternari primerenc. El clima de Mongòlia era més humit fa centenars de milers d'anys. Mongòlia és coneguda per ser una font de descobriments paleontològics inestimables. Els primers ous de dinosaure científicament confirmats es van trobar a Mongòlia durant l'expedició americana de 1923 del Museu Americà d'Història Natural, dirigida per Roy Chapman Andrews.
Durant l'època de l'Eocè mitjà i final, Mongòlia va ser la llar de molts mamífers del Paleogen, amb Sarkastodon i Andrewsarchus entre els més destacats.
L'Homo erectus possiblement va habitar Mongòlia fa uns 800.000 anys, però encara no s'han trobat fòssils d'Homo erectus a Mongòlia. S'han trobat eines de pedra a la regió del sud, al Gobi, que podrien datar de fa uns 800.000 anys. Els jaciments prehistòrics importants són els dibuixos rupestres del Paleolític de la Khoid Tsenkheriin Agui (Cova del Nord del Blau) a la província de Khovd, i la Tsagaan Agui (Cova Blanca) a la província de Baiankhongor. S'ha trobat un assentament agrícola neolític a la província de Dornod. Les troballes contemporànies de l'oest de Mongòlia inclouen només campaments temporals de caçadors i pescadors. El nomadisme a cavall ha estat documentat per evidències arqueològiques a Mongòlia durant la cultura d'Afanasevo de l'Edat del Coure i del Bronze (3500–2500 aC).

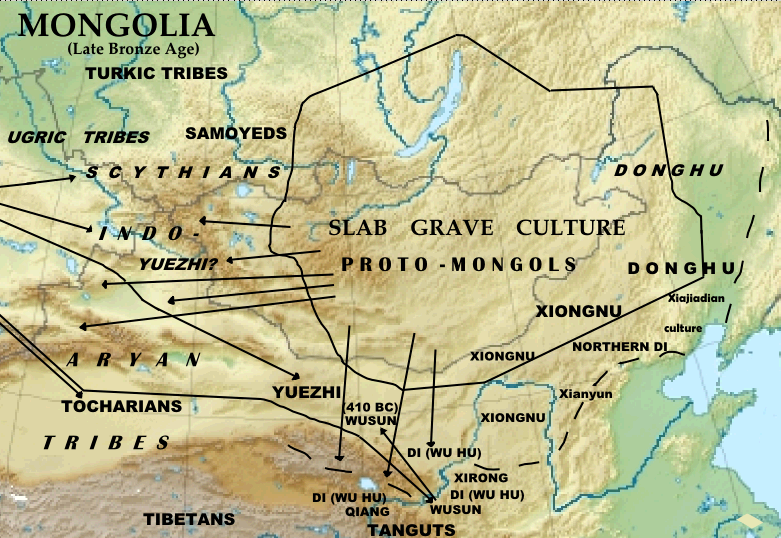
L'àrea geogràfica coberta per la cultura de les tombes de llosa

La cultura de les tombes de llosa de finals del bronze i principis de l'edat del ferro, relacionada amb els protomongols, es va estendre pel nord, el centre i l'est de Mongòlia, la Mongòlia Interior, el nord-oest de la Xina (Xinjiang, muntanyes Qilian, etc.), Manxúria, Khingan Menor, Buriàtia, Óblast d'Irkutsk i Krai de Zabaikàlie. Aquesta cultura és la principal troballa arqueològica de Mongòlia de l'edat del bronze.

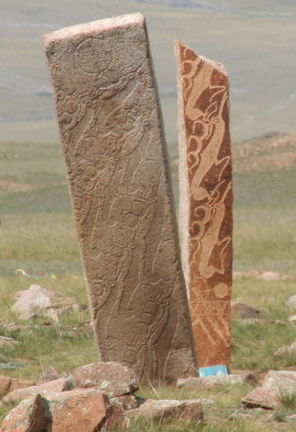
Detall de dues pedres de cérvol

Les pedres de cérvol (també conegudes com a pedres de ren) i els omnipresents Khirigsüürs (petits kurgans) són probablement d'aquesta època; altres teories daten les pedres dels cérvols als segles VII o VIII aC. Les pedres dels cérvols són megàlits antics tallats amb símbols que es poden trobar a tot el centre i l'est d'Euràsia, però que es concentren principalment a Mongòlia i Sibèria. La majoria de pedres de cérvol es troben associades amb tombes antigues; es creu que aquestes pedres són els guardians dels morts. Hi ha unes 700 pedres de cérvol conegudes a Mongòlia d'un total de 900 pedres de cérvol que s'han trobat a Euràsia central i Sibèria del Sud. La seva veritable finalitat i els seus creadors encara són desconeguts. Alguns investigadors afirmen que les pedres de cérvol estan arrelades en el xamanisme i es creu que van ser erigides durant l'edat del bronze, al voltant del 1000 aC, i podrien marcar les tombes de persones importants. Els habitants posteriors de la zona probablement les van reutilitzar per marcar els seus propis túmuls funeraris i potser per a altres finalitats. A Mongòlia, a la zona del llac Baikal i les muntanyes Saian i Altai, hi ha 550, 20, 20 i 60 pedres de cérvol conegudes respectivament. A més, hi ha unes altres 20 pedres de cérvol al Kazakhstan i l'⁣Orient Mitjà (Samashyev 1992) i 10 més a l'oest, concretament a Ucraïna i parts de la Federació Russa, incloses les províncies d'⁣Oren burg i el Caucas, i prop del riu Elba (Mongolian History 2003). Segons HL Chlyenova, la imatge artística del cérvol es va originar a partir de la tribu Sak i les seves branques (Chlyenova 1962). Volkov creu que alguns dels mètodes d'elaboració d'art de pedra de cérvol estan estretament relacionats amb els escites (Volkov 1967), mentre que l'arqueòleg mongol D. Tseveendorj considera que l'art de la pedra dels cérvols es va originar a Mongòlia durant l'edat del bronze i es va estendre després a Tuvà i l'àrea del Baikal. (Tseveendorj 1979).
A prop d'⁣Ulaangom s'ha descobert un vast complex funerari de l'Edat del ferro dels segles V-III, més tard utilitzat també pels xiongnu.
Abans del segle xx, alguns estudiosos van suposar que els escites descendien del poble mongol. La comunitat escita va habitar l'oest de Mongòlia als segles V-VI. L'any 2006, la mòmia d'un guerrer escita, que es creu que tenia uns 2.500 anys, era un home d'entre 30 i 40 anys amb cabells rossos, a les muntanyes d'Altai, Mongòlia.
En temps històrics, nòmades eurasiàtics es van concentrar a les terres de les estepes de l'Àsia central.
Al segle VIII aC, els habitants de la part occidental de Mongòlia eren evidentment indoeuropeus nòmades, ja siguin escites o yuezhi. A les parts central i oriental de Mongòlia hi havia moltes altres tribus que eren principalment del nord-est asiàtic en les seves característiques etnològiques.
Amb l'aparició d'armes de ferro al segle III aC, els habitants de Mongòlia havien començat a formar aliances de clans i vivien un estil de vida de caçadors i pastors. Els orígens dels habitants més moderns es troben entre els caçadors forestals i les tribus nòmades de l'Àsia interior. Habitaven un gran arc de terra que s'estenia generalment des de la península coreana a l'est, a través del nivell nord de la Xina fins a l'actual Kazakhstan i fins a les muntanyes del Pamir i el llac Balkaix a l'oest. Durant la major part de la història registrada, aquesta va ser una zona de constant agitació d'on van sorgir nombroses migracions i invasions cap al sud-est (a la Xina) i cap al sud-oest (a Transoxiana —actual Uzbekistan—, l'Iran i l'Índia) i a l'oest (a través d'Escítia cap a Europa).

## Període antic
La zona de la Mongòlia moderna ha estat habitada per grups de nòmades des de temps antics. La població antiga tenia un estil de vida nòmada i caçadora i vivia bastant tranquil·la. Mentre que la major part de l'Euràsia central tenia un estil de vida nòmada similar, on era comú moure's dins i fora de les fronteres nacionals i barrejar-se amb diferents assentaments, la situació a les estepes mongoles era única perquè la migració estava limitada per barreres naturals com les muntanyes de l'Altai a l'oest, el desert del Gobi al sud i les terres gelades de Sibèria al nord, totes elles inadaptades per a la vida nòmada. Aquestes barreres limitaven enormement les migracions, tot i que també mantenien fora els invasors. Els clans a Mongòlia només s'aliaven amb altres clans mongols, amb els quals compartien la mateixa llengua, religió i forma de vida. Això seria un gran avantatge per unir el poble de Mongòlia contra l'amenaça dels imperis xinesos en expansió. Hi va haver conflictes repetits amb les dinasties xineses de Shang i sobretot de Zhou, que havien començat a conquerir i esclavitzar el poble mongol en una deriva expansiva. Durant el període dels Estats Combatents (475–221 aC) a la Xina, els estats del nord de Zhao, Yan i Qin havien començat a envair i conquerir parts del sud de Mongòlia. Quan la dinastia Qin va unir tots els regnes de la Xina en un sol imperi al segle III aC, la confederació Xiongnu s'havia format a les planes de Mongòlia, transformant tots els clans independents en un sol estat que va assegurar la seva seguretat i independència d'una expansió Qin.

### Estat xiongnu (209 aC–93 dC)

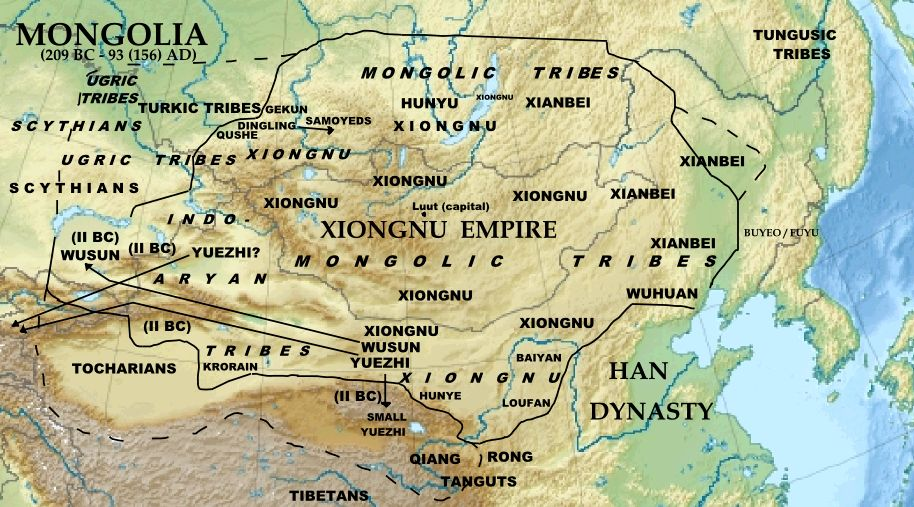
Imperi Xiongnu

L'establiment de l'Imperi Xiongnu a Mongòlia al segle III aC marca l'inici de l'estatalisme al territori de Mongòlia. La identitat del nucli ètnic dels xiongnu ha estat objecte d'hipòtesis variades i alguns estudiosos, entre ells Aleksei Oklàdnikov, Paul Pelliot i Byambyn Rinchen, han insistit en un origen mongol.
La primera aparició significativa dels nòmades es va produir a finals del segle III aC, quan els xinesos van repel·lir una invasió dels xiongnu (Hsiung-nu en romanització Wade-Giles) a través del riu Groc des del Gobi. Un exèrcit xinès, que havia adoptat la tecnologia militar xiongnu, amb pantalons i amb arquers muntats amb estreps, va perseguir els xiongnu a través del Gobi en una despietada expedició punitiva. Els murs de fortificació construïts per diversos estats en guerra xinesos es van connectar per fer una Gran Muralla de 2.300 quilòmetres al llarg de la frontera nord, com a barrera per a noves incursions nòmades.
El fundador de l'Imperi Xiongnu va ser Toumen. Va ser succeït violentament pel seu fill Modu Shanyu, que després va conquerir i unificar diverses tribus. En el punt àlgid del seu poder, la confederació Xiongnu s'estenia des del llac Baikal al nord fins a la Gran Muralla al sud i des de les muntanyes de Tian Shan a l'oest fins a les serres del Gran Khingan a l'est. Al segle II aC, els xiongnu van dirigir la seva atenció cap a l'oest cap a la regió de les muntanyes de l'Altai i el llac Balkaix, habitada per pobles nòmades de parla indoeuropea, inclòs Yuezhi (Yüeh-chih a Wade–Giles), que s'havien traslladat des de l'actual província de Gansu a la Xina com a resultat de la seva derrota anterior pels Xiongnu. La guerra endèmica entre aquests dos pobles nòmades va arribar al seu punt culminant a la darrera part del segle III i les primeres dècades del segle II aC; els xiongnu van triomfar. Aleshores, els yuezhi van emigrar cap al sud-oest on, a principis del segle II, van començar a aparèixer a la vall d'Oxus (la moderna Amu Darya), per canviar el curs de la història a Bactriana, l'Iran i, finalment, l'Índia.
L'any 200 aC, la dinastia Han de la Xina va llançar una campanya militar al territori, intentant sotmetre els xiongnu. No obstant això, les forces xiongnu van emboscar i van encerclar l'emperador Han Gaozu a Baideng durant set dies. L'emperador Gao es va veure obligat a sotmetre's als xiongnu, i l'any 198 aC es va signar un tractat que reconeixia que tots els territoris al nord de la Gran Muralla haurien de pertànyer als xiongnu, mentre que el territori al sud de la Gran Muralla hauria de pertànyer als han. A més, la Xina es va veure obligada a casar-se amb princeses i pagar un tribut anual als xiongnu. Aquesta "aliança matrimonial" estava lluny de ser pacífica, ja que les incursions xiongnu a la fèrtil terra del sud no van cessar mai. Durant el període de l'emperador Wen, les incursions xiongnu van avançar cap a la Xina estricta, van devastar i fins i tot assetjar prop de la seva capital Chang'an. Això va continuar durant 70 anys fins al regnat de l'emperador Wu, les contraofensives massives del qual van devastar els xiongnu i els van enviar cap al camí de la decadència.
Els Xiongnu van tornar a atacar el nord de la Xina cap al 200 aC, descobrint que la Gran Muralla, inadequadament defensada, no era un obstacle seriós. A mitjan segle II aC, controlaven tot el nord i l'oest de la Xina al nord del riu Groc. Aquesta nova amenaça va portar els xinesos a millorar les seves defenses al nord, mentre reforçaven i milloraven l'exèrcit, especialment la cavalleria, i preparaven plans a llarg termini per a una invasió de Mongòlia.
El 176 aC, el domini dels xiongnu era de 4.030.000 km2. La capital dels Xiongnu (Luut; Drac) estava situada a la vora del riu Orkhon, Mongòlia central.
Entre el 130 i el 121 aC, els exèrcits xinesos van fer retrocedir els xiongnu més enllà de la Gran Muralla, debilitant el seu domini sobre la província de Gansu, així com sobre el que ara és Mongòlia Interior, i finalment els van empènyer al nord del Gobi cap a la Mongòlia central. Després d'aquestes victòries, els xinesos es van expandir a les zones més tard conegudes com a Manxúria, Mongòlia, la península de Corea i l'Àsia Interior. Els xiongnu, tornant a dirigir la seva atenció cap a l'oest i el sud-oest, van atacar profundament la vall de l'Oxus entre el 73 i el 44 aC. Els descendents dels Yuezhi i els seus governants xinesos, però, van formar un front comú contra els xiongnu i els van repel·lir.
Durant el següent segle, a mesura que la força xinesa s'anava afeblint, la guerra de frontera entre els xinesos i els xiongnu va ser gairebé incessant. A poc a poc, els nòmades van obrir camí de nou cap a Gansu i la part nord de l'actual Xinjiang de la Xina. Aproximadament a mitjans del segle I dC, una dinastia Han oriental revitalitzada (25-220 dC) va recuperar lentament aquests territoris, tornant els xiongnu a les muntanyes d'Altai i les estepes al nord del Gobi. Durant la fi del segle I dC, després de restablir el control administratiu sobre el sud de la Xina i el nord del Vietnam que s'havia perdut breument al principi d'aquest mateix segle, l'Imperi Han Oriental va fer un esforç concertat per reafirmar la seva dominació sobre l'Àsia Interior. El concepte de Mongòlia com a potència independent al nord de la Xina es veu a la carta enviada per l'Emperador Wen de la dinastia Han a Laoshang Chanyu l'any 162 aC (enregistrada al Hanshu).
La identitat del nucli ètnic dels xiongnu ha estat objecte d'hipòtesis variades i d'alguns estudiosos, com ara A.Luvsandendev, Bernát Munkácsi, Henry Howorth, Rashpuntsag, Aleksei Oklàdnikov, Peter Pallas, Isaak Schmidt, Nikita Bitxurin i Byambyn Rinchen, van insistir en un origen mongol.
Hi ha moltes similituds culturals entre els xiongnu i els mongols, com ara la iurta al carro, l'arc compost, el joc de taula, l'arc de banya i la cançó llarga. Es creu que la cançó llarga mongol es remunta a almenys 2.000 anys. L'origen mític de la cançó llarga és esmentada en el Llibre de Wei (Volum 113).
L'any 48 dC, l'Imperi Xiongnu es va afeblir perquè es va dividir en Xiongnu del sud i del nord. Els xiongnu del nord van emigrar cap a l'oest. Van establir l'estat d'Üeban (160–490) al Kazakhstan modern i l'Imperi dels Huns (370–469) a Europa. Els xianbei que estaven sota els xiongnu es van rebel·lar l'any 93 dC, posant fi a la dominació xiongnu a Mongòlia.
Les recents excavacions de tombes xiongnu al jaciment de Gol Mod a la província de Khairkhan de Arkhangai, van descobrir decoracions de bronze amb imatges d'una criatura semblant a l'unicorn i imatges de deïtats semblants a les deïtats grecoromanes. Aquests descobriments porten a la hipòtesi que els xiongnu tenien relacions amb el món grecoromà fa 2000 anys.

### Estat de Xianbei (147–234)

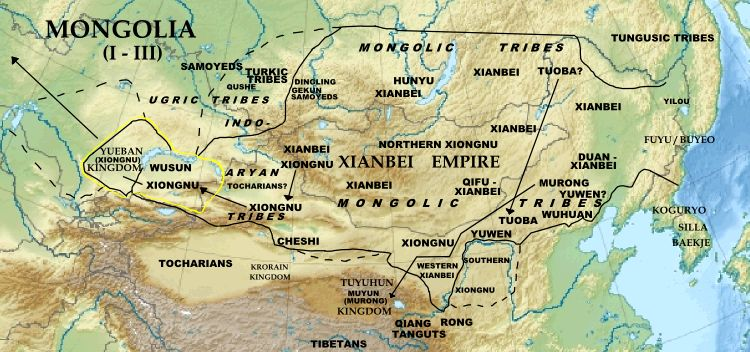
Estat de Xianbei

Tot i que finalment els xiongnu s'havien dividit en dues parts l'any 48 dC, els xianbei (o Hsien-pei a Wade–Giles) s'havien traslladat (aparentment des de l'est) a la regió desocupada pels xiongnu. Els xianbei eren la branca septentrional dels donghu (o Tung Hu, els Hu orientals), un grup proto-mongol esmentat a les històries xineses ja existents al segle IV aC. Els acadèmics moderns consideren el llenguatge dels donghu com a proto-mongòlic. Els donghu van ser un dels primers pobles conquerits pels xiongnu. Tanmateix, quan l'estat xiongnu es va debilitar, els donghu es van rebel·lar. Cap al segle I dC, s'havien desenvolupat dues principals subdivisions dels donghu: el proto-mongol xianbei al nord i el wuhuan al sud.
Els xianbei van guanyar força a partir del segle I dC i es van consolidar en un estat amb el seu cap Tanshihuai el 147. Va expulsar els xiongnu de Jungària, i va empènyer els dingling al nord dels saians, assegurant així el domini dels elements mongols en el que ara és Khalkha i Txahar. Els xianbei van repel·lir amb èxit una invasió de la dinastia Han el 167 i van conquerir zones del nord de la Xina el 180.
Hi ha diverses hipòtesis sobre la llengua i els vincles ètnics dels xianbei i la versió més acceptada suggereix que els xianbei eren un grup ètnic mongol i les seves branques són els avantpassats de molts pobles mongols com els rouran, khitan i menggu xibei, que es creu que eren els proto-mongols. El governant de l'estat de Xianbei va ser elegit per un congrés de la noblesa. Els xianbei utilitzaven comptadors de fusta anomenats kemu com una forma de comunicació no verbal. A més de la ramaderia extensiva, els xianbei també es dedicaven en una escala limitada a l'agricultura i l'artesania. Els xianbei es van fragmentar al segle III.
Els xianbei van establir un imperi que, tot i que va durar poc, va donar lloc a nombrosos estats tribals al llarg de la frontera xinesa. Entre aquests estats hi havia el dels toba, un subgrup dels xianbei, a la província de Shanxi de la Xina moderna.
Els wuhuan també van ser prominents al segle II, però van desaparèixer després; possiblement van ser absorbits per l'expansió occidental dels xianbei. Els xianbei i els wuhuan utilitzaven arquers muntats en la guerra i tenien líders de guerra temporals en lloc de caps hereditaris. L'agricultura, més que el nomadisme complet, era la base de la seva economia.
El control xinès sobre parts de l'Àsia interior no va durar més enllà dels primers anys del segle ii i, quan la dinastia Han Oriental va acabar a principis del segle III dC, la seva sobirania es va limitar principalment al corredor de Gansu. Els xianbei van poder fer incursions en una Xina afectada per la inestabilitat interna i la desintegració política. L'any 317 tota la Xina al nord del riu Iang-Tsé havia estat envaïda per pobles nòmades: els xianbei del nord; alguns vestigis dels xiongnu del nord-oest; i el poble Chiang de Gansu i el Tibet (actual Regió Autònoma Xizang de la Xina) de l'oest i el sud-oest. El caos va prevaler mentre aquests grups lluitaven entre si i repel·lien els esforços inútils dels regnes xinesos fragmentats al sud del riu Iang-Tsé per reconquerir la regió.
Els tuoba, una facció dels xianbei, va establir l'Imperi Tuoba Wei més enllà de Mongòlia pròpiament dita al nord de la Xina l'any 386. A finals del segle iv, la regió entre el Iang-Tsé i el Gobi, incloent-hi gran part del Xinjiang modern, estava dominada pels tuoba. Sorgint com l'estat parcialment influenciat per la cultura xinesa de Dai entre el 338 i el 376 dC a la zona de Shanxi, els tuoba van establir el control sobre la regió com a Wei del Nord (386-533 dC). Els exèrcits de Wei del nord van fer retrocedir els rouran (també coneguts com a Ruru o Juan-Juan pels cronistes xinesos), un poble mongol nòmada recentment sorgit a les estepes al nord de les muntanyes de l'Altai, i van reconstruir la Gran Muralla. A mitjans del segle v, el Wei del Nord havia penetrat a la conca del Tarim a l'Àsia interior, igual que els xinesos al segle II. A mesura que l'imperi creixia, però, els costums tribals dels tuoba van ser suplantats pels dels xinesos, una evolució no acceptada per tots els tuoba. Tuoba Wei va existir fins al 581.

### Estat de Rouran (330–555)

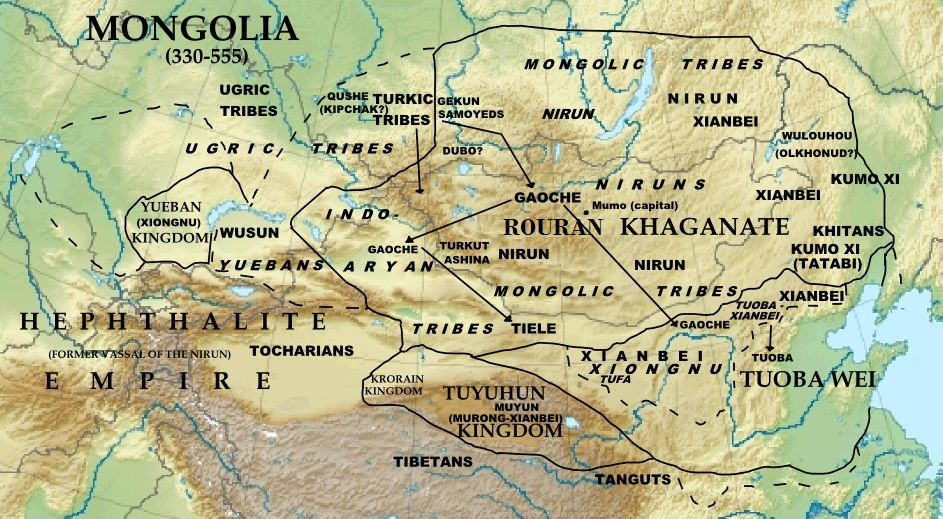
Kanat de Rouran

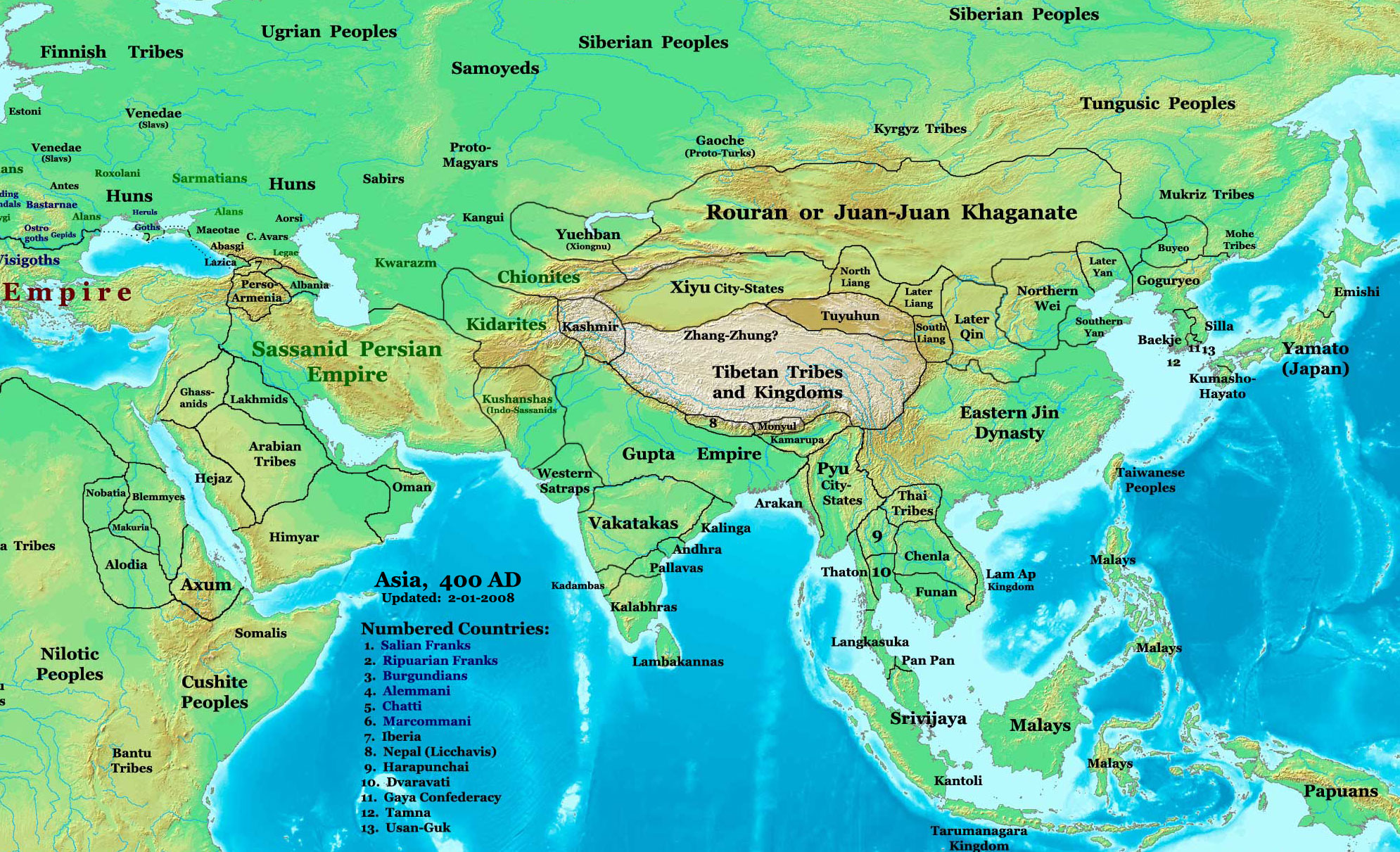
Àsia l'any 400, mostrant el Kanat de Rouran, el Wei del Nord de Tuoba, el Regne Tuyuhun de Xianbei, Liang del Sud, Yan posterior i els estats d'Üeban i Liang del Nord dels xiongnu.

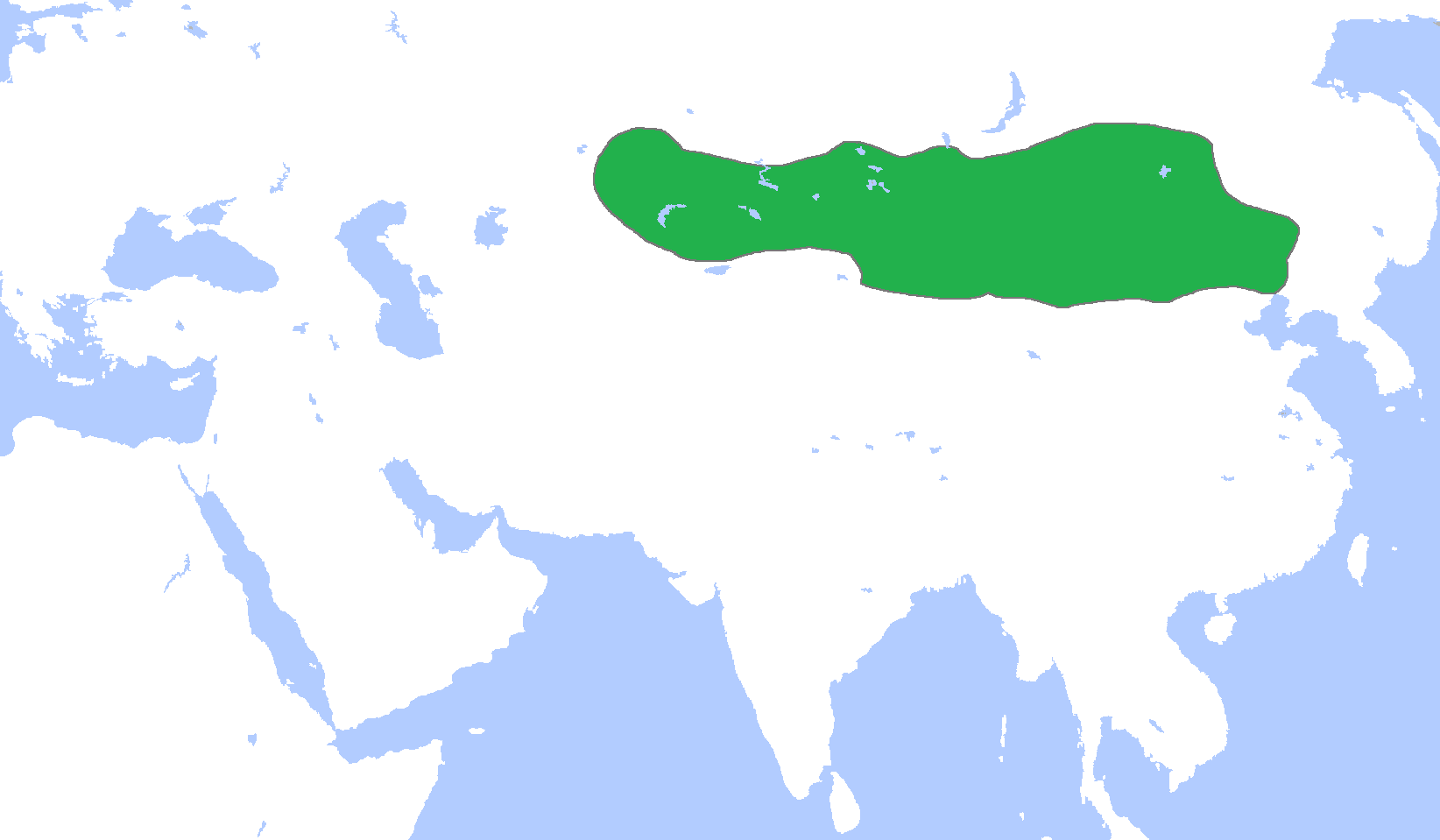
El Kanat de Rouran cap al 500 dC

Una branca dels xianbei, els rouran (també coneguts com a Nirun) es van consolidar sota Mugulyu. A finals del segle v, els rouran van establir un poderós imperi nòmada que s'estenia generalment més al nord que la dinastia Wei del Nord. Probablement va ser els rouran el primers que va utilitzar el títol de kan. Els rouran van governar Mongòlia, l'est de Kazakhstan, part de Gansu, el nord de Xinjiang, la Mongòlia Interior, parts del nord-est de la Xina i el sud de Sibèria. L'⁣Imperi Heftalita va ser un estat vassall dels rouran durant 100 anys. Shelun va assumir el títol de Khagan l'any 402 marcant l'establiment de l'estat del Kanat de Rouran. Els tuoba van fer llargues guerres contra el Kanat Rouran. Els turcs de l'Altai que eren súbdits dels rouran es van revoltar el 552 establint el Kanat turc. El Kanat de Rouran va ser finalment derrotat pels turquesos el 555. Part dels rouran van abandonar l'actual territori de Mongòlia. Diversos historiadors sostenen que van establir el Kanat d'Avari entre el riu Danubi i les muntanyes dels Carpats. Els rouran que es van quedar a Mongòlia es van convertir en els avantpassats de les tribus tàtars. Els tàtars i altres tribus mongoles van viure a la part oriental de Mongòlia durant el període turc. Altres mongols que van emigrar cap a l'est van tornar al segle VIII.

### Període turc (555–840)

#### Kaganats turcs (552–630, 682-744), domini Tang (646-682)
El Wei del Nord, al nord de la Xina, s'estava desintegrant ràpidament a causa de les revoltes de les forces militars semi-tribals de Tuoba que s'oposaven a ser sinitzades, quan el desastre va assolir el florent Kaganat de Roura. Els turcs de l'Altai (turcs d'Orkhon, Göktürks), coneguts com a "Tujue" pels cronistes xinesos, eren súbdits dels rouran i els servien de ferrers. L'any 552 dC els göktürks es van revoltar contra els seus governants rouran. L'aixecament va començar a les muntanyes de l'Altai, on molts dels turcs eren serfs que treballaven a les mines de ferro. Per tant, la revolta dels turcs del 552 s'anomena sovint la "rebel·lió dels ferrers". L'aixecament va ser encapçalat per Bumin, que es va convertir en el fundador del Kaganat turc. Així, des del principi de la seva revolta, van tenir l'avantatge de controlar el que havia estat una de les principals bases del poder rouran. Entre el 546 i el 553, els turcs van derrocar els rouran i es van establir com la força més poderosa a l'Àsia central.

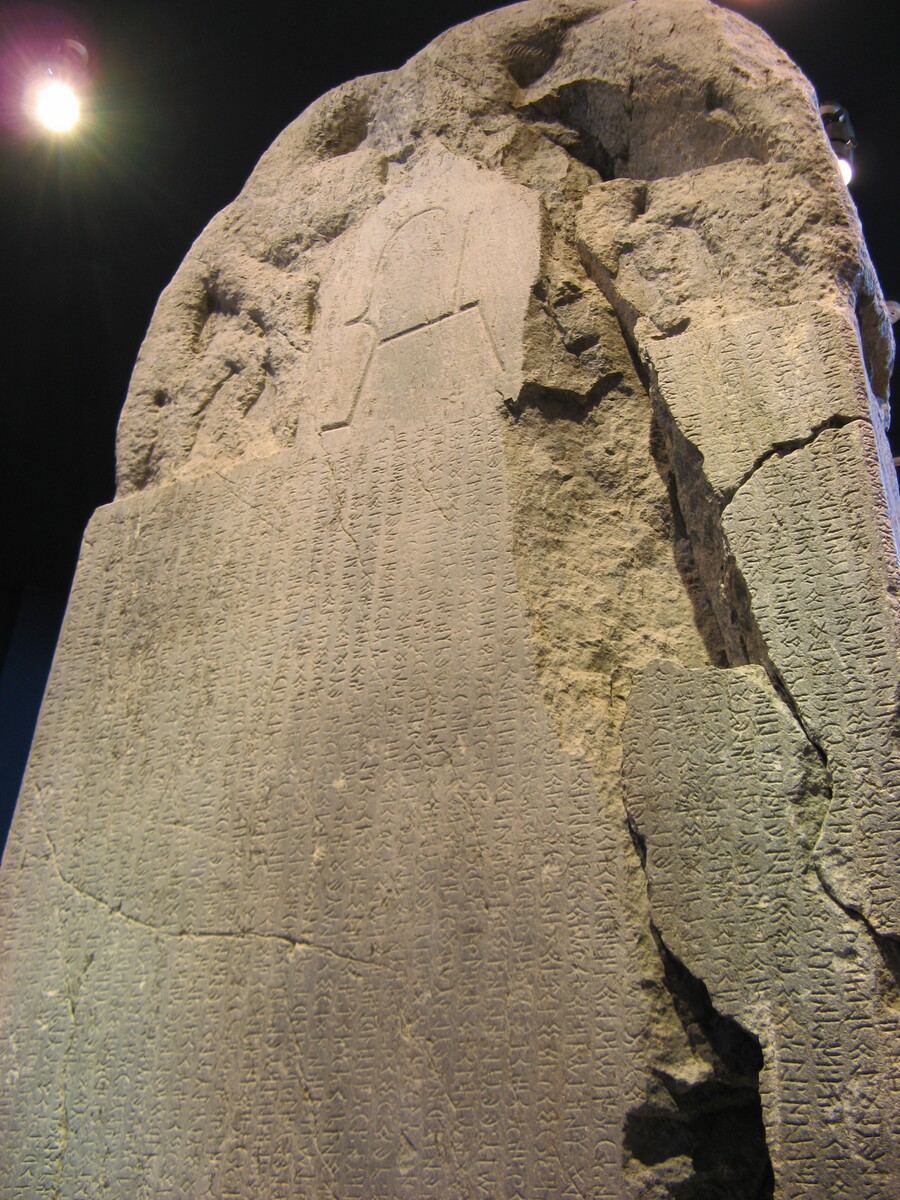
Monument a Kul Tigin inscrit en alfabet turc antic

Les dinasties Qi del Nord i Zhou del Nord de la Xina es van rendir l'any 570 i van començar a retre homenatge als göktürks. No obstant això, la recentment establerta dinastia Sui a la Xina va deixar d'enviar tributs als göktürks i va començar una guerra constant entre Sui i el kaganat turc. El kaganat turc es va dividir l'any 583 en un kaganat turc oriental i un kaganat turc occidental per la trama feta per la dinastia Sui de la Xina. Finalment, el 584, els turcs orientals van reconèixer la sobirania Sui. El Kaganat turc va començar a revoltar-se i accelerar la frontera l'any 615 després de la fallida expedició de l'⁣emperador Yang de Sui a Koguryö. La lluita interna entre els nobles turcs va portar a la seva derrota per part de la dinastia Tang de la Xina l'any 630. Del 629 al 648, una Xina reunida —sota la dinastia Tang (618-907)— va destruir el poder dels turcs orientals al nord del Gobi; van establir la seva sobirania sobre els khitan, un poble semi-nòmada para-mongòlic que vivia a les zones que es van convertir en les actuals províncies xineses de Heilongjiang i Jilin; i va establir el Protectorat d'Anbei a les estepes mongoles. El kagan uigur va ser instal·lat com a protector d'Anbei, qui habitava la regió entre les muntanyes de l'Altai i la terra dels khitan. Entre el 641 i el 648, els tang van conquerir els Turcs Occidentals, restablint la sobirania xinesa sobre Xinjiang i exigint tribut de les terres a l'oest de les muntanyes del Pamir. Els göktürks van lluitar contínuament contra la subjugació per la dinastia Tang, que va començar el 679. Un aixecament el 682 sota el lideratge de Kutuluk i Tonyukuk va portar a la restauració dels Segon Kaganat Turc en la historiografia.
Durant un breu període a principis del segle VII, una nova consolidació dels turcs, sota el governant turc occidental Tardu, va tornar a amenaçar la Xina. L'any 701, l'exèrcit de Tardu va assetjar Chang'an (l'actual Xi'an), llavors la capital de la Xina. Tardu va ser rebutjat i, després de la seva mort dos anys més tard, l'estat turc es va fragmentar novament. No obstant això, els turcs orientals van continuar les seves depredacions, amenaçant ocasionalment Chang'an. A principis del segle VIII, un exèrcit invasor de 450.000 soldats encapçalat per l'emperadriu Wu Zetian, va ser derrotada i perseguida per Mojo Kagan. L'Imperi Turc finalment va ser derrotat l'any 744 per les forces conjuntes dels xinesos, uigurs i altres grups nòmades.

#### Kanat Uigur (744–840)

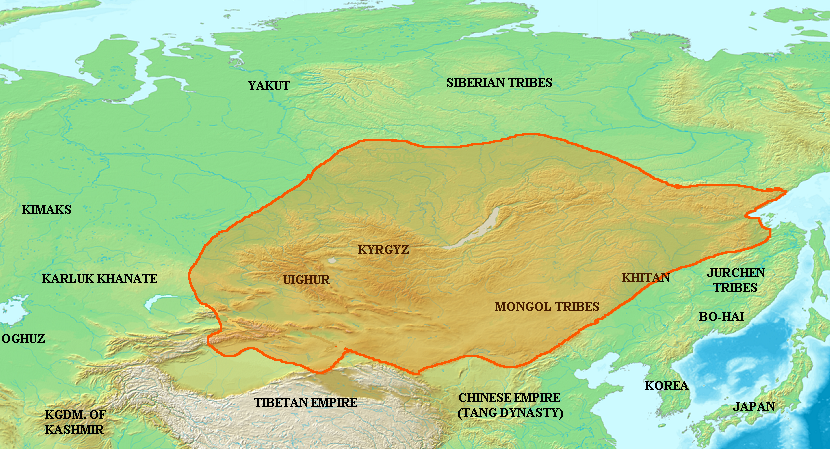
El Kanat Uigur

El 742, els uigurs, els karlucs i els basmils es van rebel·lar contra el Segon Kaganat Turc, i el 744, els basmils van capturar Ötüken, la capital turca matant el kagan Ozmich. Més tard aquell any es va formar una aliança de uigurs i karlucs que va derrotar els basmils, matant el seu kagan i fent desaparèixer els basmils com a poble. Les hostilitats entre els uigurs i els karluks van forçar els karlucs a emigrar cap a l'oest cap a Jetissú i a entrar en conflicte amb els türgesh, als quals van derrotar i conquerir el 766.
L'any 751, la Dinastia Tang va patir una derrota estratègica contra els àrabs a la batalla de Talas i els Tang es van retirar d'Àsia Central, permetent als uigurs emergir com la nova potència dominant.
Un cap dels kitan, An Lu Shan, es va apoderar de Luoyang el 755 i l'emperador Xuanzong va fugir de Chang'an cap a Jiangnan que caigué en mans dels revoltats, mentre el seu fill Li Heng va anar a Lingwu on, el 12 d'agost va ser declarat emperador Suzong. Quan l'exèrcit Yan havia capturat la major part del nord de la Xina el 756, les forces Tang restants es van reunir al voltant de Suzong a Lingwu, i el 757, amb les forces Yan delmades després del setge de Suiyang i costoses campanyes a Shanxi, el maig de 757 els Tang van ser derrotats a la batalla de Qingqu. L'emperador Suzong va demanar ajut als uigurs que dominaven Mongòlia, on ja governava Bayanchur, el successor de Kutlugh Bilgä, a canvi de permís per saquejar la regió de Chang'an un cop recuperada. Els 4.000 genets uigurs van arribar a Fengxiang per unir-se a les forces d'elit Tang i van atacar primer Chang'an, que van recuperar el 29 d'octubre després de la batalla del Temple Xiangji, convertint-la de nou en la capital Tang. Suzong va negociar amb els uigurs en lloc de saquejar Chang'an, fer-ho amb Luoyang, la capital de Dinastia Yan. Els Yan es van retirar a Luoyang perseguits per les forces Tang i uigur, però foren derrotats a la batalla del Pas Tong el 30 de novembre i entrant a Luoyang el 3 de desembre, que va patir un fort saqueig dels uigurs. Els uigurs van retornar a casa i l'ofensiva es va aturar. Els xinesos van rebre també l'ajut del rei de Khotan, Wei-tcho Cheng. L'emperador va donar al kan uigur molts títols i honors i li va prometre 20000 peces de seda cada any. Però la guerra civil a la Xina va continuar.
El successor de Bayanchur fou Teng-li Meou-yu (Eltegin, 759-780). Aquest kan fou temptat pels rebels contra l'Imperi xinès i va marxar a la Xina amb intenció de contribuir a la lluita contra els imperials, però pel camí un hàbil diplomàtic xinès el va fer canviar d'idea, i va tornar a l'aliança amb els Tang per compte dels quals va reconquerir Lo-yang als rebels (20 de novembre del 762); la ciutat però fou saquejada conscientment. Així esdevingué més que un aliat, un protector de la dinastia, o almenys un aliat perillós. Va tornar a Mongòlia el març del 763, Les campanyes reeixides del kaganat uigur van portar a una pau amb la dinastia Tang de la Xina que va pagar una compensació per la supressió d'An en seda i gra durant 12 anys després del 766. Els uigurs mantenen una relació estable amb la Xina i van entrar a la Conca del Tarim el 790 després que els tibetans capturessin Khotan, una de les quatre guarnicions de la Xina. Els uigurs i els tibetans van tenir guerres entre ells per la dominació de la Conca del Tarim i el setge tibetà a Kucha (808-821) va ser repel·lit. El poder dels uigurs s'estenia des de les estepes de Mongòlia fins a l'oest, arribant fins a Fergana. Encara que una facció dels uigurs eren budistes, el maniqueisme es va convertir en la religió oficial del Kaganat al segle VIII. No obstant això, la majoria dels uigurs van romandre xamanistes. La cultura i l'economia del kaganat uigur eren més avançades que les dels seus predecessors. Els uigurs utilitzaven un calendari de 12 mesos i calculaven les dates dels eclipsis solars i lunars. Els uigurs van desenvolupar el seu propi sistema d'escriptura basat en l'escriptura sogdiana.
La dinastia Tang va fomentar secretament els ieniseis kirguisos i els karlucs, que van atacar el kanat uigur va caure sota una invasió dels ieniseis kirguisos apoderant-se de la capital Qara Balgasun i van matar el kan el 840.. La destrucció del kaganat uigur per part dels ieniseis kirguisos va donar lloc a la fi del domini turc a Mongòlia. Segons els historiadors, els kirguisos no estaven interessats a assimilar les terres recentment adquirides. L'estat kirguís estava centrat a Khakàssia. Els uigurs van fugir en dos grups: un grup de 30.000 persones liderat per l'aristòcrata Ormïzt va buscar refugi al territori Tang però l'Emperador Wuzong de Tang va ordenar que es tanquessin les fronteres. L'altre grup, de 100.000 homes, liderat per Ughe Tegin, fill de Baoyi i el nou khagan del derrotat Kanat Uigur, també va fugir al territori Tang exigint una ciutat Tang com a residència, la protecció dels maniqueus i menjar. Wuzong va trobar les demandes inacceptables i es va negar, i va concedir asil a Ormïzt a canvi de l'ús de les seves tropes contra Ughe. Dos anys més tard, Wuzong va ampliar la l'ordre de prohibir cristianisme, zoroastrisme, i especialment el budisme.

### Dinastia Liao (916–1125)

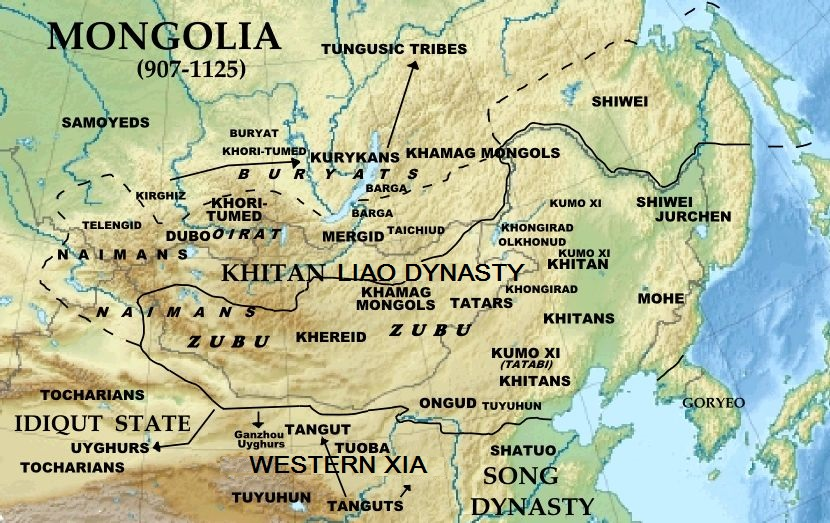
La dinastia Liao l'any 1100

Els khitans eren un grup ètnic amb una llengua que estava relacionada amb les llengües mongòliques. El seu kagan Yelü Abaoji va reclamar el títol imperial el 916 i va establir la dinastia Liao. La dinastia Liao va cobrir una part important del que ara és Mongòlia, incloent-hi les conques dels tres rius Kerulen, Tuul i Orkhon. Els khitans van ocupar les zones abandonades pels uigurs turcs posant-los sota el seu control.
La dinastia Liao aviat es va fer forta i va ocupar parts del nord de la Xina, inclosa l'actual Pequín. Cap al 925, els khitans van governar l'est de Mongòlia, la major part de Manxúria i gran part de la Xina al nord del riu Groc. A mitjan segle x, els caps khitans s'havien establert com a emperadors del nord de la Xina, i la dinastia Liao és considerada una dinastia de la Xina. Els khitans van construir ciutats i van exercir el domini sobre els seus súbdits agrícoles com a mitjà per consolidar el seu imperi.

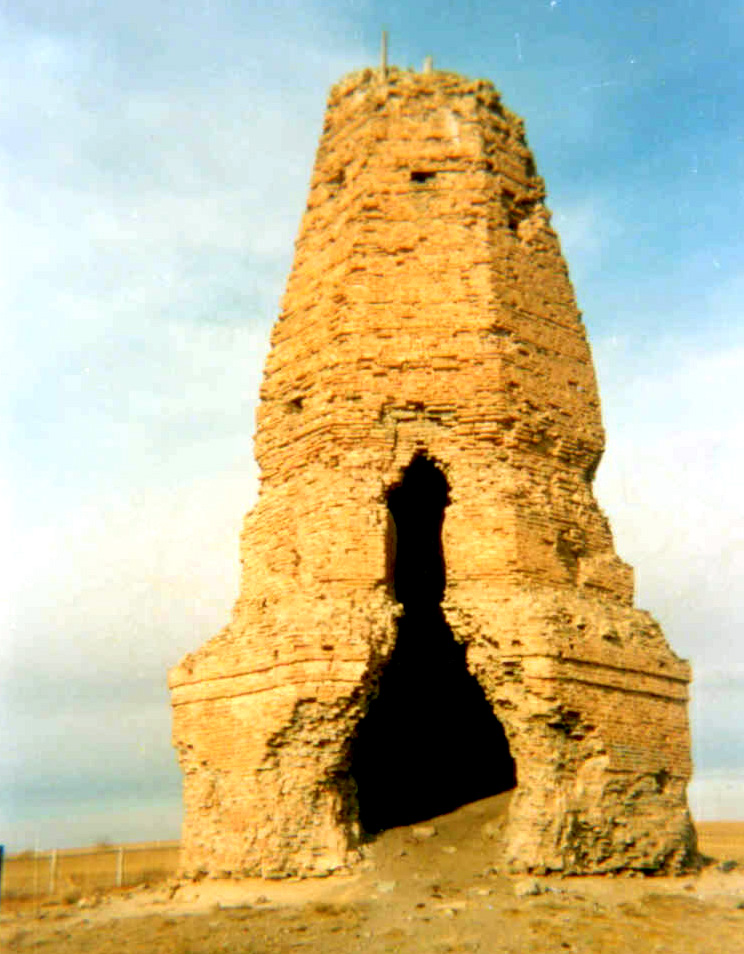
Stupa a la ciutat de Khitan Bars-Hot a Dornod, Mongòlia

El territori de l'imperi constava de dues parts: una poblada per pastors al nord i l'altra poblada per conreadors al sud. Les dues parts de l'imperi van comerciar activament entre elles. Lubugu, net d'Ambagyan, i un erudit anomenat Tulyubu van desenvolupar un Gran Alfabet basat en els jeroglífics xinesos l'any 920. Més tard, Tela, un fill d'Ambagyan, va desenvolupar un alfabet menor basat en l'escriptura uigur. Una tecnologia d'impressió es va desenvolupar al territori Liao. La llengua khitan va ser àmpliament estudiada a l'estranger.
Un poble tungús, els jurtxets, avantpassats dels manxús, van formar una aliança amb la dinastia Song i van reduir la dinastia Liao a l'estatus de vassall en una guerra de set anys (1115–1122). El líder jurtxet Wanyan Aguda es va proclamar el fundador d'un nou imperi, la dinastia Jin. Amb prou feines aturant-se en les seves conquestes, els jurtxets van sotmetre la veïna Goryeo el 1226 i van envair el territori dels seus antics aliats, la dinastia Song, per precipitar una sèrie de guerres amb els song que van continuar durant la resta del segle.
La dinastia Liao va caure l'any 1125. Alguns khitans van fugir cap a l'oest sota el lideratge de Yelü Dashi després de la seva derrota pels jurtxets i van fundar la dinastia Liao occidental (1124–1218) a l'actual Xinjiang i elv Kazakhstan oriental amb capital a Balasagun, l'actual Kirguizstan. A més, el Liao occidental també controlava alguns estats vassallitzats molt autònoms, com ara Coràsmia, els qarakhànides orientals i occidentals, etc. La minoria actual dels daurs de parla mongola a la Xina són els seus descendents directes basats en proves d'ADN i altres khitans assimilats als mongols (mongols del sud), pobles turcs i xinesos han.

## Època medieval

### Confederacions i kanats al segle XII

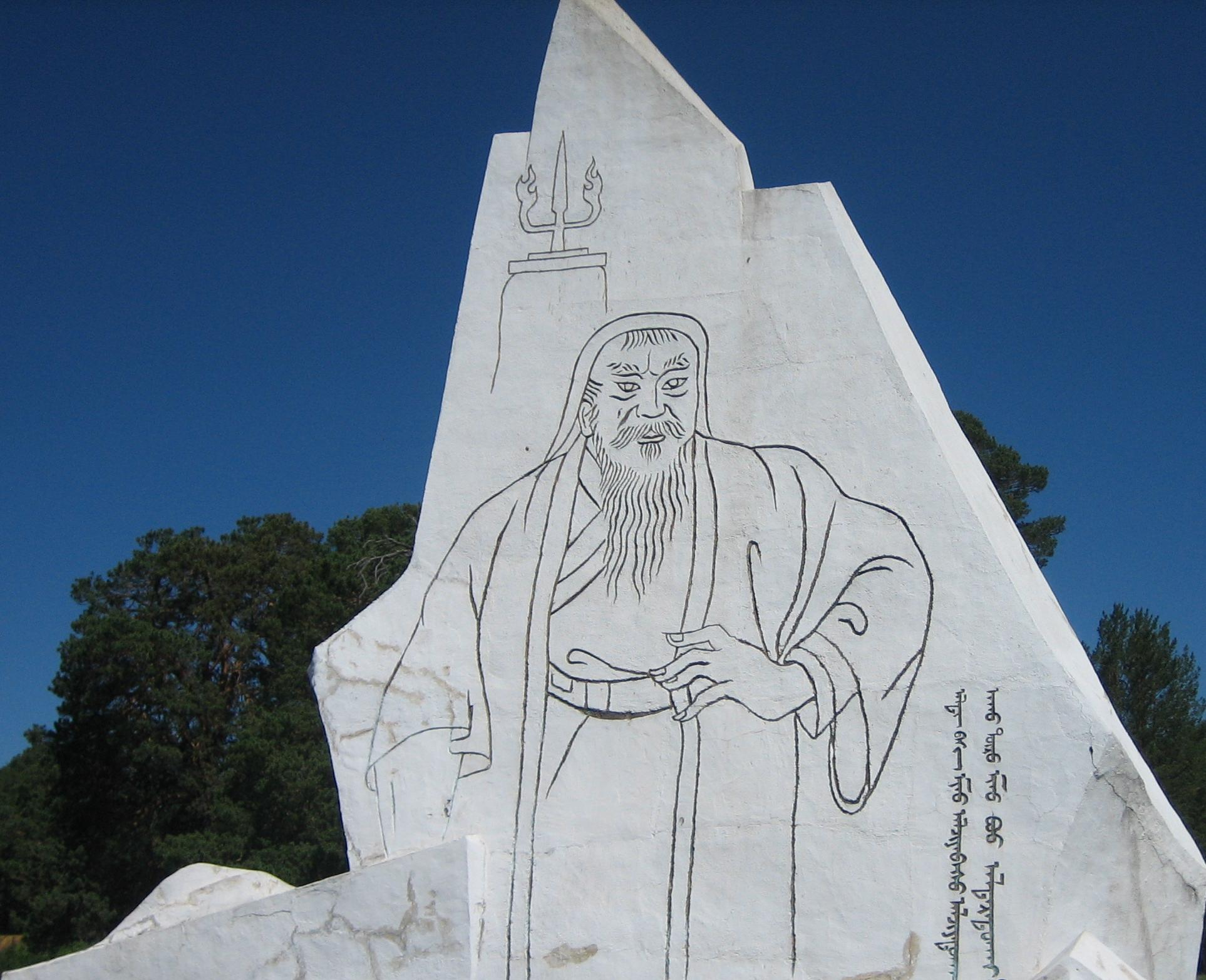
Estàtua de Temujin a Dadal sum, Khentii, la regió del seu naixement

La Mongòlia del segle XII es va caracteritzar per la rivalitat entre moltes tribus i confederacions (khanligs o kanats). Des del segle VIII es coneixia una confederació de tribus sota el nom de mongol. Algunes tribus xivei, encara que se'n sap poc, s'han considerat els avantpassats dels mongols segons els antics registres xinesos. El terme "xivei" va ser un terme paraigua dels pobles mongol i tungusos dels segles VI al XII. Durant el segle v, van ocupar l'àrea a l'est de la serralada del Gran Khingan, el que és Hulunbuir, Argun (Ergune), Nen (Noon), Amur Mitjà i les conques del riu Zeia. Podrien haver estat nòmades, residint a les terres baixes pantanoses a l'hivern i a les muntanyes durant l'estiu. L'enterrament es feia exposant els cossos en arbres. La seva llengua es descriu com a similar a les llengües manxú-tungús i khitans. El kaganat turc va instal·lar tuduns, o governadors, sobre els xivei i recollien tributs. Altres xivei potser es van quedar i es van convertir en els evenkis. Els kitans van conquerir Xivei a finals del segle IX. Una tribu xiwei, que vivia prop dels rius Amur i Argun, es deia "Menggu" (mongol).

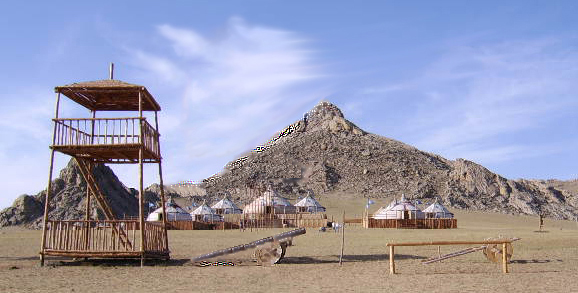
Un campament d'una tribu mongol

Les confederacions de les tribus mongoles bàsiques es van transformar en un estat a principis del segle XII i van passar a ser conegudes com la confederació mongola de Khamag. La gent de Mongòlia en aquesta època eren predominantment adoradors dels esperits, i els xamans proporcionaven orientació espiritual i religiosa al poble i als líders tribals.
Els mongols de Khamag ocupaven una de les zones més fèrtils del país: les conques dels rius Onon, Kerulen i Tuul a les muntanyes Khentii. El primer kan conegut de Khamag Mongol és Qabul Kan de la tribu Khiyad. Qabul Kan va repel·lir amb èxit les invasions de la dinastia Jin. El va succeir Ambagai Kan de la tribu Taichuud. Ambagai va ser capturat pels tàrtars mentre venia a lliurar la seva filla com a núvia a la confederació tàrtara i va ser lliurat als jurtxets de la dinastia Jin que el van executar cruelment, clavant-lo a un "ase de fusta". Ambagai va ser succeït per Qutula Kan, fill de Qabul Kan. Hotula Kan va participar en tretze batalles amb els tàrtars intentant venjar Ambagai Kan. Khamag Mongol no va poder triar un kan després de la mort d'Hotula. No obstant això, el net de Qabul, Yesugei Bahadur, era un cap important de Khamag Mongol.
Yesugei va ser enverinat pels tàrtars el 1171 quan el seu fill gran Temujin tenia 9 anys. Poc després de la mort de Yesugei, Targudai Kiriltug de Taichuud es va allunyar amb els súbdits de Yesugei, deixant el jove Temujin, la seva mare i els seus germans menors sense suport. Per tant, Khamag Mongol va romandre en crisi política fins al 1189.
Al segle XII el kanat Mongol Khamag, la confederació Tàtar, el Kanat Kerait, la confederació Merkit, el Kanat Naiman eren cinc grans confederacions tribals mongols i kanats a l'altiplà mongol.
La confederació Tàtar va aparèixer per primera vegada a la història registrada l'any 732. Els tàtars es van convertir en súbdits dels kitan al segle X. Després de la caiguda de l'Imperi Kitan, els tàtars van experimentar la pressió de la dinastia Jin i van ser instats a lluitar contra les altres tribus mongoles. Els tàtars vivien a les fèrtils pastures al voltant dels llacs Hulun i Buir i ocupaven una ruta comercial cap a la Xina.
Els keraits entre les serralades de Khangai i Khentii es van centrar al lloc de l'actual ciutat Ulan Bator a la vora del riu Tuul. Markus Buyruk Kan va ser kan dels keraits al segle XII. Markus va ser succeït per Tooril kan. En el seu feu amb els seus germans pel tron dels keraits, va ser ajudat repetidament per Yesugei Bagatur de Khamag Mongol.
La confederació Merkit estava situada a la conca del riu Selengà. Al voltant del llac Baikal vivien els Hori Tumed i els buriats.
La confederació Naiman estava situada entre les serralades de l'Altai i Khangai. Les tribus Ongut vivien al nord del Gobi. Altres tribus eren Olkhunut, Bayid, kungrats, oirats, etc. Mentre que la majoria de les tribus mongoles eren xamanistes, el cristianisme nestorià es va practicar en diverses confederacions com ara keraits i ongut.

### Període anterior a Genguis Kan
Al nord del Gobi, a les muntanyes de l'Altai, Khangai i Khentii vivien un gran nombre de tribus d'ètnia altaica, mongoles, turques i evenkis. Tot i parlar diferents llengües, la seva aparença, costums i forma de vida era idèntica.
Un dels pobles principals turcomongols era els dels naimans, que habitaven probablement l'actual districte del Kobdo, i del costat d'Ubsa Nor, fins a l'Irtix negre i el Zaisan Nor, i d'altra part fins al Selenga Superior.
Al nord dels naimans, a l'alt Ienissei, hi vivien els kirguisos, turcs, els caps dels quals portaven el títol d'inal, que el 840 havien expulsat als uigurs de la regió de l'Orkhon, per ser expulsats al seu torn el 920 per una incursió dels kitans, i havien restat nòmades en aquesta zona (l'alt Ienissei) sense tenir cap paper històric.
Els keraits eren dels més poderosos junt amb els naimans; no se sap prou bé quines terres ocupaven; en general se'ls assigna al sud del riu Selenga, a l'alt Orkhon, el Tula i l'Ongkin, però alternativament se suposa que els naimans podrien arribar fins a la regió de Karakorum, i a l'est estarien els keraits.
Al nord dels keraits, al curs inferior del Selenga, vivien els merkites. Al nord dels merkites, a l'oest del llac Baikal, vivien els oirats. A l'extrem nord de Manxúria, entre l'Argun i l'Amur, on avui dia viuen els solon d'ètnia tungús, vivien els qui foren els seus ancestres, els solang. Al sud dels solang, a la riba sud del riu Kerulen, cap a Buir Nor i fins al Khingan, vivien els nòmades tàtars. Una tribu de nom djelair o djelaïr, classificada entre els mongols, vivia al sud de la confluència entre el riu Khilok i el Selenga, és a dir, prop de l'Onon, però era probablement una tribu turca vassalla dels mongols.
Els mongols, en sentit històric, vivien al nord-est de la moderna Mongòlia. El nom de mongols apareix per primer cop a l'època Tang, com una de les tribus del grup Che-wei al baix Kerulen i al Khingan del nord, anomenada pels xinesos mong-wou o mong-wa. No fou fins al temps de Genguis Kan que el nom es va donar al conjunt de pobles de llengua mongola.
Les llegendes mongoles, recollides per Rashid al-Din, diuen que el poble fou vençut pels turcs i s'havia refugiat a les muntanyes de l'Erkene-kun, en una època incerta però que la majoria dels historiadors situa al segle ix; més tard van descendir d'aquesta zona cap al Selenga i l'Onon. Les llegendes parlen de l'ancestre mítica Alan-qo'a, que a la mort del seu marit Dobun-mergan, va concebre d'un raig de llum l'ancestre dels mongols, Nirun, del qual Bodontchar fou l'avantpassat, a la vuitena generació, de Genguis Kan.
Al segle xii els mongols estaven dividits en diversos [[ulus]] (grans tribus). Aquestes tribus eren independents entre si, i sovint es feien la guerra, a més de lluitar contra els veïns, especialment els tàtars. La família de Genguis Kan pertanyia al clan (omuk) dels qiyat (kiyat); després del triomf de Genguis, les tribus es van reorganitzar entre les que derivaven de l'ulus qiyat i les altres.
Una tribu de nom Jalàyir, classificada entre els mongols, que vivia al sud de la confluència entre el riu Khilok i el Selenga, és a dir, prop de l'Onon, era probablement una tribu turca vassalla dels mongols i assimilada per aquests des del temps de l'heroi llegendari mongol Qaidu.

#### Sistemes de vida
Les tribus mongoles tenien dos sistemes de vida al segle xii: de pastors al costat de les estepes; i de caçadors i pescadors a la part dels boscos i rius; els seus dominis estaven entre la zona d'estepa i quasi desèrtica al sud, i la zona de boscos al nord. El seu origen de poble de bosc es detecta en l'ús que fan avui encara de botes de fusta en comptes dels odres de pell o cuir com altres pobles esteparis. Les tribus estepàries de pastors (ke'er-un irgen) canviaven de lloc sovint a la recerca de pastures i allà on paraven aixecaven les tendes, comunament anomenades iurtes; les tribus dels boscos vivien en coves o barraques de fusta.

#### Aristocràcia dirigent
Les tribus pastores eren més riques amb una aristocràcia forta i influent: els caps portaven el títol de bagadur o ba'aatur (equivalent a 'cap segon') i noyan (equivalent a 'cap') i també el de setchen o setsen ('savi' en mongol) bilgä ('savi' en turc) i l'ai-tsi o taitchi ('príncep' en xinès); l'aristocràcia tenia la missió de trobar terres de pastura (nuluk) i d'assegurar el nombre de clients i esclaus que s'encarreguessin dels ramats i les tendes.

#### Altres classes socials
Aquesta aristocràcia dirigia les altres classes socials: els guerrers, persones lliures (nökud), els comuns (qaratxu o arad), i els esclaus (bagul). Els esclaus eren de dues menes: els individuals, que pertanyien a un individu, i els col·lectius, tribus vençudes que passaven a tenir consideració d'esclaus, encara que eren més aviat vassalls i servents dels vencedors, que es cuidaven dels ramats i servien com auxiliars en la guerra. En canvi l'aristocràcia de les tribus dels boscos (hoïn-irgue) no tenia un paper tan important: la influència principal era la dels xamans; quan un xaman reunia també la condició de sobirà, prenia el títol de baqi (o bagui), que en temps de Genguis Kan portaven els caps dels oirats i dels merkites.
Els xamans mongols s'anomenaven en antic turc com a qam, en mongol com a böga o xaman, i en xinès xan-man (procedent de la transcripció xinesa del tungús).
Els pastors estaven un xic més civilitzats; tenien contactes amb els uigurs del Gobi central, amb els kitan del Leao-ho o amb els jin de Pequín. No tenien ciutats, però formaven grans campaments per grups (aïl) i les iurtes (guer) portades en carros de rodes (qara'ulai terguen o qasaq terguen) s'agrupaven en cercles (quriyen), embrió de futures viles.

#### Societat
La iurta de feltre (guer) constituïa un avançament sobre la cabana de fusta dels caçadors; era fàcil de plegar. Va esdevenir amb el temps un lloc espaiós i confortable i, amb els seus folres i terres de tapissos, vertaders palaus errants; fins i tot disposaven d'un tub d'aire que servia també de fumeral. Els guers es van anar empobrint amb la decadència mongol fins al segle xx, quan van anar desapareixent. L'aplicació del nom iurta al guer és impròpia. El guer era rodó i requeria un gran nombre de pals; fou inicialment usat pels caçadors del bosc, però es va desenvolupar i engrandir per ser usat pels pastors.
Els pastors utilitzaven inicialment la tenda plana, llarga i baixa, anomenada maikhan, fàcil de confeccionar pels nòmades que vivien a les estepes. Quan els pastors van adoptar la tenda de feltre o guer, la carregaven en carros de rodes, cosa que facilitava el transport en terrenys plans i el seu muntatge; el conjunt de guers esdevenia una veritable ciutat. Aquest transport es va perdre amb el temps.

#### L'estepa mongola
Quan els mongols van dominar l'Orkhon al segle xii aquesta zona portava molt de temps en estat salvatge; després de la conquesta dels kirguisos del 840, la incipient agricultura iniciada pels turcs orientals i els uigurs va desaparèixer. Es nota una diferència cultural important entre els turcs i els mongols, que en deixa percebre una neta superioritat dels primers; la conquesta dels kirguisos del 840 havia aturat de cop la civilització maniquea que els uigurs havien introduït a la zona, i quan foren expulsats el 920, la zona va caure en el caos tribal.

#### Primer estat mongol
La tradició ja parla d'un primer intent de crear l'estat de la nació mongola (ulus-irgen) al segle xii. El cap mongol Qaidu (Kaidu) va adquirir un cert poder.
El seu besnet, Qabul (Kabul), que portava el títol reial (Qabul Khan) i pòstumament el títol imperial (Qabul kakhan), va ser el primer que va gosar enfrontar-se als reis Jin (jurtxets) de la Xina del nord; els fets sobre aquest personatge són dubtosos i podria tractar-se de representacions al·legòriques de les lluites dels Jin i els nòmades entre 1135 i 1139. Fou el pare de Qutula khan, que va combatre els jurtxets i tàtars. Al temps de la redacció de la Història secreta (vers 1240) Qutula kakhan ja era un heroi llegendari. Probablement fou derrotat pels jurtxets, ja que els seus fills Jotxi i Altan no consta que portessin cap títol reial, tot i que en la Història secreta, per donar una continuïtat dinàstica, s'atribueix a Altan el títol de kakhan. Cal suposar que vers el 1161 el primer estat mongol fou destruït pels Jin i tàtars i que la derrota de Qutula kakhan va donar pas altre cop a la reaparició dels territoris entre gran nombre de tribus (ulus), clans i sub clans sense cap unitat.
La tradició genguiskhànida associa a Yesuqeï (Yesugei), el pare de Genguis Kan, a la línia dels antics reis.

### Genguis Kan

Genguis Kan

#### Joventut
Anomenat Temujin en néixer, era fill de Yesugei, cap de la tribu (ulus) dels borjigid, i del clan qiyat. Segons les creences mongoles, va nàixer amb un coàgul de sang a la mà, signe del seu futur destí. El 1162, sent encara un nen, es convertí en cap de la seva tribu a causa de la mort del seu pare, assassinat pels tàrtars. Rebutjant ser dirigit per un nen, el seu clan l'abandonà amb sa mare. Passà els anys següents amb la seva família seguint la forma de vida dels nòmades. Fet presoner per una tribu rival, poc després aconseguí escapar amb l'ajuda d'un dels seus captors. A l'edat de 20 anys, conegué la seva futura dona, Borte, i la tribu li oferí una pell de marta. La llegenda diu que s'hi casà després de salvar-la de les mans d'uns segrestadors.

#### Unió de les tribus
En aquest període, els pobles nòmades de l'Àsia central estaven dividits i eren fàcilment manipulats pels pobles sedentaris dirigits per reis poderosos, com els de la dinastia Jin del nord de la Xina. Aliat dels xinesos, el jove Temujin intervingué en les lluites contra els seus adversaris, principalment els tàtars, el poble mongol més potent. Forjant sòlides amistats entre els caps dels clans mongols, Temujin començà una política de guerres i d'aliances que el conduïren a convertir-se en el senyor dels mongols el 1206.

#### Fundació de l'imperi

L'Imperi Mongol al segle XIII

Un kuriltai (consell de caps mongols) donà a Temujin el títol de Genguis Kan, que significa 'Cap Suprem'. Pertanyia a una tribu mongola, de religió xamanista, que havia dominat la Mongòlia oriental fins que, a mitjans del segle xii, fou gairebé anorreada pels tàtars. Temujin trobà refugi a l'Ulan Bator, entre la tribu nestoriana comandada per Togrul (el preste Joan de Marco Polo). Ajudat per aquest i al capdavant d'un poderós exèrcit inicià diverses campanyes, que el conduïren a l'extermini dels seus rivals (tàtars, 1198-1202; karaits, 1203; etc.). El 1206 fou elegit cap suprem de tota Mongòlia per l'assemblea dels prínceps mongols i emprengué la conquesta de la Xina, dominada pels tanguts i pels evenkis (presa de Pequín, 1215). A l'oest s'enfrontà amb els xas (shahs) de Coràsmia, a qui arrabassà Bukharà (1219) i Samarcanda (1220), mentre que les seves tropes arribaven a l'Azerbaidjan i a la Rússia meridional. El 1221 passà l'Oxus i entrà a Balkh; saquejà també Gazni, Herat i Merw. L'èxit de Genguis Kan, més enllà dels seus dots de guerrer, fou degut a l'organització que proporcionà el rudiment de llei imperial mongòlica (yasa) donada al conjunt de tribus que unificà. El seu imperi (de la mar Càspia a Corea) no durà gaire, car, en morir, el repartí entre els seus fills.
Com a nou emperador desenvolupà una nova organització militar basada en el sistema decimal, dividint els exèrcits en grups de 10, 100, 1.000 i 10.000 (tumen). Els soldats duien les seves famílies i cavalls amb ells; cada genet disposava de tres o quatre cavalls.

#### La campanya de la Xina
El 1206, Genguis Kan va iniciar la invasió de la Xina, la qual estava dividida en quatre regnes. En la frontera ja havien començat a perdre la lleialtat cap als chin, que en foren els primers a capitular. Un cop acabada aquesta campanya, ja tenia una bona base per atacar als yuchen. El conflicte que Genguis Kan va tenir amb la dinastia xinesa de Xia Occidental des de l'època del kuriltai, donà lloc a la primera guerra de conquesta de l'emperador. Aquesta conquesta acaba amb un acord de pau el 1209, en què l'emperador de Xia Occidental reconegué la seva inferioritat. L'atac als xin s'enfocà com un conflicte de caràcter nacional i ètnic en el qual els pobles turcomongols s'unien contra els pobles que ocupaven les províncies septentrionals de la Xina. D'aquesta forma els onguts que custodiaven les fronteres septentrionals dels xin i altres pobles com els ch'i-tan (kitan) es van unir amb rapidesa a la causa mongola.
Així Genguis Kan va arribar fins a Pequín el 1214, encara que la ciutat fou presa un any més tard per Muqali, un dels seus generals, perquè es requerí l'atenció del Gran Khan a l'oest.

#### Família

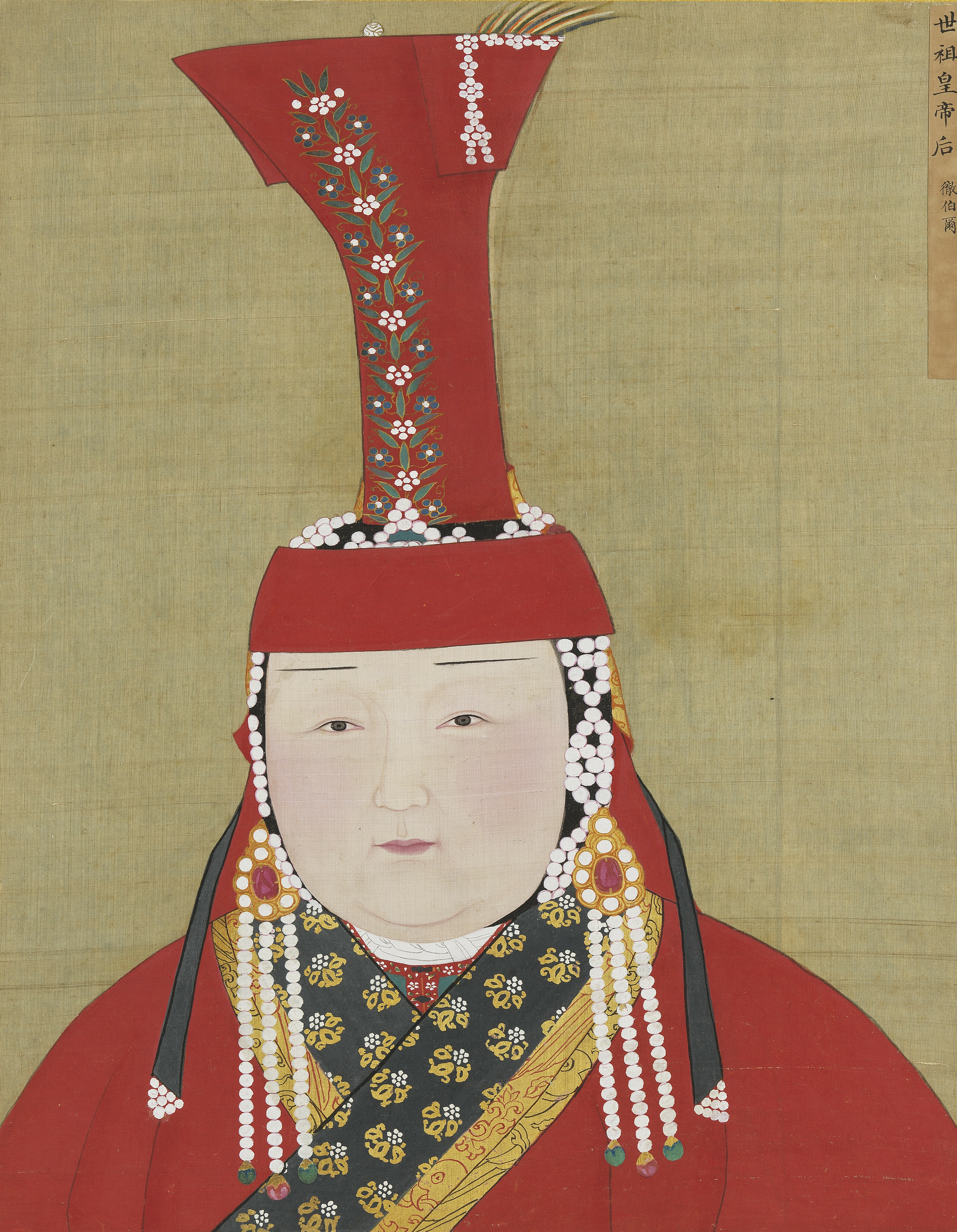
Chabi, primera muller de Khublai Kan

Temujin va tenir quatre germans i una germana:
- Khasar (germà)
- Khajiun (germà)
- Temüge (germà)
- Temülen (germana)

Amb la seva dona Borte va tenir quatre fills:
- Jotxi (1185-1227) (de paternitat dubtosa)
- Txagatai (—1241)
- Ogodei (—1241)
- Tolui (1190-1232)

Els seus quatre fills participaren en les campanyes de Genguis i varen esdevenir Khan de diferents kanats, però va ser Ogödei (Ogodei) qui fou Gran Khan. Genguis Kan va morir el 1227.

#### Herència
El de Genguis Kan fou el darrer imperi tribal de la història universal, hereu dels milers d'anys de guerres entre les tribus nòmades i el món civilitzat, dels antics enfrontaments dels caçadors i els pastors contra els camperols. El xoc entre la cultura nòmada i urbana no acabaria amb Genguis Kan, però no ha tornat a assolir els nivells a què arribà amb el cabdill mongol.
L'any 1937 l'ànima de Genguis Kan va desaparèixer del monestir budista de Mongòlia Central, situat al costat del riu de la Lluna, al costat de les muntanyes negres de Shanj, on els lames l'havien protegit i venerat durant segles i segles. Durant els anys trenta, soldats a les ordres de Stalin executaren uns trenta mil mongols en una sèrie de campanyes contra la cultura i la religió d'aquest poble. Els soldats saquejaren els monestirs, mataren els monjos, violaren les monges, destrossaren tots els objectes religiosos, espoliaren les biblioteques, cremaren les escriptures i destruïren els temples. Segons s'explica, algú va rescatar secretament l'encarnació de l'ànima de Genguis Kan del monestir de Shanj i, per protegir-la, la va traslladar a la capital, Ulan Bator, on finalment va desaparèixer. Avui dia Genguis Kan ha esdevingut el símbol d'una Mongòlia que s'esforça a definir la seva identitat. La seva cara apareix a les etiquetes de vodka i als bitllets de banc.

### Primera regència
El quart fill de Genguis Kan, Tolui, com el més jove, era segons el dret mongol l'otchigin o odjigin, guardià de la llar i, per tant, hereu del patrimoni patern primitiu a la regió entre el Tula, l'alt Onon i l'alt Kerulen. Bon general, però alcoholitzat, va morir amb 40 anys el 9 d'octubre de 1232, després d'una eficient campanya a Henan. La seva dona era una princesa keraits de nom Sorgaqtani o Sorgaqtani (neta de Wang Khan), i era nestoriana.
Inicialment Tolui va rebre la regència a l'espera de l'elecció d'un gran kan (1227-1229) i rebé l'urdus patern (el palau i tendes del pare) i 101.000 soldats.

### Ogodei
A la primavera del 1229 es va celebrar el gran kuriltai a la riba del Kerulen. Segons la voluntat de Genguis Kan, Ogodei en fou escollit, probablement el 13 de setembre del 1229. La residència ordinària es va establir a Karakorum.

#### Campanya contra Coràsmia
Djalal al-Dun Manguberti, el xa de Coràsmia refugiat a Delhi amb Iltumish (1221), havia aprofitat la sortida dels mongols (1224) per a recuperar tot Pèrsia i l'Azerbaidjan. El 1230 Ogodei va enviar a Pèrsia un exèrcit de 30.000 soldats per fer front a la inesperada restauració dels xas de Coràsmia, sota la direcció del general i noble Tchormaghan. A l'hivern del 1230 al 1231 van arribar a l'Iran pel Khorasan i Rayy, i es van dirigir de dret a l'Azerbaidjan abans que Djalal al-Din, que generalment vivia a Tabriz, pogués reunir les seves forces. Djalal s'esverà i va fugir cap a la plana del Moghan o Mukan, i cap a l'Arran, prop de la desembocadura dels rius Araxes i Kura, i d'allí va passar al Diyarbekir, perseguit pels mongols, i a les muntanyes d'aquest regió fou obscurament assassinat per un camperol kurd (15 d'agost de 1231).

#### Campanya a la Xina
Ogodei també va fer una campanya contra els jurtxets (dinastia Jin) a partir del 1231 que culminà amb una sèrie de victòries fins que el rei Jin es va suïcidar (febrer o març del 1234). Els Song xinesos van ajudar els mongols amb alguns contingents d'infanteria i en recompensa Ogodei cedí a l'Imperi Song alguns districtes al sud-est del modern Henan, però no van quedar satisfets, ja que volien tot l'Henan; per això van atacar als mongols i es va lliurar una guerra que durà del 1234 al 1239.

#### Conquesta de Corea
El 1231 els mongols van conquerir la capital de Corea Kai-syeng (nord-est de la moderna Seül) el desembre d'aquell any, i el país quedà sota protectorat governat per 72 darugatchi, però aquests van ser massacrats el 1232 per ordre del rei de Corea Ko-tjong, que es va refugiar tot seguit a l'illot de Kang hua a l'oest de Seül (juliol del 1232). L'exèrcit d'Ogodei ocupà sòlidament Corea el 1236, però la cort coreana es va mantenir a l'illot i encara que després de 1241 envià ambaixades declarant el seu vassallatge, va restar durant trenta anys sense control.

#### Operacions a Pèrsia i Àsia Menor
El general Tchormaghan va restar deu anys al capdavant de l'exèrcit mongol acampat al nord-oest de Pèrsia, generalment a la plana del Moghan i de l'Arran, dedicat al pillatge, primer a Armènia i l'Azerbaidjan (Maragha i Tabriz) i al Diyarbakir i Arbela, després cap al Caucas (Gandja) i Geòrgia, on la reina Russudan va haver de fugir de Tbilisi cap a Kutaisi (probablement el 1236), i la regió de Tbilisi quedà sota protectorat mongol; el 1239 Tchormaghan va anar a la Gran Armènia (Kars i Aní). El 1242 Baidju va succeir com a governador a Tchormaghan (mort el 1241) i va governar Pèrsia del 1242 al 1256. Baidju atacà el soldanat seljúcida de Rum o Konya, assaltà i saquejà Erzurum (1242) i després derrotà l'exèrcit seljúcida dirigit pel mateix soldà a Kozadagh, prop d'Erzindjan (26 de juny de 1243); després d'aquesta victòria el general mongol va entrar a Sivas. Tokat i Qaisariya, que van voler resistir, foren saquejades i parcialment destruïdes. Kai Khosraw va implorar la pau i la va obtenir a canvi de declarar-se vassall del gran kan. Ara els mongols eren veïns dels romans d'Orient de l'Imperi de Nicea.
El rei de l'Armènia Menor, Hethum I (1226-1269), va tenir l'habilitat de posar-se voluntàriament sota sobirania del gran kan, que protegia al seu regne dels seljúcides i dels mamelucs (1244). El 1245 Baidju va ocupar Khelat i Amida, i la primera fou donada als seus vassalls georgians. L'atabeg de Mosul, Badr al-Din Lulu, polític prudent, va reconèixer espontàniament, com havia fet el rei de l'Armènia Menor, la sobirania del gran kan.

#### Campanya europea
El 1234 Ogodei ordenà a Batu Kan dirigir un gran exèrcit de 150.000 soldats cap a Europa. La direcció efectiva de l'expedició correspongué al general Subotai, que tenia llavors uns 60 anys. L'expedició començà el 1236 i va durar fins al 1242. El 1236 fou destruït el Regne búlgar del Kama; el 1237 els mongols ataquen als turcs pagans, nòmades i salvatges, de les estepes russes, als quals els musulmans anomenaven turcs kiptxaq; els turcs es van sotmetre i van formar el gruix principal de la població del futur kanat de Batu (conegut com a Kanat de kiptxak o com a Horda d'Or); la darrera resistència dels kiptxaq fou liquidada el 1238 per Berke; el cap kiptxaq Kutan emigrà amb 40.000 tendes cap a Hongria, on es va fer cristià.
Entre finals del 1237 i 1239 els mongols ataquen els principats russos (Riazan el 21 de desembre de 1237), Kolomna, Moscou (febrer del 1238), Súzdal i Vladímir (14 de febrer de 1238). Yuri II de Súzdal fou derrotat i mort en una batalla a la vora del Sita o Siti, afluent del Mologa, el 4 de març de 1238. Altres destacaments mongols saquejaren Yaroslav i Tver. Nóvgorod se'n salvà pel desglaç, que va fer intransitables els camins.
L'hivern següent les operacions es van reprendre en direcció cap a Ucraïna; Txernigov fou saquejada i seguidament conqueriren Kíev (6 de desembre de 1240), que fou parcialment destruïda. Després assolaren el Principat d'Halicz o Galitzia, el príncep del qual, Daniel, va fugir a Hongria.
L'hivern del 1239 al 1240 els mongols van acabar de sotmetre les estepes de Rússia meridional, i sota direcció de Möngke van ocupar Maghas, capital dels alans o ases (asod en mongol).
L'hivern del 1240 l'exèrcit de Batu, sota la direcció de Baidar i Qaidu, va marxar contra Polònia. Van creuar el Vístula glaçat (13 de febrer de 1241) i saquejaren Samdomierz; arribaren fins als afores de Cracòvia; un exèrcit polonès fou derrotat a Chmielnik (18 de març de 1241). Cracòvia fou cremada pels mongols, que seguidament entraren a Silèsia sota la direcció de Baidar i van creuar l'Oder a Ratibor. El duc Enric els va fer front amb 30.000 soldats, que foren derrotats el 9 d'abril de 1241 en la batalla de Legnica; tot seguit els mongols van entrar a Moràvia, i assolaren el país, però sense poder ocupar la ciutat d'Olmutz. De Moràvia, aquesta part de l'exèrcit mongol es va dirigir cap a Hongria, on ja operava la resta de l'exèrcit, sota la direcció del mateix Batu i del general Subotai.
Als Carpats, entre Inghvar i Munkacz, fou derrotat el comte palatí encarregat de la defensa (12 de març de 1241); tres cossos d'exèrcit mongol es van reunir prop de Pest entre el 2 i el 5 d'abril. A Pest el rei Béla IV reunia al seu exèrcit; la batalla comença el dia 7 d'abril; els mongols van retrocedir en direcció a la confluència del riu Sayo i el Theiss; al sud de Mohi, a la confluència, Subotai derrota els hongaresos (11 d'abril de 1241). Pest fou assaltada i cremada i el rei Béla IV fugí cap a la mar Adriàtica. Tot el país fins al Danubi fou dominat i només algunes fortaleses hi resistiren. El juliol del 1241 els mongols arriben a Neustadt, prop de Viena. Batu creua el Danubi glaçat el 25 de desembre de 1241 mentre Qada'an, enviat en persecució del rei Béla IV, refugiat a Croàcia (a les Illes dàlmates), arriba fins a Spalato i Cattaro (que fou saquejada) per tornar després a Hongria (març de 1242).

#### Mort d'Ogodei
L'11 de desembre de 1241 mor Ogodei. Això va provocar l'evacuació d'Hongria pels mongols. Passen per Bulgària i retornen cap a la mar Negra (primavera del 1242) i l'hivern del 1242 a 1243, per Valàquia i Moldàvia, i Ucraïna van arribar a les seves bases del Volga.

### Segona regència
La regència de l'imperi a la mort d'Ogodei fou confiada a la vídua khatun Toragana, que va tenir el poder entre 1242 i 1246. Ogodei havia destinat al tron el seu tercer fill Qutchu, però aquest mor en la guerra contra els Song (1236) i el seu lloc el va ocupar el fill gran de Qutchu, Chiramon. Però Toragana volia fer nomenar gran kan el seu fill Guyuk. Toragana tenia el suport del vell Txagatai, que li havia fet confiar la regència, però va morir el 1242. Llavors el germà petit de Genguis Kan, Temugé Otchigin (els territoris del qual s'estenien per la Mongòlia oriental i la regió de Girin) es va dirigir amb soldats cap als territoris imperials amb intencions poc clares. Però l'arribada de Guyuk des d'Europa al seu ulus del Iemil, va estabilitzar la situació. D'altra banda, Batu Kan era enemic personal de Guyuk, que l'havia desobeït en la campanya a Europa, i va retardar tant com va poder el kuriltai per a l'elecció del nou gran kan, i quan finalment fou convocat va excusar la seva assistència al·legant una malaltia.

### Guyuk
El kuriltai per l'elecció es va celebrar a la primavera o estiu del 1246 prop del llac Kuku Nor, a les fonts de l'Orkhon, i no lluny de Karakorum. Conforme als desitjos de la regent, Guyuk fou escollit i entronitzat el 24 d'agost de 1246. Guyuk només ho acceptà si l'imperi restava hereditari de la seva línia, condició que fou aclamada pels presents. Al cap de dos o tres mesos va morir Toragana.
Guyuk afavoria lleugerament als cristians, però mantenia la neutralitat i la tolerància habitual. El nou gran kan era sever i gelós del seu poder. Considerava que durant el regnat d'Ogodei i la regència de Toragana, el poder de l'estat s'havia reduït, i estava disposat a retornar al poder del gran kan com en temps de Genguis Kan. Va fer investigar la conducta del seu besoncle, Temugé Otchigin, que havia tractat d'atacar la regent, i va castigar el seu entorn. El kan de l'Ili, Txagatai, que havia mort el 1242, havia transmès la seva herència al seu net Kara Hulagu, però Guyuk el va fer deposar i nomenà al seu lloc el fill gran de Txagatai, Yissu Mangu, que era amic seu personal (1247).
Guyuk envià a Pèrsia un home de confiança, Eldjigidai, com una mena d'alt comissari, que del 1247 al 1251 governà superposat al general Baidju, comandant de l'exèrcit mongol del Mughan. A l'Extrem Orient l'administrador financer de les províncies xineses, Abd al-Rahman, fou executat acusat de prevaricació, i substituït per Masud Yalawatch. El kerait Tchinqai (que era nestorià) recuperà el seu càrrec de camarlenc imperial. Geòrgia fou repartida entre els dos pretendents: Lacha el Kartli i Narin (fill de la reina Russudan) l'Imerècia. Al Soldanat de Rum o Konya, el tron fou donat a Kilidje Arslan IV en preferència sobre el seu germà gran Kai Kabus II, que regnava fins aleshores.
Per aturar l'autonomia creixent de les diverses branques genguiskhànides, Guyuk va començar per la branca de Jotxi o jocida, és a dir, amb Batu Kan. Al començament del 1248 es preparava una guerra entre Guyuk i Batu, guerra que semblava inevitable, quan Guyuk, a causa de l'abús de l'alcohol i el sexe, va morir probablement l'abril del 1248.

### Tercera regència
La regència va passar a la seva vídua Oghul Qaïmich. La regent volia fer atribuir el tron a un dels prínceps de la línia d'Ogodei, bé Chiramon (nebot de Guyuk) o encara millor al fill que ella havia tingut amb Guyuk, de nom Kutcha. Però el deganat de la casa genguiskhànida el tenia Batu Kan, i aquest volia excloure'n la branca d'Ogodei (Ogodeïdes), i es va aliar amb la vídua de Tului, Sorgaqtani o Soyurghaqtani, princesa keraits (neboda del wang khan Togrul Khan), nestoriana, intel·ligent i hàbil. En la investigació encarregada per Guyuk sobre els abusos de les branques genguiskhànides en perjudici de l'estat mongol, la princesa havia aconseguit que la branca de Tului en sortís amb tots els pronunciaments favorables. Ara, aliada amb Batu, va convèncer aquest de fer elegir Möngke o Mongka, que era el fill gran de Tului, i la mare del qual era la mateixa Sorgaqtani.

### Möngke
El kuriltai per a l'elecció de gran kan es va fer presidit per Batu, al seu campament d'Alaqmaq, al nord de l'Issiq Qul, el 1250. Els representants de les branques d'Ogodei i Txagatai no assistiren a la reunió o els que hi van anar l'abandonaren abans de l'elecció; així la decisió quedava en mans de les branques de Jotxi i Tolui. Elegit Möngke com estava previst, les branques absents es negaren a ratificar l'elecció i reconèixer el nou gran kan al·legant que l'assemblea s'havia fet molt lluny dels llocs sagrats genguiskhànides i havia estat incomplerta. Batu convoca llavors un segon kuriltai més complet a la regió sagrada a la vora de l'Onon o del Kerulen, i convida les branques refractàries a assistir-hi, però totes les requisitòries van rebre un complet refús. Batu seguí endavant i el seu germà Berke fou encarregat d'organitzar el kuriltai a Koda'a-aral o Köto'ü-aral, a la vora del Kerulen. Els representants de la branca d'Ogodei protestaren i igual Yissu Magu, cap de l'ulus de Txagatai, que donava suport als ogodeïdes. Però Berke va fer proclamar Möngke com a gran kan l'1 de juliol de 1251, amb 43 anys, i l'imperi va passar així de la branca d'Ogodei a la de Tului.
Aquest virtual cop d'estat fou possible per la debilitat dels prínceps ogodeïdes, tots joves, i per la influència de Batu com a degà dels genguiskhànides i cap de la branca major. Però això trencava la legitimitat i els perjudicats no s'hi podien conformar. Finalment Chiramon decidí anar al kuriltai per fer homenatge al nou gran kan, però en realitat per intentar una sorpresa i destronar Möngke, però el complot fou descobert i les forces de Chiramon foren desarmades; finalment Chiramon fou executat; el jove Qutcha, el més jove dels fills de Guyuk, fou deportat a un districte a l'oest de Karakorum; Qada'an se sotmeté espontàniament a Möngke i fou perdonat però es va haver d'erigir en instrument de la venjança del gran kan contra Eldjigidai a Pèrsia. També se'n salvà Qaidu i se li permeté conservar l'ulus d'Ogodei al Iemil. Finalment Möngke va fer matar el kan de l'ulus de Txagatai, Yissu Mangu, que havia donat suport als ogodeïdes, i el substituí per un altre príncep de la mateixa casa, Kara Hulagu, i després per la seva vídua, la princesa Orghana (1252). Büri, un altre net de Txagatai, fou enviat a Batu Kan, que el va fer matar en revenja per una ofensa que li havia fet en la campanya d'Europa.

#### Vinculació a Batu Kan
Möngke fou un gran kan, auster, disciplinat, vigorós, bon guerrer, intel·ligent, administrador sever i just. Començà el regnat en part obligat al seu oncle Batu, que l'havia pujat al tron. Batu actuava pràcticament com a independent a l'oest del Balkai. Batu va morir probablement el 1255 i Möngke esdevingué llavors el sobirà absolut. Va prohibir dictar exempcions d'impostos als territoris dels ulus o feus dels prínceps i de partir la recaptació entre el feu i l'imperi. El gran kan va afavorir els nestorians (la seva mare era nestoriana).

### Campanyes de Pèrsia i Xina
El 1253 Möngke va fer un kuriltai a les fonts de l'Onon i va decidir que el seu germà petit Hülegü aniria a acabar la conquesta de Pèrsia sotmetent el califat de Bagdad i Mesopotàmia, i quan acabés aniria a Síria; i Möngke en persona amb l'altre germà, Khublai, aniria a la Xina per activar la guerra contra els Song.
Els Song havien ofert als mongols més resistència de l'esperada. El 1251 Möngke nomena el seu germà Khublai com a governador de les parts conquerides de la Xina i poc després li dona com a feu l'Henan. Khublai es va rodejar de funcionaris xinesos i especialment el conseller Yao Chang, que havia estat el seu mestre de xinès breument quan era jove. Va fer esforços per restaurar l'agricultura a l'Henan, arruinada per la guerra, i va repartir llavors i eines als pagesos, i transformà els soldats en pagesos.

### Conquesta de Nan Chao
Abans d'atacar als Song de front, per ordre de Möngke, Khublai els va rodejar i amb la cooperació del general Quriyangqatai (en persa Ouriyanqadai), fill del general Subotai, sortí de Shensi (octubre del 1252), travessà el Setchwan i va entrar al Yunnan, que era un regne particular des del segle viii, el Nan Chao o Ta-li en xinès, habitat per l'ètnia lo-lo (thai). Khublai ocupa la capital Ta-li i Chan-chan (Yu-nan-fu o potser Ping ting hiang), on s'havia refugiat el rei, que els xinesos anomenaven Tuan Hing-tche (1253). Aquest rei va poder restar al tron com a maharajà, però amb un administrador mongol al costat, càrrec que va recaure en el xinès pro mongol Lieu Che-tchong; el país fou dividit en districtes mongols confiats a prínceps genguiskhànides, entre els quals Ugetchi, fill de Khublai, Tugluk, i Essen Timur (aquest darrer fill d'Ugetchi). Després el general Uriyangqatai va atacar els tibetans, als quals va forçar a reconèixer el vassallatge mongol.

### Dominació d'Anam
El 1257 Uriyangqatai va atacar el Regne d'Anam, que tenia per capital Hanoi. Va baixar des del Yunnan a la plana de Tonquín i va saquejar Hanoi el desembre del 1257. El rei d'Anam Tranh Tai Tong se'n va reconèixer vassall mongol poc després (març del 1258).

### Mort de Möngke
El 1258 en un kuriltai celebrat a Mongòlia, Möngke va decidir agafar la direcció de la guerra contra els Song personalment. Amb el principal exèrcit mongol avançà del Shensi al Setchwan (octubre del 1258) i va conquerir Pao-ning (vers desembre del 1258), però tot i grans esforços no va poder conquerir Ho-tcheu (moderna Ho-tsiuan) important per estar a la cruïlla del Kian Ling i els seus dos afluents. Möngke va morir prop d'aquesta ciutat de disenteria, que havia agafat durant el setge (l'11 d'agost de 1259).
Mentre Möngke moria, Kubilai baixava de l'Hopei amb un altre exèrcit i assetjava Wu-tcheu (moderna Wu-tchang) al Yang-tse mitjà, enfront de Han Keu al Hopei; al mateix temps el general Uriyangqatai, que havia tornat des del Tonquín al Yunnan a finals del 1257, passà al Kwangsi, on atacà Kuei-lin, i va seguir cap a Honan per assetjar Tchang-cha. Així els Song es veien atacats pel nord i el sud. Només la mort de Möngke els donà un breu respir, ja que Kubilai volia tenir les mans lliures per assolir la successió al tron genguiskhànida i signà una treva amb el ministre song Kia Sseu-tao, que establí el Iang-Tsé de frontera, i llavors va tornar a l'Hopei amb el seu exèrcit. (Vegeu Kubilai Khan.)

### Consolidació de l'estat mongol

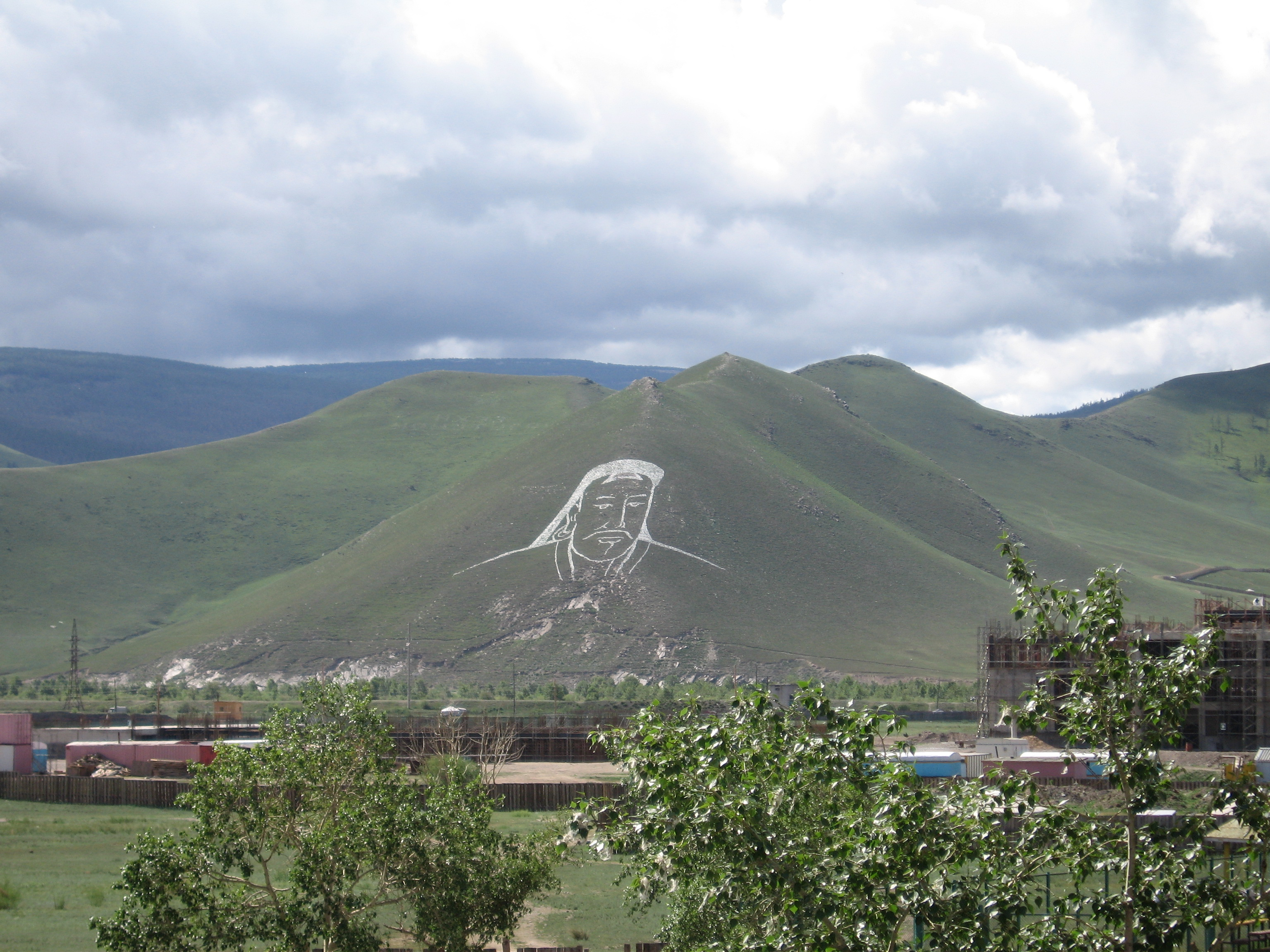
Retrat geoglif de Chinggis Khaan al mont Bogd Khan

Temujin (1162–1227) va derrotar i subjugar els "Tres Mergeds" el 1189 amb el suport de Tooril Kan de Kerait, el germà de sang del seu pare. Un altre aliat que va ajudar a Temujin en aquesta empresa va ser el seu germà de sang Djamuqa del clan Jadaran. Els merkites havien atacat la casa de Temujin i van capturar la seva dona Borte de la tribu dels kungrats venjant-se d'un esdeveniment molt anterior en què el pare de Temujin Yesukhei va privar a un cap Merkit Chiledu de la seva núvia Oelun de la tribu Olkhunut, que es va convertir en la mare de Temujin. L'esforç de Temujin per alliberar la seva esposa es va convertir en un motiu per a la campanya contra els merkites. Després de la derrota dels merkites, la reputació de Temujin va augmentar ràpidament i els membres destacats de l'aristocràcia Khamag Mongol el van entronitzar amb el títol de Chinggis Khan (Genguis Kan), com a governant de Khamag Mongol. S'especula que és una forma antiga de la paraula "Tenggis": oceà, mar.
Un conflicte dels tàtars amb la dinastia Jin es va convertir en una oportunitat favorable per a Temujin i Tooril Kan per derrotar-los en aliança amb els jurtxets. En aquest punt, a Tooril Kan se li va concedir el títol de Wang (王, en xinès "rei") per la cort de Jin i des de llavors es va fer conegut com a Wang Kan. L'any 1201, les tribus Taichuud i Jurkhin van ser derrotades i sotmeses. Aristòcrates influents de moltes altres tribus i confederacions es van unir a Temujin.
El 1201, es va encendre una crisi al Kerait khanlig, en què els germans de Tooril Wang Kan es van aliar amb Inancha Kan de Naiman i van derrotar Tooril. Wang Kan va recuperar el poder al seu regne amb el suport de Temujin. Temujin finalment va derrotar i va sotmetre als tàtars el 1202. Nilha (infantil) Sengum, fill de Wang Kan, envejava Temujin perquè el seu poder estava creixent i va persuadir el seu pare perquè lluités contra Temujin. Aquesta empresa va portar a una victòria de Temujin i a la conquesta del kanat Kerait. Wang Kan va escapar sol als deserts del sud del kanat Naiman, on va ser capturat per les patrulles naimanes, que el van matar irritats perquè es feia passar per Wang Kan.
Tayan kan de Naiman i el seu fill Kutxlug van iniciar una campanya contra Temujin el 1204. Es van aliar amb Djamuqa, que competia amb Temujin pel poder sobre les tribus mongoles. Les tropes naimanes superaven en nombre les tropes de Temujin. La nit abans de la batalla, Temujin va ordenar a cadascun dels seus guerrers que encenguessin deu fogueres, enganyant i desmoralitzant així Tayan Kan, que era un senyor de la guerra feble. Temujin va guanyar la batalla. Tayan kan va ser capturat i va morir a causa de la seva ferida, Kutxlug es va retirar al riu Irtix on va ser superat per Temujin i derrotat. Després d'aquesta batalla, Kutxlug va escapar a Gur-Khan de Karakitai.
Quan el Khanlyk de Naiman va ser conquerit, Qassar, germà de Temujin, va trobar un dignatari anomenat Tatar-Tonga/Tata Tunga, que va difondre l'alfabet uigur entre els mongols. Aquest alfabet es va convertir en la base de l'escriptura mongola clàssica.
El 1206, totes les tribus i confederacions de l'estepa mongola havien passat sota el lideratge de Temujin. L'èxit de Temujin en la consolidació dels mongols es va deure a la seva flexibilitat, el seu afecte pels amics i les seves tàctiques elaborades. Un congrés dels aristòcrates mongols al riu Onon l'any 1206 va entronitzar Temujin com a Chingis Khaan (Genguis Kan) com a emperador de tots els mongols.

### Formació de l'Imperi Mongol

La conquesta de Genguis Kan

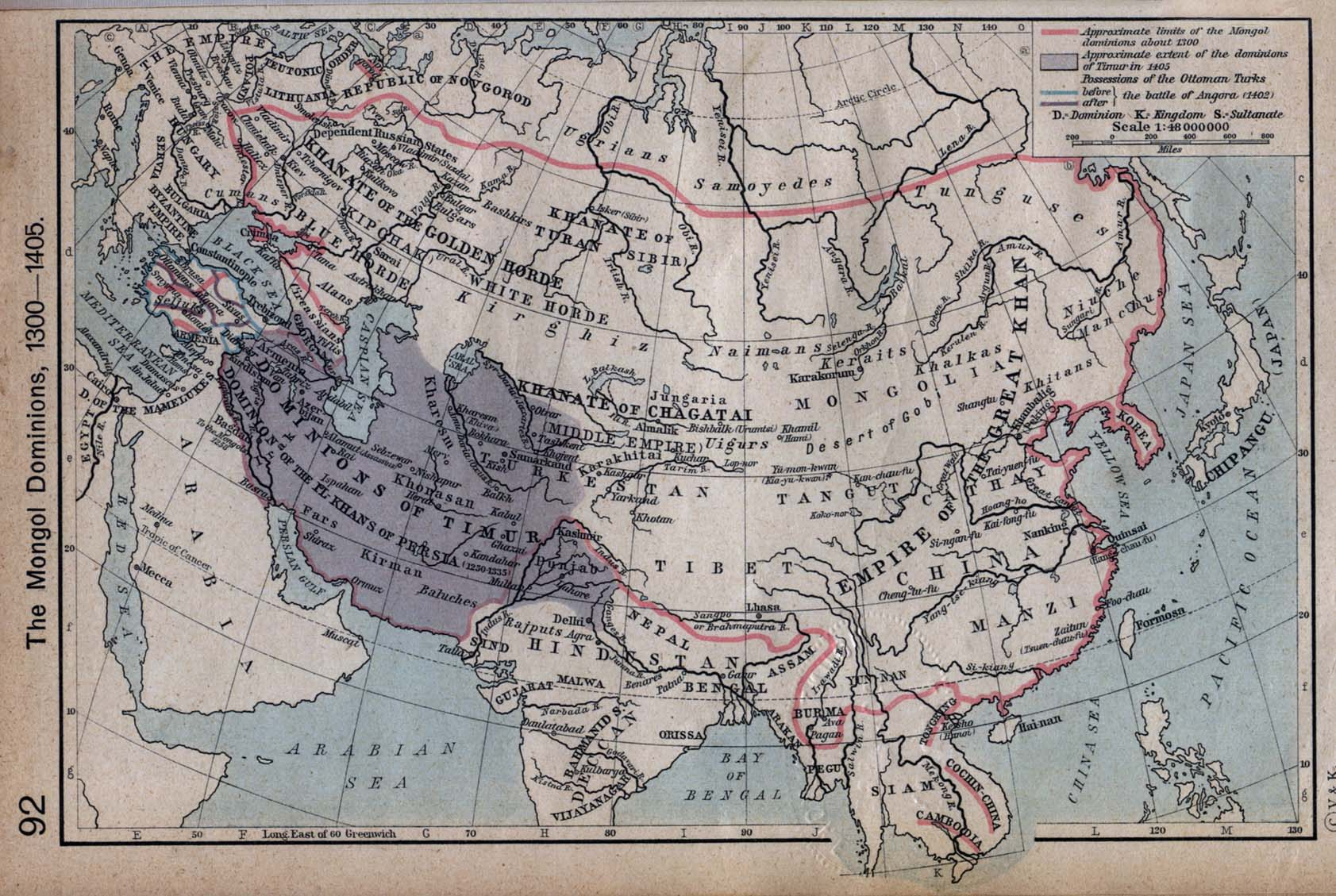
Imperi Mongol

L'Imperi Mongol i els estats que en van sorgir van tenir un paper important en la història dels segles XIII i XIV. Genguis Kan i els seus successors immediats van conquerir gairebé tota l'Àsia i la Rússia europea, i van enviar exèrcits fins al centre d'Europa i el sud-est asiàtic.
Genguis Kan va abolir l'organització de les antigues tribus i confederacions i va reformar el país en 95 mingats. En aquest sistema, un grup de llars prou gran per a mobilitzar deu guerrers s'organitzava en un arbatu, deu arbatus s'organitzaven en un zagutu (100 guerrers), deu zagutus constituïen un mingat (1.000 guerrers) i deu mingats constituïen un tumetu o tumen (10.000 guerrers). Aquest sistema decimal era un sistema provat durant molt de temps que havia estat heretat del període dels xiongnu. Suposant que cada llar constava de quatre persones i que cada home adult era un guerrer, es pot estimar que la població sencera de Mongòlia era d'almenys 750.000 persones i la nació posseïa 95.000 cavallers.
El recentment unificat Gran Estat Mongol es va convertir en una força atractiva per a molts pobles i regnes veïns. A partir de 1207, l'estat uigur, la gent taiga del riu Ienissei i el regne de Karluc es van unir a Mongòlia. La tasca urgent de Genguis Kan era enfortir la independència de la seva jove nació. Durant un segle, la dinastia Jin del sud-est havia estat provocant les tribus mongoles entre si per sotmetre-les eventualment. Amb l'objectiu de provar la força militar del seu estat i preparar-se per a una lluita contra la dinastia Jin, Genguis Kan va conquerir la Xia occidental dirigida per tanguts, que va prometre vassallatge.
Aquell any, els mongols, amb més de 90.000 cavallers, van iniciar una guerra amb la dinastia Jin, que tenia una població de diversos milions. En aquesta etapa, els mongols van passar per sobre de la Gran Muralla, van envair les províncies de Shanxi i Shandong i es van apropar al riu Groc. L'"Altan (Golden) Khaan" (emperador Jin) es va rendir el 1214 i va donar a Genguis Kan la seva princesa i un tribut d'or i plata als seus senyors de la guerra. Genguis Kan va lliurar als seus guerrers l'homenatge de l'emperador Jin carregat amb 3.000 cavalls. No obstant això, la dinastia Jin va continuar amb l'hostilitat contra Mongòlia, per això Genguis Kan va ordenar al seu senyor de la guerra Guo Wang Muqali del clan jalàïr que completés la conquesta de la dinastia Jin i tornés a Mongòlia.
Més tard, el senyor de la guerra Jebe del clan Besud va derrotar a Kutxlug que s'havia convertit en el Gur-Khan de Qara Khitai. El seu poder era feble perquè ell, un budista, perseguia la població musulmana indígena.
Genguis Kan tenia la intenció de desenvolupar relacions amistoses amb l'Imperi de Coràsmia, que es trobava en una cruïlla de les rutes comercials que connectaven l'Est i l'Oest i dominava l'Àsia central, l'Iran i l'Afganistan. Genguis Kan es considerava un governant suprem d'Orient i el xa de Coràsmia un governant suprem d'Occident.
L'execució de 450 enviats i comerciants de Genguis Kan per part del xa de Coràsmia Alà-ad-Din Muhàmmad el 1218 va ser un anunci de guerra. Les tropes mongoles van envair l'Imperi Corasmi el 1219. Encara que Coràsmia posseïa un exèrcit que superava en nombre les tropes mongoles dotzenes de vegades, no tenia el coratge i les iniciatives per unir les seves forces i lluitar. Les tropes mongoles van saquejar les ciutats d'Otrar, Bukharà, Merv i Samarcanda. El senyor de la guerra del xa Temur-Melik va liderar una resistència agosarada quan les tropes mongoles van assetjar la ciutat de Khujand. El fill del xa, Jalal-ad-Din Mangubertí, va lluitar valentament amb l'exèrcit mongol el 1221, però va ser derrotat i va escapar al riu Indus.
Perseguint el xa de Coràsmia el 1220, els grups d'exploradors dels senyors de la guerra Jebe i Subotai bagathur del clan Uriankhai van conquerir el nord de l'Iran. Van envair l'Iraq, l'Azerbaidjan, Armènia i Geòrgia el 1221 i van entrar als territoris del kanat de Kiptxak a Crimea i les praderies del nord de la mar Negra. Els kiptxaks aliats amb les tropes dels principats de Rus van entaular batalla amb els 30.000 cavallers de Jebe i Subotai al riu Kalka el maig de 1223, però van ser derrotats i van ser perseguits fins al riu Dniéper.
La Xia occidental va negar la seva obligació com a estat vassall de participar en la campanya occidental de Genguis Kan. Poc després de tornar a Mongòlia, l'exèrcit mongol va envair la Xia occidental el 1226 i va conquerir la capital Zhongxing, situada a l'actual Yinchuan. La Xia occidental es va rendir completament el març de 1227.
Els mongols khitans i tuyuhuns o monguor (1227) van quedar sota el domini de l'Imperi Mongol després de la seva conquesta de les dinasties Xia i Jin occidentals. El Karakitai (Liao occidental) va ser conquerit pels mongols sota Genguis Kan el 1218.
Les conquestes de Genguis Kan durant 16 anys van donar lloc a la formació de l'Imperi Mongol. Va morir el 16 d'agost de 1227 i va ser enterrat al lloc d'Ihe Ötög al vessant sud de la serralada Khentii.

### Imperi Mongol iPax Mongolica

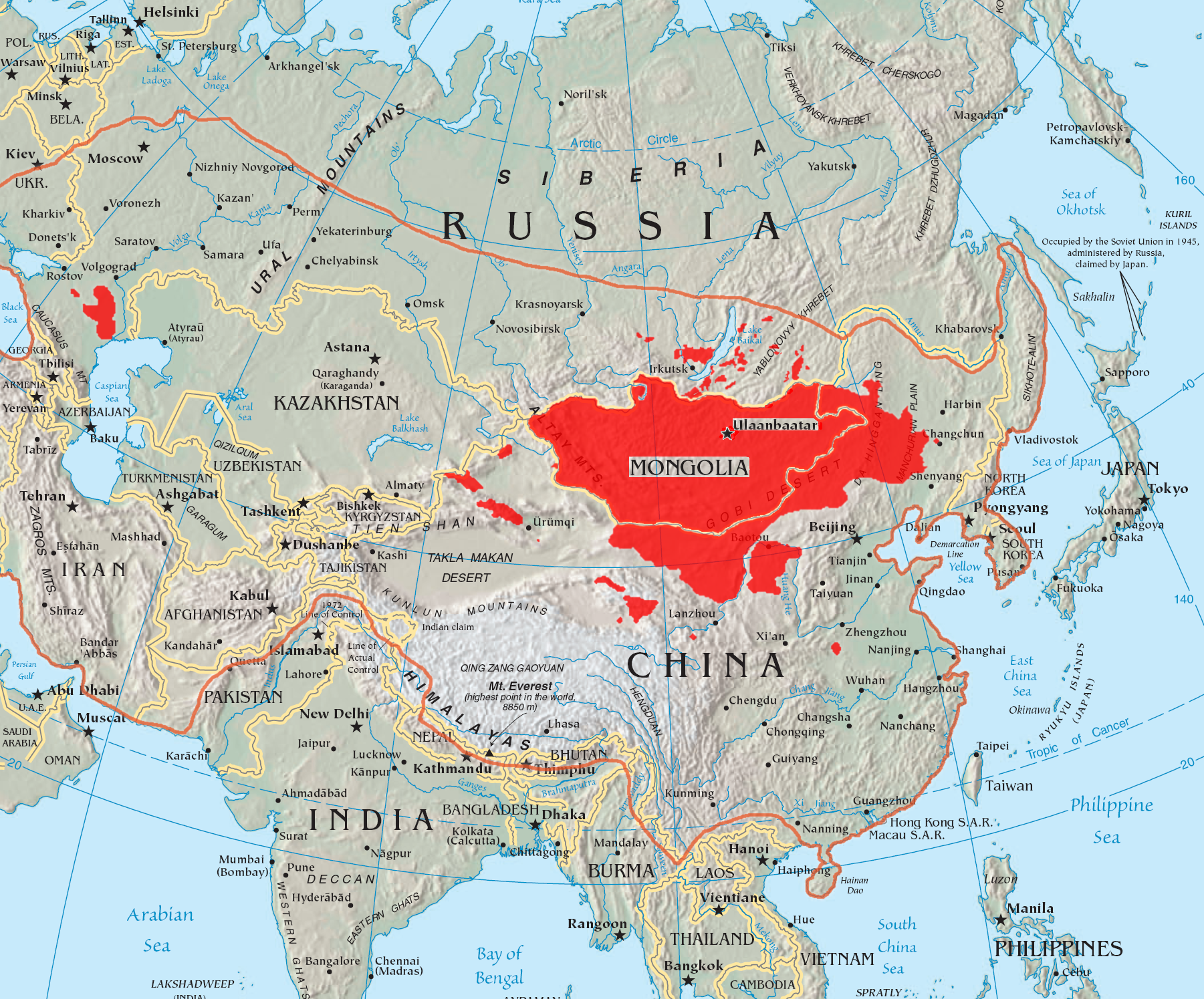
Les fronteres de l'Imperi Mongol al fons del mapa polític modern i els territoris actualment poblats per mongols

El Congrés de la noblesa de 1228 conegut com Kurultai va entronitzar Ogodei, que havia estat nomenat per Genguis Kan. Ogedei Kan va fer de Karakorum al riu Orkhon la capital de l'Imperi Mongol. Karakorum havia estat una guarnició militar de Genguis Kan des de 1220. L'existència de 12 temples budistes, dues mesquites musulmanes i una església cristiana a la ciutat de Karakorum indica la tolerància dels mongols a totes les religions. La construcció de la ciutat va ser supervisada per Temugé, el germà més petit de Genguis Kan. Ogedei Kan va establir un sistema eficaç de yam postals amb correus ben organitzats (örtege). El sistema connectava les diferents regions de tot l'imperi. Ogedei Kan va sufocar les rebel·lions als països conquerits durant el regnat del seu pare i va dirigir personalment un exèrcit per reprimir una revolta a Corea.

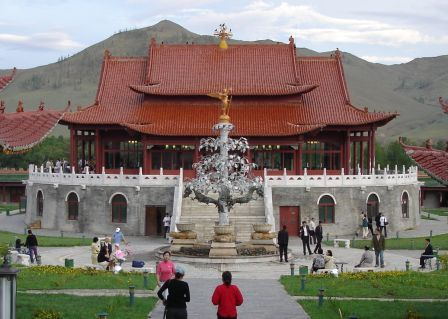
Arbre de plata de Karakorum (imitació de l'època moderna)

Ogedei Kan va completar la conquesta de la dinastia Jin el 1231-1234. Va enviar prínceps encapçalats per Batu, fill de Jotxi, a l'oest, i van conquerir catorze principats de Rus entre 1236 i 1240, van envair els principats de Polònia, el Regne d'Hongria, Moràvia (aleshores part del Sacre Imperi Romanogermànic) i la zona de Moldàvia el 1241–1242 i es va apropar la mar Adriàtica.
Després del seu regnat de 16 anys, Ogedei Kan va morir el 1241 en circumstàncies sospitoses. Va començar una rivalitat pel tron entre la facció de les cases de Jotxi i Tolui, d'una banda, i la facció de les cases de Txagatai Kan i Ogedei, de l'altra. El Kuriltai de 1246 va elegir Guyuk, fill d'Ogedei, com a Gran Kan. Però Guyuk Kan va morir el 1248.
El viatger italià Giovanni da Pian del Carpine va arribar el 1246 i més tard va escriure el llibre Historia Mongolorum quos nos Tartaros appellamus. La facció de les cases de Jotxi-Tolui va guanyar el Kuriltai de 1251 elegint Möngke, fill de Tolui, com a Gran Kan. Möngke Kan va enviar el seu segon germà petit, Hülegü a conquerir l'Iran. Aquest va completar la conquesta de l'Iran el 1256 i entre 1257 i 1259 va conquerir Bagdad, el Caucas i Síria. Guillaume de Rubrouck de Flandes va arribar el 1254 i més tard va escriure el seu relat Itinerarium fratris Willielmi de Rubruquis de ordine fratrum Minorum, Galli, Anno gratia 1253 ad partes Orientales.
Möngke Kan va morir el 1259, sense deixar un fill. El Kuriltai de 1260 va triar Arig Boke, el germà petit de Möngke Kan, com a Gran Kan. El mateix any, el primer germà petit de Mönghe Kan, Khublai Kan, que estava en guerra a la Xina per conquerir la dinastia Song, es va elevar com a Gran Kan a la ciutat de Xanadú (també coneguda com a Kaiping). La Guerra Civil Toluida es va lliurar entre els dos germans des del 1261 fins al 1264 fins que Ariq Boke es va rendir.
L'Imperi Mongol va tenir un efecte estable en la vida social, cultural i econòmica dels habitants de l'extens territori euroasiàtic als segles XIII i XIV. Va permetre l'intercanvi de coneixements, invents i cultura entre Occident i Orient. Aquesta època s'anomena Pax Mongolica.
A Mongòlia, el llegat de Genguis Kan va ser un codi legal superior, una llengua escrita i un orgull històric.

### Fragmentació de l'Imperi Mongol i la dinastia Yuan
El 1271 Khublai Kan va crear oficialment la dinastia Yuan i va establir la nova capital a Dadu (Pequín, Xina) l'any següent. Khublai va prendre va intentar, sense èxit, recuperar el control dels Txagataïdes i Ogodeïdes i l'Imperi mongol es va fracturar en quatre khanats o imperis separats, cadascun perseguint els seus propis interessos i objectius: el khanat de l'Horda d'Or al nord-oest, el Kanat de Txagatai a l'Àsia central, l'Ilkanat a l'Iran i la dinastia Yuan a la Xina, amb seu a Cambaluc, l'actual Beijing, encara que els emperadors posteriors de la dinastia Yuan eren considerats els sobirans nominals dels kanats occidentals.

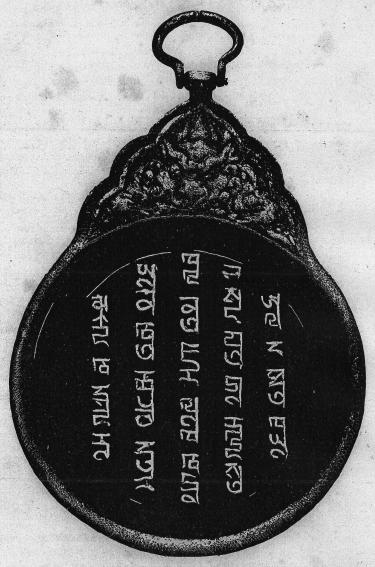
Identificació oficial (Paiza) en alfabet phags-pa

La transició de la capital de l'Imperi Mongol de Karakorum a Cambaluc (Dadu, l'actual Pequín) per Khublai Kan l'any 1264 va ser mal vista per molts mongols. Així, Ariq Boke va lluitar per mantenir el centre de l'Imperi a Mongòlia. Després de la mort d'Ariq Boke, la lluita va ser continuada per Kaidu, net d'Ogedei Kan i governant de facto del Kanat de Txagatai fins al 1301, així com el príncep Nayan el 1287, encara que l'estepa mongola va ser controlada per Khublai Kan i els seus successors després de la Guerra Civil Toluida.
Khublai va convidar el lama Drogön Chögyal Phagpa de l'escola Sakya del budisme tibetà a difondre el budisme pel seu regne (la segona introducció del budisme entre els mongols). El budisme es va convertir en la religió d'estat de facto de l'estat mongol Yuan. El 1269, Khublai Kan va encarregar al lama Phagpa el disseny d'un nou sistema d'escriptura per unificar els sistemes d'escriptura de l'imperi multilingüe. L'escriptura Phags-pa, també coneguda com a "escriptura quadrada", es basava en l'escriptura tibetana i s'escrivia verticalment des de dalt i estava dissenyada per escriure en mongol, tibetà, xinès, uigur i sànscrit, i va servir com a escriptura oficial de l'imperi.
Khublai Kan va anunciar l'establiment de la dinastia Yuan el 1271. La dinastia Yuan incloïa l'actual Mongòlia, els territoris de les antigues dinasties Jin i Song i alguns territoris adjacents, així com una part important del sud de Sibèria. Khublai va establir un govern amb institucions semblants a les de les dinasties xineses anteriors com els Zhongshu Sheng per liderar l'administració civil en el regne Yuan, i al mateix temps va introduir una jerarquia de fiabilitat dividint els súbdits de la dinastia Yuan en quatre rangs. El rang més alt incloïa els mongols, el segon rang incloïa els pobles a l'oest de Mongòlia, el tercer rang incloïa els súbdits de l'antiga dinastia Jin, els xinesos del nord, els kitans i els jurtxets, i el rang més baix comprenia els súbdits de l'antiga dinastia Song, com el grup ètnic Han al sud de la Xina.

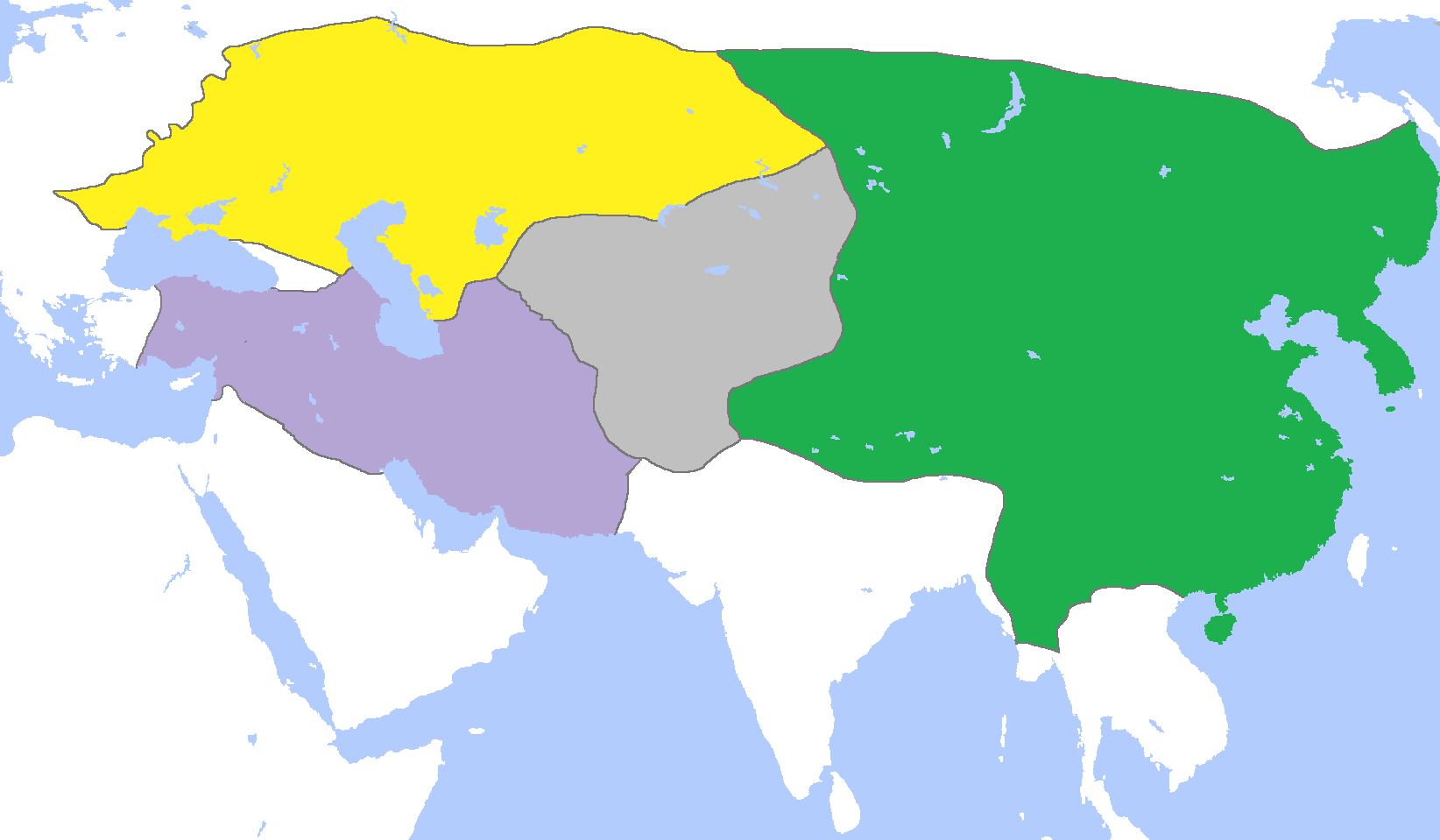
La divisió de l'Imperi Mongol, c. 1300, mostrant els kanats de l'Horda d'Or (groc), el kanat de Txagatai (gris), la dinastia Yuan (verd) i l'Ilkanat (morat)

Pel que fa a la mateixa Mongòlia, com que l'altiplà mongol és d'on provenien els mongols governants de la dinastia Yuan, va gaudir d'un estatus una mica especial durant la dinastia Yuan dirigida pels mongols, tot i que la capital de la dinastia s'havia traslladat de Karakorum a Khanbaliq (la moderna Pequín) des del començament del regnat de Khublai Kan, i Mongòlia s'havia convertit en una província coneguda com el Secretariat de la Filial de Lingbei a principis del segle XIV. Després de la presa de la capital Yuan per la dinastia Ming fundada pels xinesos Han el 1368, l'últim emperador Yuan Toghon Temür va fugir al nord a Xanadú, després a Yingchang i hi va morir el 1370. Els mongols sota el seu fill i successor Biligtü Kan Ayushiridara es van retirar a l'estepa mongola i van lluitar contra els Ming. L'estepa mongola es va convertir en el centre dominant de la dinastia Yuan del Nord que duraria fins al segle XVII.

### Yuan del Nord i els quatre oirats
El 1368, els mongols que van establir la dinastia Yuan feia un segle havien estat expulsats de la Xina estricta de l'altiplà mongol. Els dongxiangs, bonans, iugurs i monguors van quedar sota el govern de la dinastia Ming dirigida pels han. L'estat residual de la dinastia Yuan després d'aquest temps fins al segle XVII és sovint conegut com la dinastia Yuan del Nord, o els quaranta i els quatre (Дөчин дөрвөн хоёр), que significa els quaranta túmens dels mongols i els quatre túmens dels oirats.
Biligtü Kan Ayushiridara va ser entronitzat el 1370 després de la mort de l'últim emperador Yuan. La dinastia Ming fundada per l'ètnia Han va començar les agressions contra el Yuan del Nord a partir de l'any 1372. El senyor de la guerra mongol Köke Temür va derrotar una força de 150.000 mings al riu Orkhon el 1373. L'exèrcit Ming va envair de nou Yuan del Nord el 1380 i va saquejar Karakorum i altres ciutats, però les invasions del Yuan del Nord per part dels exèrcits Ming el 1381 i el 1392 van ser repel·lides. No obstant això, els reialistes Yuan a Yunnan s'havien rendit a la dinastia Ming a principis de la dècada de 1380.

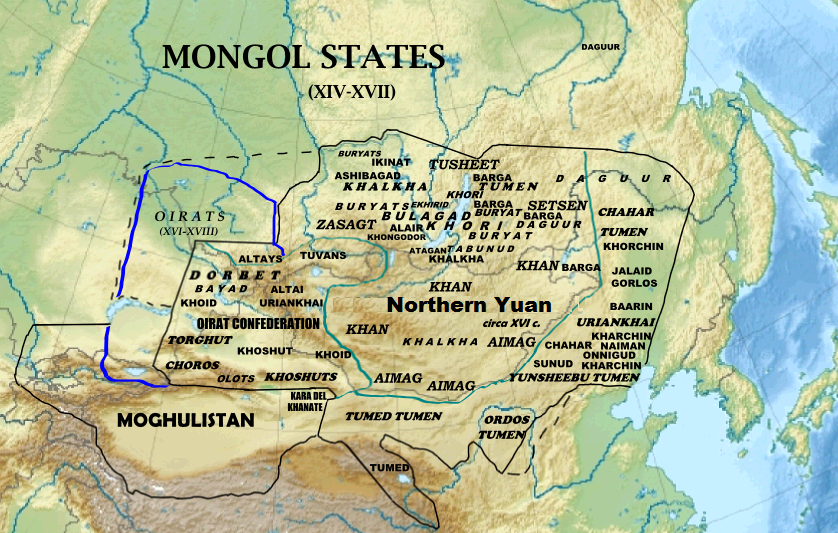
Yuan del Nord en la seva màxima extensió

Naghachu, un comandant mongol d'Ayushiridara a la província de Liaoyang, va envair Liaodong amb l'objectiu de restaurar la dinastia Yuan. No obstant això, ell, juntament amb les seves tropes (d'uns 200.000 homes), finalment es va rendir a la dinastia Ming el 1387–1388 després d'una exitosa diplomàcia d'aquesta última. La dinastia Ming va enviar la cavalleria de Qui Fu a Mongòlia, però va ser expulsat per Buyanshri Kan (1405–1412). En resposta, l'emperador Yǒnglè de la dinastia Ming va envair personalment el Yuan del Nord el 1409, 1414, 1422, 1423 i 1424. Els mongols van romandre poderosos fins i tot després de la caiguda de la dinastia Yuan, però el nombre de mongols va disminuir a causa de la caiguda de l'Imperi Mongol, les guerres i l'assimilació (turquització). Com que la dinastia Ming va entendre que no podia conquerir l'altiplà de Mongòlia per la força militar, va iniciar una política per provocar que els grups de mongols es barallessin entre ells, així com el bloqueig econòmic.
A principis del segle xv, a Mongòlia va començar un llarg període de separatismes feudals i rivalitats pel tron del kan. La força militar dels mongols durant la dinastia Yuan es devia a la seva capacitat per mobilitzar un exèrcit de 400.000 guerrers (40 tumens). Suposant que cada llar tenia una mitjana de 4 persones i que cada home adult era un guerrer, es pot estimar que la població mongola durant la dinastia Yuan era d'almenys 1.600.000 persones. No obstant això, la quantitat de 40 tumens va quedar només en el nom després de la caiguda de la dinastia Yuan, ja que només 6 tumens van poder retirar-se a Mongòlia i els 34 tumens restants es van perdre a mans de la dinastia Ming. Aquests 6 tumens es van agrupar en els 3 tumens de l'ala esquerra governats pel Kan mongol i els 3 tumens de l'ala dreta governats per Jinong, vassall del Kan. Al voltant de 250.000 mongols van romandre al sud de la Xina i molts d'aquests mongols que no van poder retirar-se a Mongòlia van ser assassinats pels xinesos.
Els oirats constituïen uns altres 4 tumens. Van romandre a Mongòlia durant la dinastia Yuan i van fer costat a Ariq Böke, Kaidu i Nayan en la seva lluita anti-Khublai. Al segle XV els oirats van ocupar la regió de les muntanyes de l'Altai. Els oirats eren governats per un taishi que era vassall del kan.
La primera meitat del segle XV va veure una rivalitat d'Oirat Taishis pel tron del kan i la segona meitat del segle XV va veure un moviment separatista dels taishis als tumens de l'ala dreta.
A finals del segle xiv, Mongòlia estava dividida en dues parts: la Mongòlia occidental (oirats) i la Mongòlia oriental (Khalkha, mongols del sud, Barga, buriats).
Els mongols oiratsoccidentals i els mongols halkhas orientals van competir per la dominació a Mongòlia des del segle XIV i aquest conflicte va debilitar la força de Mongòlia.

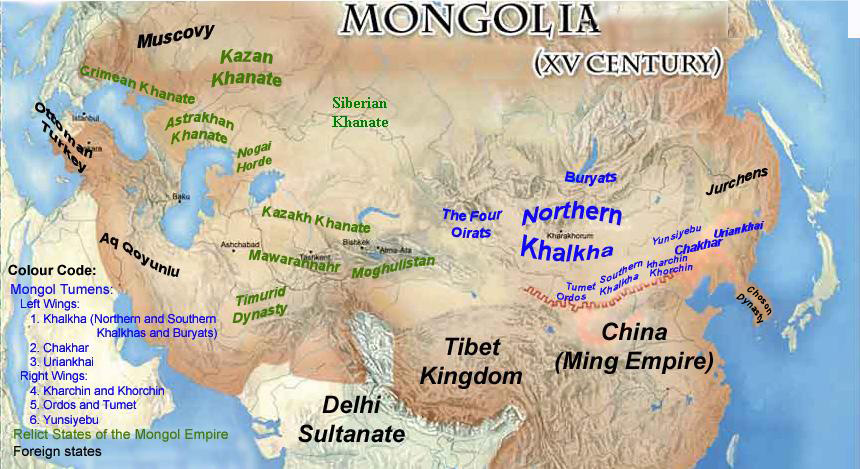
Els estats i dominis residuals turco-mongols al segle XV

El 1434, Taisun Kan (1433–1452), el primer ministre mongol occidental Togoon Taish va reunificar els mongols després de matar Adai (Khorchin), un altre rei mongol oriental. Togoon va morir el 1439 i el seu fill Esen Taish es va convertir en primer ministre. Togoon Taishi d'Oirat finalment va augmentar el seu poder a la cort del Yuan del Nord i aquests èxits es van reforçar sota el seu successor Esen Taishi. Mongòlia es va unificar sota el poder de l'Oirat Taishi. Esen Taishi va dirigir intercanvis diplomàtics actius amb la dinastia Ming per aconseguir condicions comercials favorables. Quan la diplomàcia no va aconseguir l'objectiu, va liderar una campanya militar el 1449, en la qual un exèrcit de 500.000 mings va ser derrotat per un exèrcit de 20.000 oirats, l'emperador Zhengtong va ser capturat i Pequín va ser assetjat. Poc després d'aquest esdeveniment, Esen Taishi va derrotar al kan nominal Togtobuh en el seu conflicte i es va autoproclamar kan. Durant la seva retirada, Togtobuh va ser capturat i assassinat pel seu ex-sogre per una humiliació anterior de la seva filla quan es va divorciar i va tornar als seus pares. El regnat d'Esen Taishi va ser curt, menys d'un any: els seus rivals es van rebel·lar i el van enderrocar el 1454.
Els khalkhas van sorgir durant el regnat de Dayan Kan (1479–1543) com un dels sis tumens dels pobles mongols orientals. Ràpidament es van convertir en el clan mongol dominant a la pròpia Mongòlia.
Mongòlia es va unificar una vegada més sota la reina Mandukhai la Sàvia i el seu segon marit Batmönkh Dayan Kan, que va sotmetre als taishis. La reina Mandukhai va derrotar els oirats quan Batmönkh encara era un nen. Més tard, Batmönkh va sotmetre els taishis de l'ala dreta, ja que es van negar a acceptar un sobirà sobre ells—el fill de Dayan Kan enviat allà com a Jinong. Després d'aquest esdeveniment, Batmönkh va traslladar la seva residència de Khalkha a Txahar, a un barri proper a les ales dretes per a un control més estricte sobre ells. Des de llavors, els kans mongols van residir a Txahar fins al 1634. Els túmens de l'esquerra sota Dayan Kan eren Khalkha, Txahar i Urianhai, i els túmens de la dreta eren Ordos / Tümed, Yunshiyebu i Kharchin / Khorchin .
Dayan Kan va ser succeït per Bodi Alagh Kan, el poder del qual va ser assumit, però, pel seu oncle Bars Bolud Jinong com a regent a causa de la jove edat del kan. A mesura que va créixer, Bodi Alagh va reclamar el seu tron i els Jinong van cedir.

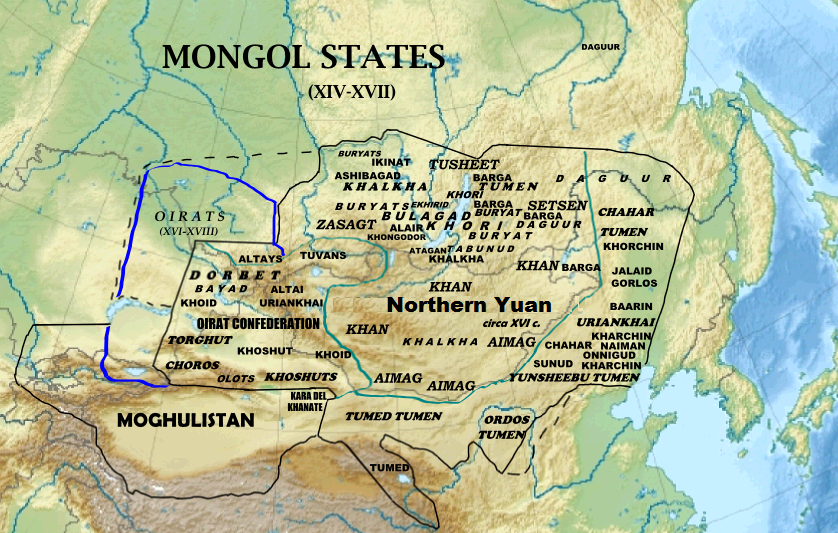
Ubicació dels Quatre Oirats (confederació d'Oirat)

Els mongols es van reunificar voluntàriament durant el govern mongol oriental de Tümen Zasagt Kan (1558–1592) per darrera vegada després de l'Imperi Mongol. Durant el regnat de Darayisung Gödeng Kan i el seu successor Tümen Jasagtu Kan, les ales dretes es van aixecar al segle XVI sota un senyor local Altan (fill de Bars Bolad Jinong) que va assumir el títol de kan. Per tal de mantenir la unitat del país per mitjans pacífics, Tümen Jasagtu Kan va iniciar un govern representatiu amb participació igualitària dels representants de l'esquerra i la dreta. Les ales dretes rivalitzaven amb els oirats per la possessió de l'Alta Mongòlia (Qinghai) i Altan Kan, que va nomenar el seu fill com a governant de l'Alta Mongòlia (Kukunor), va derrotar els oirats el 1552. Altan Kan va atacar la dinastia Ming, però va aturar les incursions el 1571 i va signar un tractat de pau amb la cort Ming. Per aconseguir condicions favorables en el tractat de pau amb la dinastia Ming, Altan Kan de tant en tant va amenaçar que podria aliar-se amb Tümen Kan per atacar la dinastia Ming. Altan Kan va establir la ciutat de Hohhot el 1557. Hutuhtai Secen Hongtaiji d'Ordos va derrotar els torghuts al riu Irtix cap a la dècada de 1560.
Abtai Sain Kan, el governant de Khalkha, va conquerir els oirats a la dècada de 1570, però aquest es van rebel·lar el 1588. Els oirats, al seu torn, estaven ocupats en la lluita amb Mogolistan per les rutes comercials.
Tümen Jasagtu Kan va ser succeït per Buyan Sechen Kan que va afirmar haver posseït el "segell de l'antic Taizong Kan". El net de Buyan, Ligden, va pujar al tron el 1603. Va iniciar la traducció de les principals escriptures budistes a la llengua mongol. En la seva època, l'autoritat del kan de la dinastia Yuan del Nord havia disminuït fins al punt que Legdan Hutuhtu Kan va ser conegut com el "Kan de Chaharia". El fracàs dels seus intents d'unificar Mongòlia per mitjans pacífics el va portar a adoptar mètodes coercitius. No obstant això, això va alienar encara més els senyors locals de la Mongòlia Interior.
L'esforç dels mongols per millorar la seva vida va comportar naturalment un augment del nombre del seu bestiar. En la ramaderia extensiva, en la qual es basava l'economia mongol medieval, un excés de bestiar requeria o bé l'ampliació de les pastures, podia implicar la conquesta de nous territoris, o l'intercanvi dels animals i productes ramaders sobrants per productes de civilitzacions sedentàries, que no estaven disponibles en l'economia poc sofisticada de Mongòlia. Per exemple, podrien portar roba feta de pells i llana en les estacions fredes, però necessitarien roba de seda o teixit lleuger a l'estiu. No obstant això, la prohibició del comerç amb els mongols per part de l'administració Ming va ser una raó per a conflictes armats. A més, hi havia intents freqüents d'oferir preus baixos per als productes ramaders o de subministrar productes rebutjats de baixa qualitat als mongols. Així doncs, en protesta, hi va haver casos en què els comerciants mongols van cremar les seves compres rebutjades pels xineses davant dels funcionaris Ming durant el regnat d'Esen. També l'administració Ming sovint emetia quotes d'importació extremadament baixes per al comerç. Van prohibir vendre productes metàl·lics als mongols per sospitar que el metall es transformaria en armes; tanmateix, els productes metàl·lics com els bullidors eren de vital importància en la vida quotidiana dels pastors.
Les ciutats de Mongòlia van ser completament destruïdes durant les incursions xineses a finals del segle XIV i principis del XV. L'Imperi Ming va intentar envair Mongòlia als segles XIV-XVI, tanmateix, va ser derrotat pels exèrcits d'Oirat, de Mongòlia del Sud, de l'Est i dels exèrcits mongols units. Així doncs, no hi havia divisió del treball entre les economies urbanes i rurals que era característica d'altres cultures. Alguns intents de diversificació de l'economia es van dur a terme als segles XVI i XVII en els dominis perifèrics mongols, però no al nord de Khalkha. Així, Altan Kan va fer créixer els xinesos al voltant de la ciutat de Hohhot. Erdeni Batur Hongtaiji va intentar desenvolupar la producció de cereals i horticultura a Jungària utilitzant kazakhs, kirguisos, xinesos i taranquis importats. No obstant això, aquestes iniciatives van servir principalment o exclusivament a les classes dirigents, i la massa del poble mongol en va rebre pocs o cap benefici.

Mongòlia a la primera meitat del segle XVII

A finals del segle XVI, a Khalkha es van desenvolupar diverses dinasties Khanlig. Quan Dayan Kan va dividir Mongòlia entre els seus onze fills, el Khalkha del Nord (aproximadament el territori de la Mongòlia moderna) va ser donat al seu fill petit Gersenz Hongtaiji i Khalkha del Sud va ser donat a Alchibolad. Khalkha del Nord es va dividir encara més entre els set fills de Gersenz i els seus fills. Abtai, el més poderós dels néts de Gersenz, va rebre el títol de kan del Dalai Lama, i el seu fill Eriyehii Mergen Kan va fundar la dinastia dels Tushiyetu Kans, que van governar el cor central de Khalkha del Nord. El besnét de Gersenz, Sholoi, va sol·licitar el títol de kan al Dalai Lama durant la seva visita al Tibet i va iniciar la dinastia dels Secen Kans a l'est de Khalkha. Un altre besnét de Gersenz Laihur va assumir el títol de kan, i el seu fill Sumbadai va fundar la dinastia dels Zasagtu Kans, governant l'oest de Khalkha del Nord. El cosí de Laihur, Ubashi Hongtaiji, es va separar del Zasagtu Kan i va iniciar la dinastia dels Altan Kans de Khotgoid. El títol d'Altan Kan li va ser donat per les autoritats russes.
A principis del segle xvii, la tribu Khoshut d'Oirat va emigrar a Kukunor, i els torghuts van emigrar a la conca del riu Volga, convertint-se en el poble Calmuc. Khara Khula del clan Choros va unificar els oirats a la dècada de 1630, i el seu fill Erdeni Batur Hongtaiji va establir el Kanat de Jungària el 1634. El títol de Hongtaiji li va ser donat pel Dalai Lama.

#### La tercera introducció del budisme
Hutuhtai Secen Hongtaiji d'Ordos i els seus dos germans van envair el Tibet el 1566. Va enviar un ultimàtum a alguns dels clergues que hi governaven exigint la seva submissió. Els monjos suprems tibetans van decidir rendir-se i Hutuhtai Secen Hongtaiji va tornar a Ordos amb tres monjos d'alt rang.

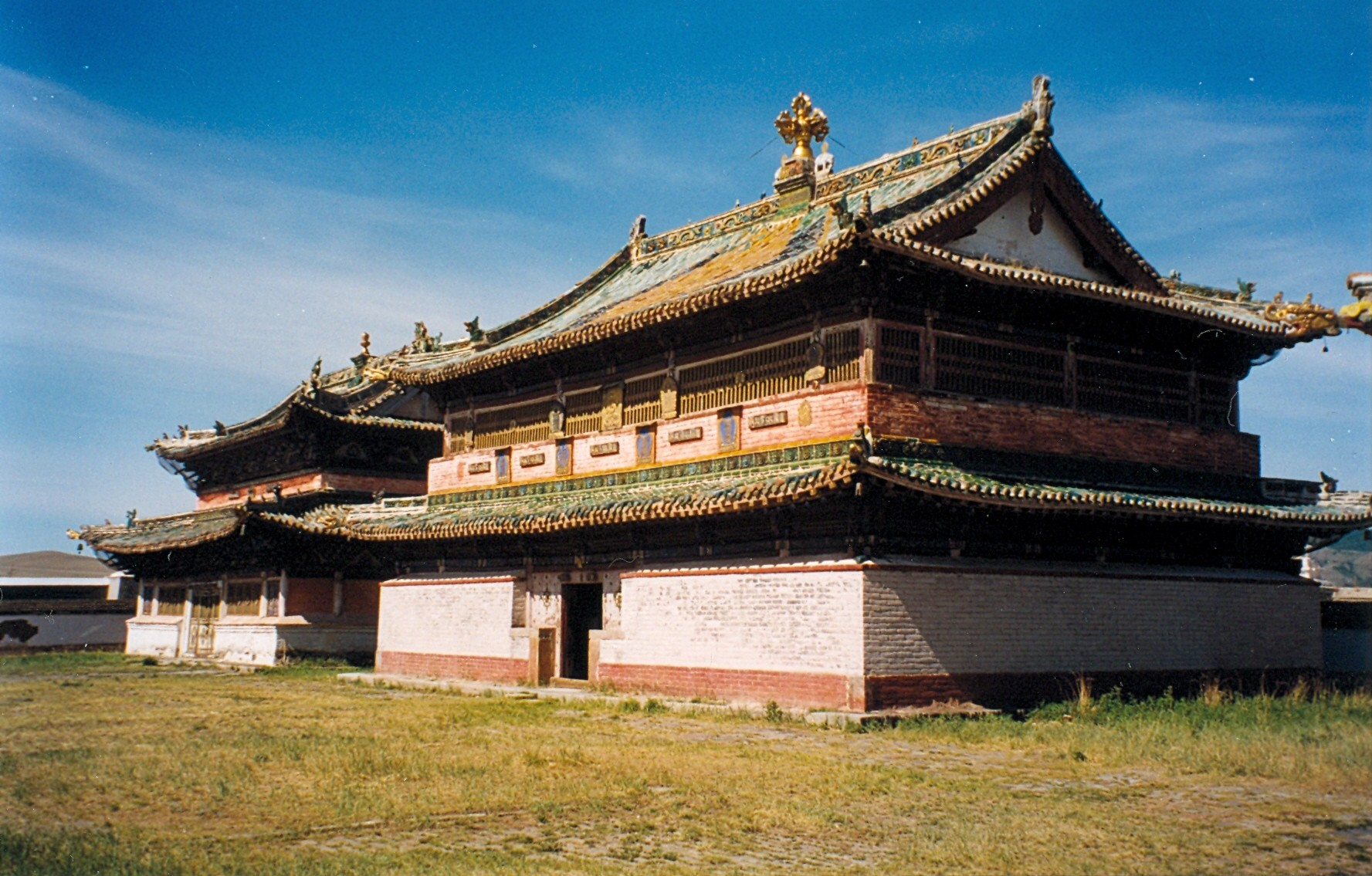
Temple al monestir d'Erdene Zuu establert per Abtai Kan al cor de Khalkha al segle XVI

Seguint el consell del seu nebot Hutuhtai Secen Hongtaiji, Altan Kan de Tumet va convidar el cap de l'escola Gelug Sonam Gyatso al seu domini. En la seva reunió el 1577, Altan Kan va reconèixer Sonam Gyatso lama com una reencarnació del lama Phagpa. Sonam Gyatso, al seu torn, va reconèixer Altan com una reencarnació de Kublai Kan. Així, Altan va afegir legitimitat al títol de "kan" que havia assumit, mentre que Sonam Gyatso va rebre suport per a la supremacia que buscava sobre el sangha tibetà. Des d'aquesta trobada, els caps de l'escola Gelugpa van ser coneguts com a Dalai Lamas. Altan Kan també va atorgar el títol d'Ochirdara (Очирдар, del sanskr. Vajradhara) a Sonam Gyatso.
Seguint el consell del seu nebot Hutuhtai Secen Hongtaiji, Altan Kan de Tumet va convidar el cap de l'escola Gelug, Sonam Gyatso, al seu domini. En la seva trobada el 1577, Altan han va reconèixer el lama Sonam Gyatso com una reencarnació del lama Phagpa. Sonam Gyatso, al seu torn, va reconèixer Altan com una reencarnació de Kublai Kan.Així, Altan va afegir legitimitat al títol de "kan" que havia assumit, mentre que Sonam Gyatso va rebre suport per a la supremacia que buscava sobre el sangha tibetà. Des d'aquesta reunió, els caps de l'escola Gelugpa van ser coneguts com Dalai Lamas. Altan Kan també va atorgar el títol d'Ochirdara (Очирдар, del sanskr. Vajradhara) a Sonam Gyatso.
Al mateix temps, el governant de Khalkha Abtai es va precipitar a Tumet per conèixer el nou Dalai Lama. Li va demanar el títol de kan. Tot i que el nou Dalai Lama ja havia reconegut a Altan com a kan a més de l'existent kan mongol Tumen Jasaghtu, el Dalai Lama en el cas d'Abtai va rebutjar la petició amb l'excusa que "no poden haver-hi dos kans al mateix temps". Després d'algunes vacil·lacions, però, va donar a Abtai el títol de kan. Abtai Kan va establir el monestir Erdene Zuu el 1585 al lloc de l'antiga ciutat de Karakorum. Així, finalment la majoria dels governants mongols es van convertir en budistes.

#### Renaixement cultural
La segona meitat dels segles XV i XVI va veure el renaixement i el floriment de la cultura mongola. Aquest període es caracteritza pel desenvolupament de l'arquitectura, les belles arts, com ara aplicacions de seda, thangka, pintura martang i nagtang i escultura. Un fill adoptiu de l'aristòcrata d'Oirat Baibagas, Zaia Pandit Namhaijamtso (1599–1662), va reformar l'⁣escriptura mongol, adaptant-la al dialecte d'Oirat. Aquest nova escrptura es diu Todo bichig.
Zanabazar (1635–1723), cap del budisme a Khalkha, va ser un gran mestre de l'art budista. Juntament amb les escultures de les vint-i-una Taras, va crear les famoses escultures de Sita Tara i Siyama Tara, inspirades en imatges animades de belles dones mongoles. La flor de lotus sobre l'espatlla esquerra de Sita Tara està a punt de florir i la mateixa Sita Tara està a mitjans de l'adolescència. Les flors de lotus sobre les espatlles de Siyama Tara ja han florit i Siyama Tara és una dona en la plenitud de la seva bellesa. És conscient i orgullosa de la seva bellesa perfecta. S'ha despertat de la seva meditació, ha posat la seva cama dreta en el moment de posar-se dreta per descendir del seu seient de lotus per a alletar el seu fill; i els seus fills són els éssers sensibles. Molts temples i monestirs es van construir sota els projectes de Zanabazar. Va dissenyar l'⁣escriptura Soyombo per a les llengües mongoles, tibetana i sànscrit el 1686.
El matemàtic i astrònom Minggatu de Sharaid va descobrir nou equacions trigonomètriques i va escriure 42 volums de "Les arrels de les regularitats" (Зvй тогтлын бvрэн эх сурвалж), 5 volums en lingüística (дуун ухан ух), i 5 volums de matemàtiques.
En l'àmbit de la historiografia i la literatura, el Shira Tuuji es va escriure al segle XVI, l'Altan Tobchi de Lubsandanzan es va escriure a la primera meitat del segle XVII i l'Erdeniin Tobchi de Sagan Secen Hongtaiji (descendent de Hutuhtai Secen Hongtaiji), va ser escrit el 1662. A la dècada de 1620, Tsogtu Hongtaiji de Khalkha va escriure els seus famosos poemes filosòfics i Legdan Hutuhtu Kan va fer traduir a la llengua mongol els 108 volums de Kangyur i 225 volums de Tengyur. Un treball de teoria de la traducció, La font de la saviesa (Мэргэд гарахын орон) va ser escrit sota el lideratge de Rolbiidorji, Janjaa Hutuhtu II.

## Dinastia Qing

### Conquestes Qing de Mongòlia

Territoris controlats per polítiques mongols independents

A principis del segle xvii, la dinastia Yuan del Nord es va dividir en tres parts: els khalkha, els mongols interiors i els buriats. A finals del segle xvii, el poder del kan de tots els mongols s'havia afeblit considerablement i els mongols descentralitzats van haver d'enfrontar-se al nou poder emergent dels jurtxets a l'est. L'últim khagan mongol va ser Ligdan Kan a principis del segle XVII. Va entrar en conflictes amb els manxús pel saqueig de ciutats xineses i va aconseguir alienar la majoria de les tribus mongoles. El 1618, Ligden va signar un tractat amb la dinastia Ming per protegir la seva frontera nord de l'atac manxú a canvi de milers de taels de plata. Nurhaci Bagatur (Тэнгэрийн сүлдэт) que va reunir les tribus jurtxets va enviar una carta a Ligdan Kan buscant una aliança per lluitar contra la dinastia Ming. Ligdan va negar la proposta esmentant que Nurhaci només governava tres túmens dels jurtxets, mentre que el mateix Ligdan és un genghisid que governava els 40 túmens dels mongols, i que Nurhaci hauria d'abstenir-se de molestar les ciutats xineses -tributàries d'ell- de Ligdan Kan. En resposta, Nurhaci va considerar necessari recordar-li que els 40 túmens se n'han anat des de fa temps i potser hi ha uns sis túmens dels quals només Chaharia reconeix el poder de Ligdan com a kan. Més tard Nurhaci va aconseguir aliar-se amb els vassalls de Ligdan Kan, els taijis o prínceps de Sud Khalkha, Horchin, Horlos, etc., que es van comprometre a donar suport a Nurhaci en les seves guerres contra la dinastia Ming. Tanmateix, les seves primeres accions aliades van ser contra el seu propi sobirà Ligdan Kan, a qui van derrotar el 1622.

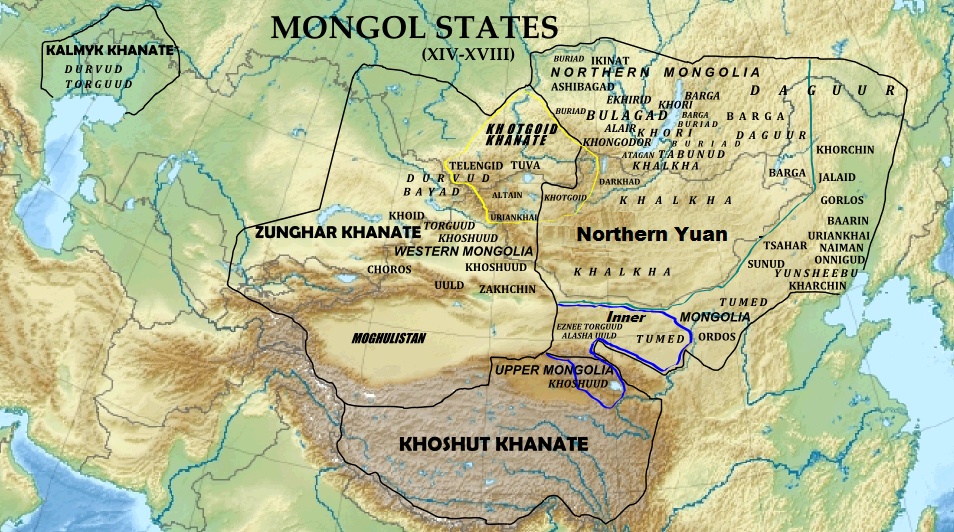
Mapa del Kanat de Jungària a l'Àsia central i del kanat de Khoshut al Tibet

A la dècada de 1620, només els Txahar romanien sota el domini de Ligdan. L'exèrcit de Txahar va ser derrotat el 1625 i el 1628 pels exèrcits dels mongols interiors i manxús a causa de les tàctiques defectuoses de Ligdan.
Ligdan Kan va ocupar Tumet i Ordos el 1623 per evitar la seva absorció pels manxús i va avançar cap a les terres manxúries el 1631. No obstant això, el governant manxú Hong Taiji, successor de Nurhaci, aliat amb el taiji de Mongolia Interior el va derrotar de nou el 1634 i va saquejar Hohhot. Els manxús es van assegurar el control de Mongòlia Interior el 1632 i l'exèrcit de Ligdan es va traslladar per lluitar contra les forces de la secta tibetana Gelugpa (secta del barret groc). Les forces gelugpa van donar suport als manxús, mentre que Ligdan va donar suport a la secta Kagyu (secta del barret vermell) del budisme tibetà. Ligdan Kan va morir el 1634 de camí al Tibet quan les seves tropes van ser escombrades per una epidèmia.
Hong Taiji va assumir el títol de kan dels mongols el 1636, marcant la conquesta de Mongòlia Interior. La dinastia Qing, ajudada per les tropes dels taijis de Mongòlia Interior, va conquerir la dinastia Ming el 1644.
Erdeni Batur Hongtaiji del kanat de Jungària va convocar un congrés de jungars i khalkas de Mongòlia occidental el 1640 per aliar les seves forces en la lluita contra l'augment de l'agressió estrangera. El congrés va emetre una Llei Khalkha-Oirat anomenada "Gran Codi dels Quaranta i Quatre" o "Codi Mongol-Oirat" (Döchin Dörben Hoyar un Ike Tsagaza ). Al Congrés hi van assistir 28 governants de Jungària, Khalkha, Kukunor i Kalmukia. Tushiyetu Khan Gombodorji i Secen Khan Sholoi es van enfrontar en un conflicte amb la dinastia manxú Qing fent costat a Tenggis Taiji de Mongòlia Interior que es va revoltar contra el domini Qing el 1646.
Chahundorji va succeir al tron de Tushiyetu Kan (Tusheet Kan) el 1665. Zasagtu Khan Norbo (Norvo) va morir el 1661 i la rivalitat va començar entre els seus successors. Aquest feu finalment va implicar Altan Kan, Tushiyetu Kan i el Kanat de Jungària. La crisi va continuar durant dècades i es va convertir en una guerra entre Khalkha i Jungària el 1688, que va portar a la conquesta de Khalkha per Galdan Boshugtu Kan, rei del Kanat de Jungària, en el transcurs de diverses batalles a les muntanyes Hangai.

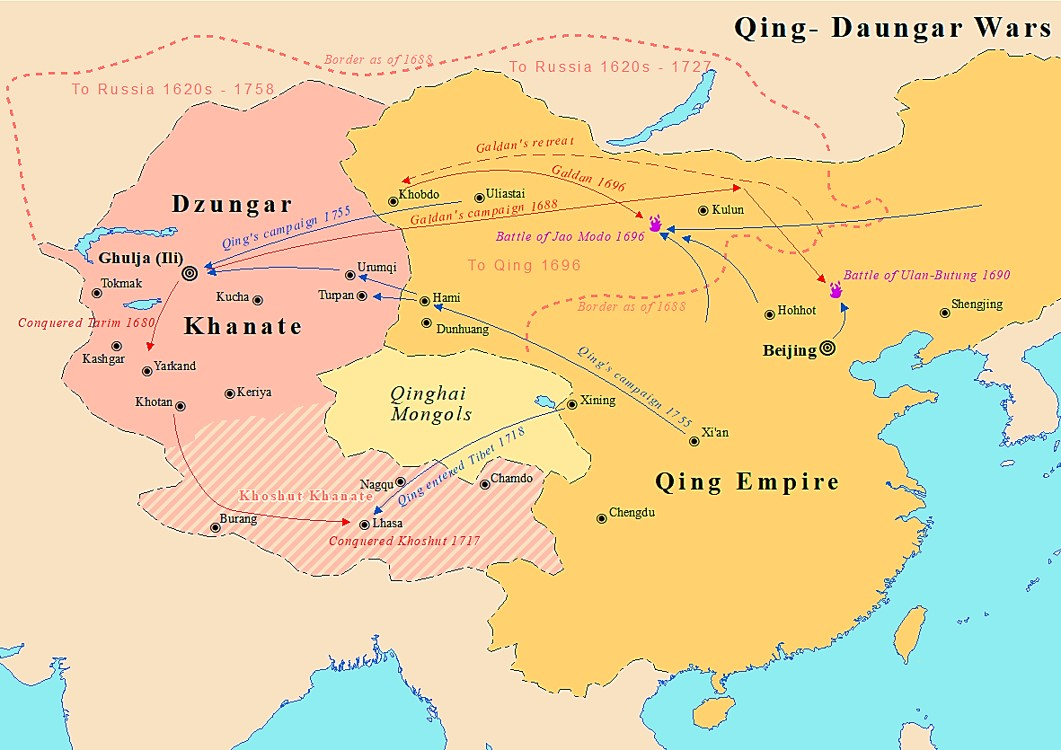
Mapa que mostra les guerres entre la dinastia Qing i el kanat de Jungària

El 1688, Galdan va atacar Khalkha després de l'assassinat del seu germà petit per Tusheet Kan Chakhundorj (el líder principal o central de Khalkha) i va començar la guerra Khalkha-Oirat.
El cap del budisme Khalkha Boghda Zanabazar, els Khalkha kans i els nobles amb milers dels seus súbdits es van traslladar en pànic a la Mongòlia Interior, que havia estat integrada a la dinastia Qing. Uns quants Khalkhas van fugir al nord de Mongòlia Exterior, on Rússia va amenaçar d'exterminar-los si no se sotmetien, però molts es van sotmetre a Galdan Boshugtu. Els líders Khalkha van buscar ajuda manxú en el seu feu amb Galdan Boshugtu Kan, mentre que l'⁣emperador Kangxi de la dinastia Qing va exigir astutament que es convertissin en els seus vassalls com a condició per al seu suport. Galdan va exigir que l'emperador Kangxi li cedís Önder Gegeen Zanagazar i Tushiyetu Khan Chahundorji. L'emperador Kangxi es va negar i va tenir lloc una batalla decisiva a prop d'UlaanBudan, on Galdan va ser derrotat i va fugir més endins al territori de Khalkha.
El tron de Jungar va ser agafat llavors pel germà de Galdan, Tsewang Rabtan l'any 1689, mentre aquest últim estava compromès en la guerra a Khalkha i aquest esdeveniment va fer que a Galdan li fos impossible lluitar contra l'Imperi Qing. Galdan va enviar el seu exèrcit a "alliberar" Mongòlia Interior després de derrotar l'exèrcit de Khalkha i va cridar als nobles de Mongòlia Interior per lluitar per la independència de Mongòlia. Alguns nobles de Mongòlia Interior, els tibetans, el Kanat de Kumul i alguns nobles de Mogolistan van donar suport a la seva guerra contra l'Imperi Qing, però, els nobles de Mongòlia Interior no es van unir a la batalla contra els manxús.
L'emperador Kangxi va organitzar un congrés dels governants de Khalkha i Mongòlia Interior a Dolnuur el 1691 en el qual els feudataris Khalkha (el kanat Khalkha o Mongòlia oriental) per decisió de Zanabazar van declarar formalment lleialtat a l'emperador. No obstant això, Khalkha va romandre de facto sota el govern de Galdan Boshugtu Khan. Chakhundorj va lluitar contra la invasió russa del nord de Mongòlia fins al 1688. Zanabazar va lluitar per reunir els oirats i khalkhas abans de la guerra. Les forces Qing van envair Khalkha el 1696 i els oirats van ser derrotats per l'enemic superior en nombre en una batalla a Zuun Mod al riu Terelj. Galdan Boshugtu Kan va morir el 1697 a la regió de Kovd.
Hi havia tres kans a Khalkha dels quals Zasagt Kan Shar (líder de Khalkha occidental) era l'aliat de Galdan. Tsetsen Kan (líder de Khalkha oriental) no es va involucrar en aquest conflicte. Els mongols que van fugir a Mongòlia Exterior i Interior van tornar després de la guerra. Alguns Khalkhas es van barrejar amb els buriats. Tsewang Rabtan va continuar la guerra contra els manxús per alliberar la Mongòlia Oriental, Superior i Interior després de Galdan Boshugtu, però, la seva acció contra Galdan va fer que els mongols del nord lluitessin contra Rússia sense l'ajuda dels altres mongols. Els imperis Rus i Qing van donar suport a les seves accions perquè aquest cop d'estat va debilitar la força dels mongols occidentals.
Mongòlia es va trobar amb l'expansió russa a la seva frontera nord al segle XVII. Els buriats havien lluitat contra la invasió russa des de la dècada de 1620. Els cosacs russos ben armats van sotmetre cruelment la resistència dels buriats i van conquerir la regió del Baikal entre 1640 i 1650. Les revoltes dels buriats van ser brutalment aixafades el 1658 i el 1696. Els russos van intentar construir ostrogs a la zona de Khövsgöl, però ràpidament van ser destruïts per la població local. La regió de Buriàtia va ser formalment annexada a Rússia mitjançant els tractats de 1689 i 1727, quan els territoris a banda i banda del llac Baikal es van separar de Mongòlia. El 1689 el Tractat de Nértxinsk va establir la frontera nord de Manxúria al nord de la línia actual. Els russos van conservar la Transbaikàlia entre el llac Baikal i el riu Argun al nord de Mongòlia. El Tractat de Kyakhta (1727), juntament amb el Tractat de Nerchinsk, va regular les relacions entre la Rússia imperial i l'Imperi Qing fins a mitjans del segle XIX. Va establir la frontera nord de Mongòlia. Els buriats d'Oka es van revoltar el 1767 i Rússia va conquerir completament la regió de Buriàtia a finals del segle XVIII.
Teswang Rabtan va aturar l'expansió oriental dels kans kazakhs i també va enviar el seu general Ihe Tserendondov a conquerir el Tibet el 1716. Les seves forces van ser expulsades per les tropes Qing el 1720, les quals després van ocupar el Tibet. No obstant això, diversos intents de la dinastia Qing per sotmetre el kanat de Jungària van fracassar a principis del segle XVIII. El 1723, les tropes Qing van sufocar la revolta de Luvsandanzan taiji a Kukunor.Tsewang Rabtan va ser succeït pel seu fill Galdan Tseren el 1727.
Galdan Tseren va prendre una sèrie d'accions per desenvolupar la producció de cultius, la jardineria i la fabricació de canons a Jungària. Va repel·lir amb èxit l'atac de la dinastia Qing el 1729–1731. A més, el seu general Baga Tserendondov va avançar cap a Khalkha i va arribar al riu Kerulen el 1732, però va haver de retirar-se després de les batalles amb les tropes Khalkha i Qing. Galdan Tseren va morir el 1745 i va sorgir una crisi entre els seus hereus. Després d'una sèrie de sagnants enfrontaments entre ells, Dawachi, recolzat per Amursana, el príncep Oirat Khoikhoi, es va convertir en el nou Jungar Kan el 1753. El feu va ser un signe per a la dinastia Qing per preparar-se per a la invasió del Kanat de Jungària.
Tan bon punt es va convertir en Kan, Dawachi va privar el seu amic Amursana de la seva dona i després el va derrotar en una batalla el 1754. Amursana va buscar una aliança amb la dinastia Qing, amb l'esperança de derrotar Dawachi i elevar-se a la posició de Kan del Kanat de Jungària. L'administració Qing va mobilitzar cavalls i altre bestiar de la població Khalkha per a la invasió Jungar. Un exèrcit de 200.000 soldats format per Khalkha, Mongòlia interior, tropes xineses i manxús va envair Jungària el 1755. L'avantguarda de l'exèrcit Qing era dirigida per Amursana, el rei Chingünjav i el rei Renchindorji dels Khalkhas. El kanat de Jungària va ser conquerit pels manxús entre 1755 i 1758 a causa dels conflictes entre els seus líders i els comandants militars.
Mentre aquesta horda entrava a la conca del riu Ili, Amursana va capturar Davaachi i el va lliurar als manxús. Aquest esdeveniment va marcar la caiguda del Kanat de Jungària, que havia impedit l'expansió de Qing a l'Àsia central durant més d'un segle. L'⁣emperador Qianlong va desmobilitzar l'exèrcit i va preveure un congrés de Jungar i altres aristòcrates mongols per celebrar la incorporació de Jungària a l'Imperi Qing.
Poc després de la conquesta del Kanat de Jungària, Amursana, Chingünjav de Khotogoid i el mongol interior Khorchin Wang Sevdenbaljir es van alçar contra la dominació Qing. Alguns nobles mongols interiors i Khalkha van donar suport a aquest aixecament, però el segon Jebtsundamba Khutughtu i Tushiyetu Khan Yampildorji van morir misteriosament poc després.

L'Imperi Qing el 1820; Mongòlia Interior i Exterior van passar a formar part de l'imperi entre 1636 i 1697.

Chingünjav es va rebel·lar contra el domini Qing el 1756, abandonant el seu càrrec i apel·lant als altres nobles de Khalkha perquè s'aixequessin per la independència. Al mateix període, una revolta de Sevdenbaljir a la Mongòlia Interior va ser sufocada. Sevdenbaljir va ser arrestat abans d'aquesta revolta per evitar que els mongols interiors unissin les seves forces. Planejava organitzar un congrés de la noblesa de Khalkha per elegir un futur kan de Mongòlia. Chingunjav va ser ajudat per Boghda Gegeen II, els kans dels quatre Khalkha aimags i altres membres de la noblesa. Tanmateix, la cort Qing va poder capturar Chingunjav abans que l'aixecament prengués el seu apogeu. Chingunjav i tota la seva família van ser cruelment executats el 1757, i la cort Qing va decidir que els futurs Jebtsundamba Khutughtus només es trobarien al Tibet, no a Mongòlia. Renchindorj Wang que va permetre a Amursanaa abandonar el seu lloc a l'exèrcit Qing va ser cruelment executat a Pequín.
Amursanaa va tornar a Jungària amb els seus 500 guerrers, ja que va ser enganyat amb l'esperança de prendre el tron jungar amb el suport de l'Imperi Qing. Una facció dels aristòcrates d'Oirat el va elevar com a Kan dels oirats el 1756. Tanmateix, els seguidors d'Amursana no anaven units. La batalla decisiva va tenir lloc a Sharbal l'any 1757 quan 3.000 tropes d'Oirat van lluitar contra un enemic quatre vegades superior en nombre. Després d'una batalla de 17 dies, Amursana va ser derrotat i va fugir a Tobolsk a Rússia on va morir, però els jungars van continuar la seva guerra contra la invasió manxú fins al 1758. Venjant brutalment el poble d'Oirat pel seu amor per la llibertat, l'exèrcit Qing va dur a terme el genocidi jungar, matant tots els oirats que es trobaven en el seu camí pel territori del Kanat de Jungària. Dels 600.000 habitants jungars, només 30.000 van sobreviure. Alguns estudiosos estimen que al voltant del 80% de la població de jungar va ser destruïda per una combinació de guerres i malalties durant la conquesta Qing del Kanat de Jungària el 1755–1758. Mark Levene, un historiador els interessos de recerca recents del qual se centren en el genocidi, ha afirmat que l'extermini dels jungars va ser "probablement el genocidi del segle XVIII per excel·lència". El territori del Kanat de Jungària es va incorporar llavors a l'Imperi Qing com a Xinjiang, que més tard es va convertir en una província.

### Mongòlia sota el domini Qing

Els aimags i khoshuu mongols sota el domini de Qing

Després de prendre el control de Mongòlia Exterior, el govern Qing va agrupar els Khalkha khoshuns en 4 aimags (província): Tusiyetu Khan aimag, Zasaghtu Khan aimag, Secen Khan aimag i Sain Noyan Khan aimag. A més, els territoris poblats per oirats a la regió de Kobdo es van agrupar en Togs Huleg Dalai Khan aimag i Unen Zorigtu Khan aimag. Els aimags estaven governats pel chigulgan del congrés d'Aimag que comprenia els senyors dels khoshuns. El chigulgan daruga ( чуулган дарга- oficial que presidia el congrés) va ser nomenat entre els senyors khoshun pel govern Qing.

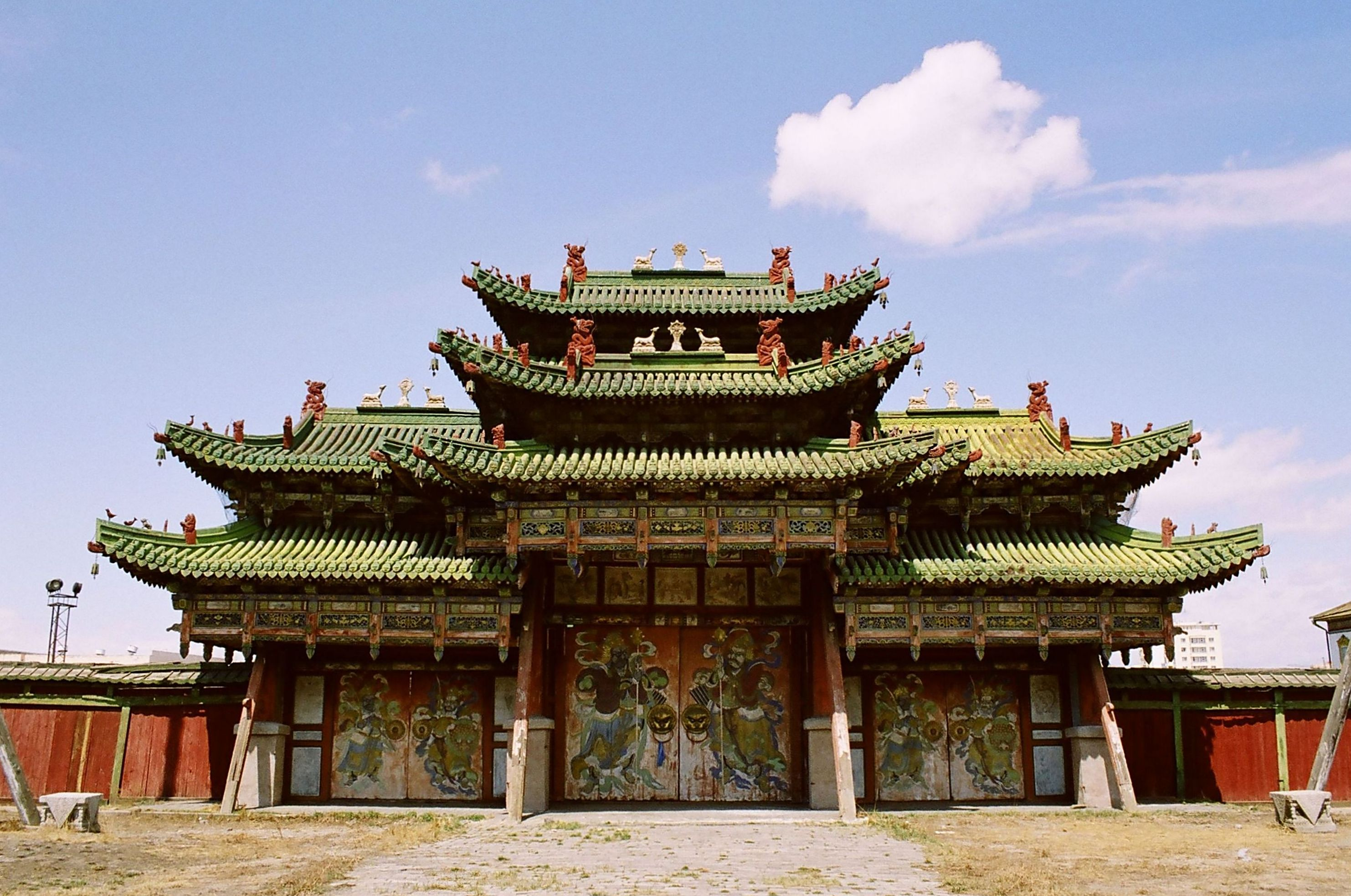
Palau d'Hivern del 8è Jebtsundamba Khutuktu

Com a vassalls dels emperadors Qing, s'esperava que els nobles mongols, governants dels khoshun, fessin serveis militars comandant les seves tropes a la guerra, assistissin personalment a l'emperador en les seves processons de caça, mobilitzessin recursos de la població khoshun i sotmetessin els disturbis locals. Els seus serveis eren generosament recompensats per l'emperador, i aquells que realitzaven fites excepcionalment destacades davant l'emperador Qing ocasionalment eren honrats amb el matrimoni amb una princesa. La desobediència o la falta de prestació un servei adequat era severament castigada.
El pes més gran de l'explotació estrangera va recaure sobre els treballadors mongols ordinaris. Van ser empobrits durant la mobilització de cavalls i productes ramaders durant la preparació de la campanya militar contra el Kanat de Jungària, a més que havien de servir com a guerrers. Tot i que el sistema feudal militar de la Mongòlia de l'època pre-Qing es considera una societat de classes en la qual un mongol ordinari havia d'obeir el seu senyor feudal com un soldat obeeix un comandant, va ser durant el govern Qing quan la servitud es va introduir efectivament a la societat mongola per primera vegada. Hi havia 3 formes de servitud: albatu —serfs de l'estat, khamjilga— serfs personals dels governants khoshun i dels taijis, i shabi —serfs de Khutuhtus, el clergat suprem. Per evitar l'assimilació dels mongols, el govern Qing va intentar restringir els viatges dels xinesos Han a Khalkha i prohibir els matrimonis entre ètnies entre els mongols i els xinesos Han. En el període Qing posterior, però, la política de Qing va canviar amb les "Noves polítiques" (Xin zheng) a principis del segle xx, que advocava per la sinització de Mongòlia a través de la colonització per part dels xinesos Han.

## Període modern

### Bogd Khanate (1911–1919)

Mongòlia el 1915

El nom oficial de l'estat era "Ikh Mongol Uls", que significa el "Gran Estat mongol". Yuan Shikai, el president de la recentment formada República de la Xina va considerar que la nova república era la successora dels Qing i va reclamar la Mongòlia Exterior com a part del seu territori. Aquesta reclamació estava prevista legalment a l'⁣Edicte Imperial de l'abdicació de l'emperador Qing signat per l'⁣emperadriu vídua Longyu en nom de l'⁣emperador Xuantong de sis anys: "[…] la contínua integritat territorial de les terres de les cinc races, manxú, han, mongol, hui i tibetà en una gran República de la Xina" ([...]仍合滿、漢、蒙、回、藏仍合滿、漢、蒙、回、藏五族完全領土，為一大中華民國). La Constitució Provisional de la República de la Xina aprovada el 1912 va establir específicament les regions frontereres de la nova república, inclosa la Mongòlia Exterior, com a parts integrants de l'estat. Mentre que els Qing es referien al seu estat com Zhongguo (el terme per a "Xina" en xinès modern) en documents oficials com tractats, van implementar diferents maneres de legitimació per a diferents pobles de l'Imperi Qing, com ara actuar com a Kan davant els mongols. Com a resultat, els mongols es consideraven súbdits de l'estat Qing fora de la Xina o Khitad, i la posició dels mongols era que la seva lleialtat havia estat al monarca Qing, no a l'estat xinès. Quan va declarar la seva independència, el govern de Mongòlia dirigit pel Bogd Khan va plantejar a Yuan Shikai que tant Mongòlia com la Xina havien estat administrades pels manxús, però després de la caiguda de la dinastia Qing liderada pels manxús el 1911, simplement el contracte sobre la seva submissió als manxús havia esdevingut invàlid.

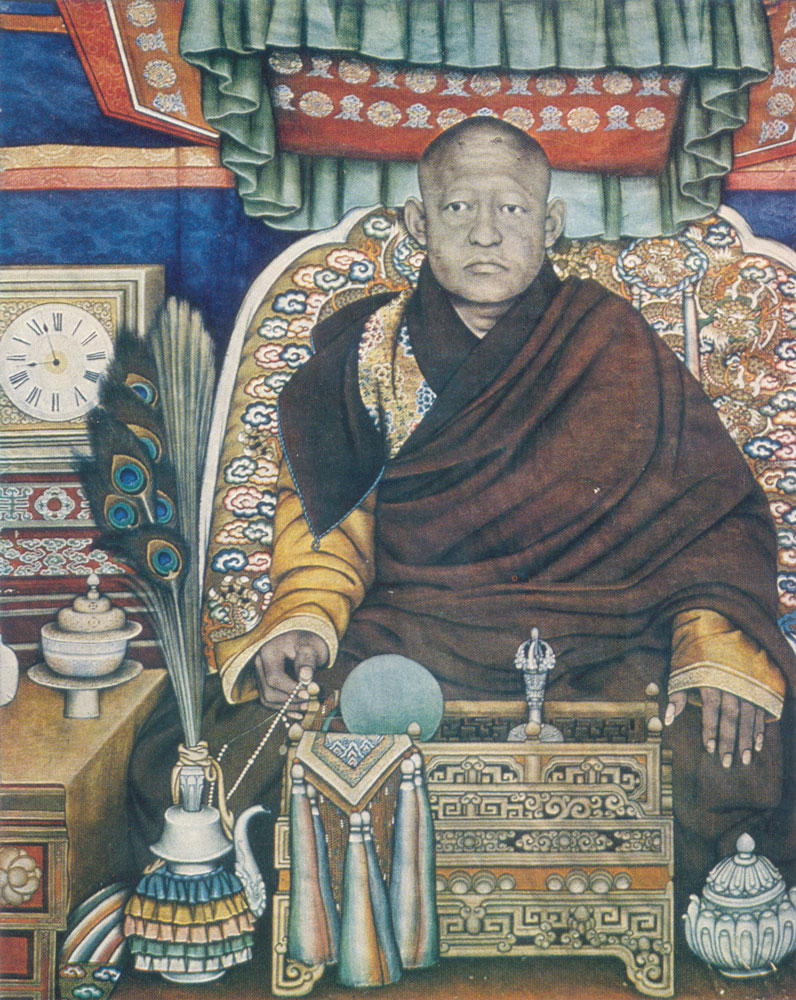
Bogd Khaan de B. Sharav

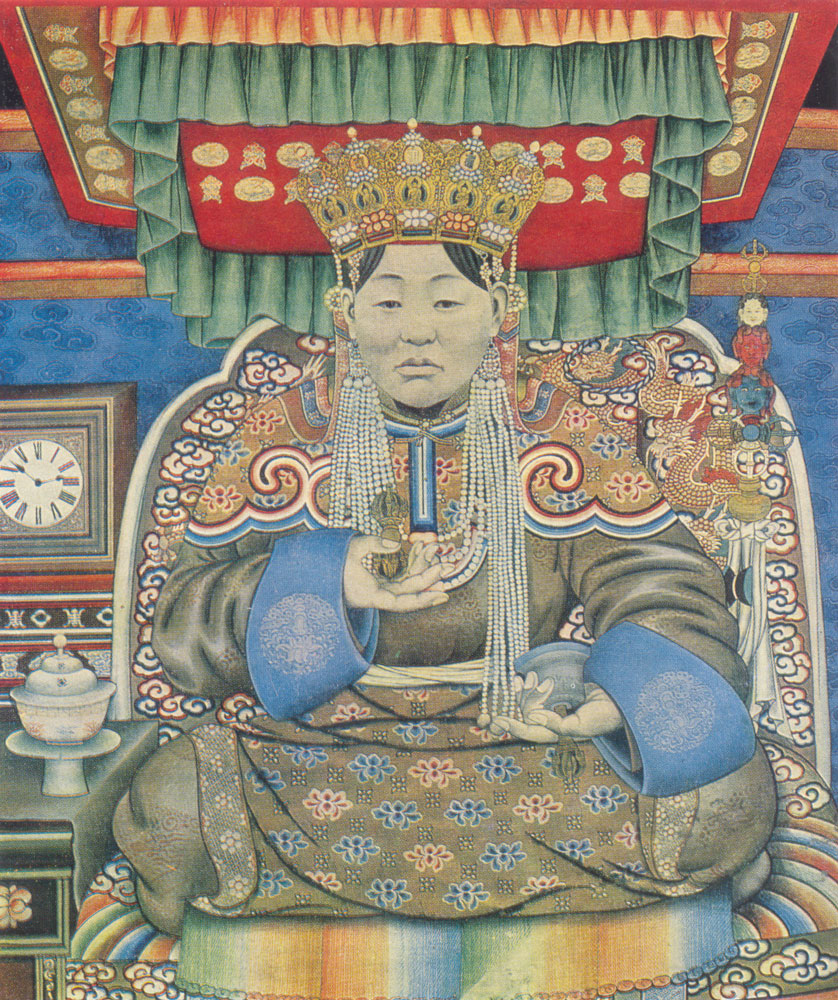
Reina Dondogdulam de B. Sharav

Bogd Gegeen va ser entronitzat com a Bogd Khaan (Rei Sant) de Mongòlia el 29 de desembre de 1911 i es va declarar un nom d'una nova era, Olan-a Örgugdegsen (共戴; Gòngdài; literalment "Elevat per molts"). L'alt oficial Qing a Uliastai va ser deportat el 12 de gener de 1912 en presència de 700 guerrers mongols mobilitzats des de Sain Noyan Khan Aimag. Les tropes mongoles dirigides per Danbijantsan (Ja Lama), Magsarjav i el Manlaibaatar Damdinsüren van arribar a la regió de Khovd l'agost de 1912. Després d'un intens atac amb el suport de la població local, van capturar la ciutat de Kobdo durant la nit del 20 d'agost de 1912. Al mateix temps, mentre que molts líders mongols fora de Mongòlia Exterior van enviar declaracions per donar suport a la crida de Bogd Kan a la reunificació de Mongolia, en realitat, però, la majoria d'ells eren massa prudents o irresoluts per intentar unir-se al règim de Bogd Kan.
L'exèrcit mongol va prendre el control de Khalkha i la regió de Khovd (actual província d'Uvs, província de Khovd i província de Bayan-Ölgii), però el nord de Xinjiang (les regions d'Altai i Ili de l'Imperi Qing), l'Alta Mongòlia, Barga i la Mongòlia Interior va passar sota el control de la República de la Xina. El 2 de febrer de 1913, Bogd va enviar cavallers mongols per "alliberar" la Mongòlia Interior de la Xina. L'⁣Imperi Rus es va negar a vendre armes al Bogd Kanat, i el tsar Nicolau II el va anomenar "imperialisme mongol". El Regne Unit va instar Rússia a abolir la independència de Mongòlia perquè li preocupava que "si els mongols aconsegueixen la independència, els asiàtics centrals es revoltaran". 10.000 cavalleries de mongols Khalkha i mongols interiors (uns 3.500 mongols interiors) van derrotar a 70.000 soldats xinesos i van controlar gairebé tota Mongòlia Interior, però el 1914 l'exèrcit mongol es va retirar per manca d'armes. 400 soldats mongols i 3.795 soldats xinesos van morir en aquesta guerra.
Els mongols de Barga van lluitar contra les forces xineses l'agost de 1912, van capturar la ciutat de Hailar i van anunciar la seva voluntat d'unificar-se amb el kanat de Bogd.

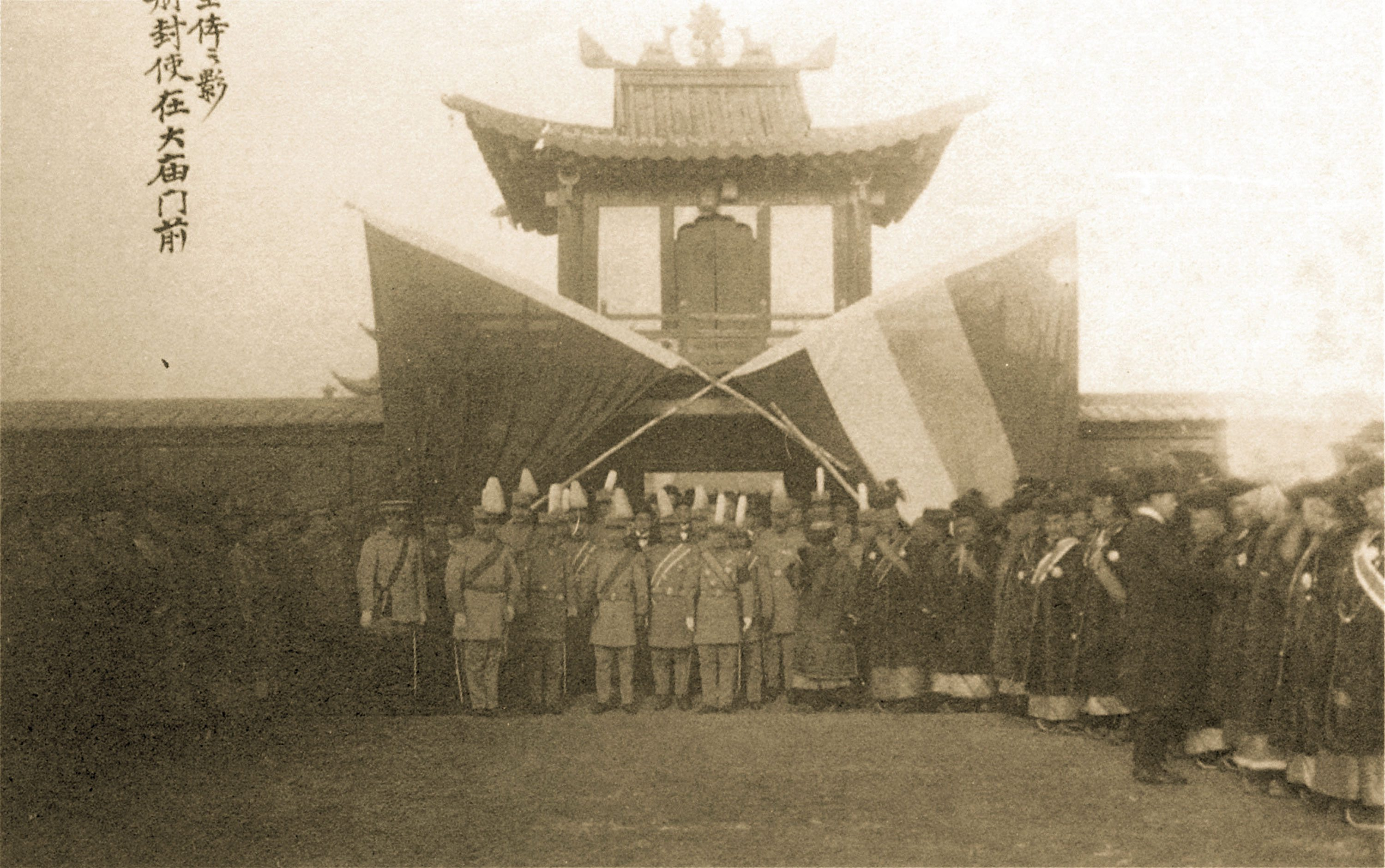
Senyors de la guerra xinesos i noyans mongols a la cerimònia de celebració de la canonització del 8è Jebtsundamba

Pel seu significat històric, l'establiment del kanat de Bogd de Mongòlia és comparable amb la fundació de l'⁣Imperi Mongol unificat el 1206. Amb la independència nacional, Mongòlia va entrar en el camí de la modernització. L'any 1914 es va formar una estructura parlamentària formada per dues cambres, l'Upper Hural i la Lower Hural. El 1915 es va adoptar un codi legal, Jarlig yar togtughaghsan Mongol Ulus un hauli zuil-un bichig (o Zarligaar togtooson Mongol Ulsyn khuuli zuiliin bichig).
El 3 de novembre de 1912, l'Imperi Rus i Mongòlia van signar un tractat bilateral sense la participació de la Xina. Aquest tractat va suposar el reconeixement del Bogd Kan com a monarca de l'"Estat de Mongòlia" sobirà per part de Rússia. No obstant això, sota una forta pressió dels governs rus i xinès, el Tractat de Kyakhta (1915) entre Rússia, Mongòlia i la República de la Xina va "rebaixar" la independència de Mongòlia Exterior a l'autonomia dins de la Xina. El govern de Mongòlia va mantenir la posició de preservar la independència de Mongòlia, incloent-hi Khalkha Mongòlia, la regió de Khovd, Mongòlia Occidental, Tuva, Mongòlia Interior, Barga i Mongòlia Superior. La posició de la República de la Xina era que tota Mongòlia eren territoris de la Xina. La posició de Rússia era reduir la independència de Mongòlia a una autonomia limitada només a la Mongòlia Exterior. Les negociacions van continuar durant vuit mesos mentre els representants mongols defensaven fermament la independència del país, però finalment el govern de Mongòlia va haver d'acceptar la posició de Rússia. Tanmateix, Mongòlia Exterior va romandre efectivament fora del control dels xinesos, que d'altra banda controlaven Barga, Jungària, Tuva, l'Alta Mongòlia i la Mongòlia Interior el 1915.
El 2 de febrer de 1913, Mongòlia i el Tibet van signar un tractat d'amistat i aliança. Els agents mongols i Bogd Kan (era tibetà) van interrompre les operacions secretes soviètiques al Tibet per canviar-ne el règim a la dècada de 1920.

### Territori xinès (1919-1921)
Després de la Revolució Russa d'octubre de 1917, la Xina va reviure les seves reclamacions a Mongòlia Exterior, amb l'objectiu de convertir-la en una província xinesa. A finals de 1919, el general xinès Xu Shuzheng va ocupar Urga després de la mort sospitosa de nobles patriòtics mongols i va obligar el Bogd Kan i els nobles líders a signar un document que renunciava a la independència de Mongòlia. Els líders del moviment d'independència nacional de Mongòlia, com Magsarjav i Damdinsüren, van ser arrestats, empresonats i fins i tot torturats a mort. Els xinesos havien reforçat el control de Mongòlia en aquest moment.
Les tropes russes de la Guàrdia Blanca dirigides pel baró von Ungern-Sternberg, que havia estat derrotat a la Guerra Civil a la Sibèria Transbaikaliana, van envair Mongòlia l'octubre de 1920. El baró Ungern va buscar aliats per derrotar els bolxevics. A l'octubre-novembre de 1920, les tropes d'Ungern van assaltar la capital, Niislel Khuree, coneguda pels europeus amb el nom d'Urga (ara Ulaanbaatar), diverses vegades però van ser repel·lides amb grans pèrdues. Ungern va entrar en contacte amb nobles i lames mongols i va rebre l'edicte de Bogd Kan per recuperar la independència. Del 2 al 5 de febrer de 1921, després de lliurar una gran batalla, la força d'Ungern va expulsar les forces xineses de la capital mongola.
Una part de les forces xineses va fugir cap al sud a la Xina, i una altra al nord de Mongòlia per iniciar negociacions amb la República de l'Extrem Orient. El poder monàrquic de Bogd Kan i el seu govern es van restaurar breument.

### República Popular de Mongòlia (1921–1992)

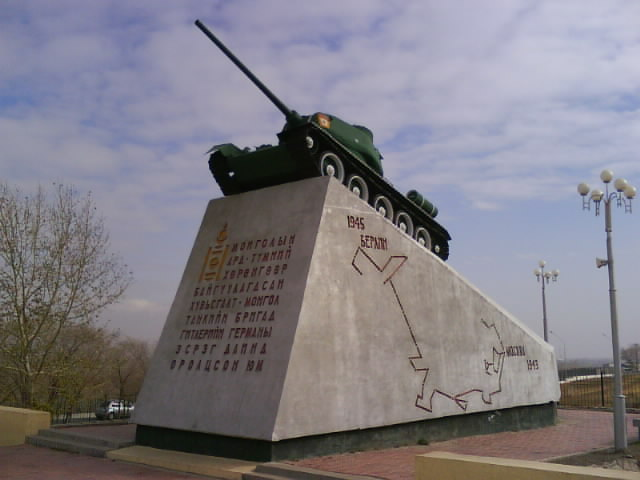
Durant la Gran Guerra Patriòtica, el poble mongol va pagar una brigada de tancs soviètics i un esquadró aeri.

Bogd Kan va fracassar en els seus esforços per obtenir ajuda del Japó i els Estats Units per recuperar la independència de Mongòlia de la Xina. Més tard les forces xineses van ser derrotades pel baró Ungern, però al mateix temps s'havia establert el Partit del Poble de Mongòlia (MPP). El govern soviètic va veure aquest partit com un instrument per expulsar les tropes d'Ungern de Mongòlia.
L'MPP es va establir a principis de 1921 com una fusió de dos grups revolucionaris clandestins que tenien les seves pròpies opinions sobre el futur de Mongòlia. Un d'aquests grups estava encapçalat per Soliin Danzan, i l'altre grup estava encapçalat per Dogsomyn Bodoo. Van buscar ajuda de la Unió Soviètica, cosa que era inacceptable per a Bogd Khan. No obstant això, per al bé de la independència del país, Bogd Khan va fer costat a la carta de l'MPP al govern soviètic. Però la Unió Soviètica va triar no respondre al govern de Bogd Khan, mirant, en canvi, l'MPP per convertir-se en els governants de Mongòlia.
La revolució mongola de 1921 va començar el 18 de març, quan 400 soldats voluntaris liderats per Sukhbaatar van atacar la guarnició xinesa de 2.000 homes a Kyakhta a la frontera nord de Mongòlia. Les tropes de voluntaris mongols i les unitats de l'Exèrcit Roig soviètic van avançar cap al sud, aniquilant la resta de les tropes xineses derrotades i les tropes blanques d'Ungern. Les principals batalles empreses per les tropes mongoles van tenir lloc a Tujiin Nars contra els xinesos i a Zelter i Bulnai contra les tropes blanques. Simultàniament, Khatanbaatar Magsarjav, que havia estat enviat pel baró Ungern a les províncies occidentals, es va revoltar i es va aliar amb l'MPP. Va derrotar les tropes blanques dirigides per Kazantsev, Vandanov i Bakich. Les tropes mongoles i soviètiques dirigides per Khasbaatar i Baikalov van resistir un llarg encerclament per part dels blancs al llac Tolbo (a l'actual Bayan-Ölgii aimag). El baró Ungern, després d'una conspiració, va ser abandonat per les seves tropes i capturat per un destacament de l'Exèrcit Roig. Les tropes de l'MPP i les tropes de l'Exèrcit Roig rus van entrar a Urga el juliol de 1921.
Així, la Revolució va acabar amb l'ocupació xinesa de Mongòlia i va derrotar les forces russes blanques a Mongòlia. També aquell any, els líders revolucionaris mongols van adoptar la Declaració de Reunificació de Mongòlia.
A la vigília de la revolució de 1921, Mongòlia tenia una economia subdesenvolupada i estancada basada en una forma nòmada i un interès per la ramaderia. L'agricultura i la indústria eren quasi inexistents; el transport i les comunicacions eren primitius; la banca, els serveis i el comerç estaven gairebé exclusivament en mans de xinesos o d'altres estrangers. La majoria de la gent eren pastors nòmades analfabets, i gran part de la mà d'obra masculina vivia als monestirs, contribuint poc a l'economia. La propietat en forma de bestiar pertanyia principalment als aristòcrates i monestirs; la propietat dels sectors restants de l'economia estava dominada per xinesos o altres estrangers. Els nous governants de Mongòlia es van enfrontar així a la tasca descoratjadora de construir una economia moderna.
El 1924, durant unes reunions secretes amb la República de la Xina, la Unió Soviètica va acceptar la reivindicació de la Xina a Mongòlia. La Unió Soviètica va reconèixer oficialment la independència de Mongòlia el 1945.

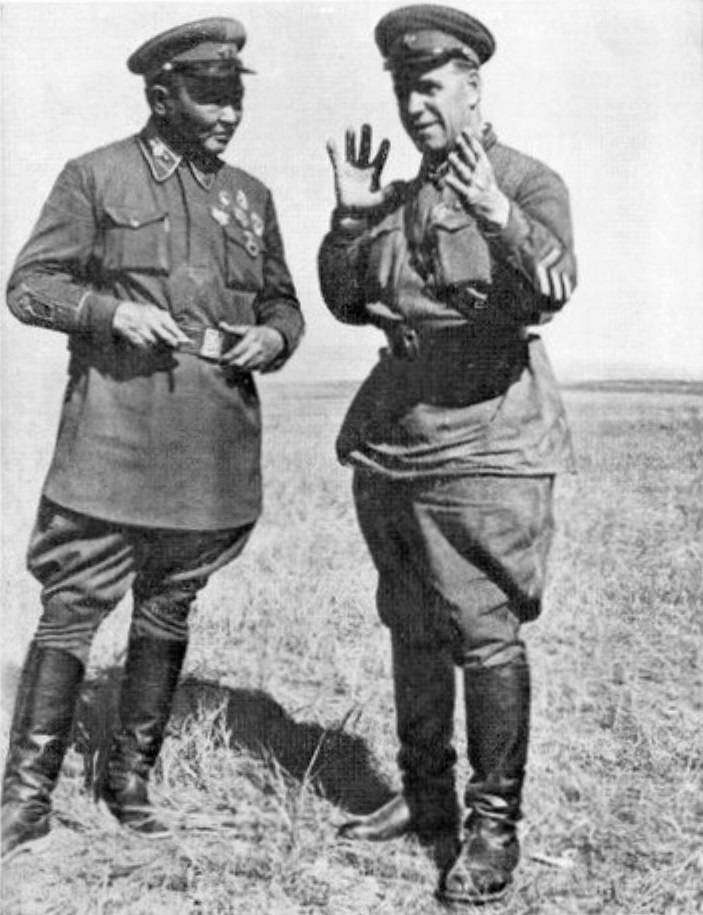
Khorloogiin Choibalsan, líder de la República Popular de Mongòlia (esquerra), i Gueorgui Júkov parlen durant la batalla de Khalkhin Gol contra les tropes japoneses, 1939.

El govern revolucionari va mantenir Bogd Khan com a cap d'estat nominal, però el poder real estava en mans de l'MPP i els seus consellers soviètics. Després de la misteriosa mort de Bogd Khan el 1924, l'MPP es va moure ràpidament per promulgar una constitució d'estil soviètic, abolint la monarquia i declarant la República Popular de Mongòlia el 26 de novembre de 1924. Mongòlia va quedar completament aïllada del món pel govern de l'MPP, que va seguir la Unió Soviètica en la implementació de l'experiment comunista. D'altra banda, això també va proporcionar protecció contra la possible agressió de la Xina.
El 1928, la política mongola va prendre un fort gir cap a l'esquerra. Els ramats van ser col·lectivitzats per la força, es va prohibir el comerç privat i el transport, i els monestirs i la noblesa van ser atacats. Això va provocar una ruptura econòmica i un malestar generalitzat i aixecaments armats el 1932. L'MPP i les tropes soviètiques van derrotar els rebels a l'octubre.
Però com a resultat, l'MPP va retirar les seves polítiques socialistes més agressives, tal com aconsellava la Comintern, adoptant en canvi la Шинэ эргэлтийн бодлого (Shine ergeltiin boglogo, l'anomenada "Política del Nou Torn"). El "Nou Torn" va incloure la depuració dels membres més d'esquerres del lideratge sota el pretext de нугалаа (nugalaa "flexió") i el desenvolupament liberalitzat de l'economia, i va ser afavorit per nous líders com el primer ministre P. Genden. Tanmateix, no es van adonar que es tractava d'una retirada tàctica temporal de Stalin i la Comintern. Una altra onada de repressions va començar l'any 1937, presidida per Khorloogiin Choibalsan, i va tenir com a resultat l'eliminació gairebé total del clergat budista.
Els mongols buriats van començar a emigrar a Mongòlia a la dècada de 1900 a causa de l'opressió soviètica. Stalin va aturar la migració el 1930 i va iniciar repressions a Mongòlia tant contra els immigrants com els mongols nadius. Durant les repressions estalinistes a Mongòlia, presidida per Khorloogiin Choibalsan, molts homes buriats i 22.000–33.000 mongols van ser assassinats per ordres de l'NKVD. Les víctimes eren entre el 3% i el 5% de la població total i incloïen monjos, panmongols, nacionalistes, patriotes, oficials militars, nobles, intel·lectuals i ciutadans comuns. Alguns autors també ofereixen estimacions molt més altes, fins a 100.000 víctimes. En aquest moment, Mongòlia tenia una població total d'unes 700.000 a 900.000 persones. La proporció de víctimes a la població total va ser molt més alta que durant la Gran Purga a la Unió Soviètica.
El 1939, tropes soviètiques i mongoles van lluitar contra el Japó a la batalla de Khalkhin Gol, a l'est de Mongòlia. L'agost de 1945, al final de la Segona Guerra Mundial, les tropes mongoles van participar en les operacions soviètiques contra el Japó a Mongòlia Interior.
L'historiador rus Viktor Suvorov va escriure que a la guerra soviètica amb Alemanya, l'ajuda mongol va ser tan important com l'ajuda nord-americana, perquè la roba d'abrigar va decidir la victòria o la derrota en les batalles.
També l'agost de 1945, la República de la Xina finalment havia acceptat reconèixer la independència de Mongòlia si se celebrava un referèndum. La votació va tenir lloc el 20 d'octubre en presència d'observadors xinesos. El resultat oficial va ser 100% per la independència.
Després de la victòria comunista de 1949 a la Xina, Mongòlia va mantenir bones relacions amb els seus dos veïns. La Revolució Cultural va causar molts estralls a les cultures i ètnies minoritàries a la Xina. A Mongòlia Interior, unes 790.000 persones van ser perseguides. D'aquests, 22.900 van ser colpejats fins a la mort i 120.000 van ser mutilats, Quan es va desenvolupar la divisió sinosoviètica a la dècada de 1960, Mongòlia es va alinear fermament amb la Unió Soviètica. El 1960, Mongòlia va obtenir un escó a l'ONU, després que els intents anteriors haguessin fracassat a causa dels vetos dels Estats Units i la República de la Xina.
Els anys de postguerra també van veure l'acceleració de l'impuls cap a la creació d'una societat socialista. A la dècada de 1950 es va tornar a col·lectivitzar la ramaderia. Al mateix temps, es van establir granges estatals i, amb una àmplia ajuda de l'URSS i la Xina, es van completar projectes d'infraestructures com el Ferrocarril Transmongol. A la dècada de 1960, Darkhan es va construir amb l'ajuda de la Unió Soviètica i altres països del COMECON, i a la dècada de 1970 es va crear el combinat Erdenet.

### Democràcia
Una modesta reunió organitzada per la Unió Democràtica de Mongòlia el 10 de desembre de 1989 marca l'inici del Moviment Democràtic a Mongòlia. Les reunions posteriors van involucrar un nombre creixent de partidaris. El 4 de març de 1990 va tenir lloc una reunió amb la participació de 100.000 persones a la plaça del cinema Yalalt, ara coneguda com la plaça de la Llibertat. La reunió es va convertir en una manifestació, marxant cap a la Casa del Govern, que en aquell moment albergava el Gran Hural Popular, el Consell de Ministres i la seu de l'MPRP. Els manifestants van exigir les dimissions del Buró Polític de l'MPRP, la formació d'un Hural Popular Provisional durant el mes de març i la separació de l'MPRP del govern; van lliurar la seva petició a un representant del govern.
La denegació d'aquestes demandes per part del govern comunista va provocar una vaga de fam del 7 al 10 de març de 1990 per part d'un nombre d'activistes de la Unió Democràtica de Mongòlia, que va provocar la dimissió del Buró Polític de l'MPRP i les negociacions per a reformes polítiques.
Les primeres eleccions democràtiques es van celebrar el juliol de 1990. La República Popular de Mongòlia va deixar d'existir oficialment el 13 de febrer de 1992.
El 3 d'octubre de 2002, el Ministeri d'Afers Exteriors va anunciar que Taiwan reconeixia Mongòlia com a país independent, encara que no es van prendre mesures legislatives per abordar les preocupacions sobre les seves reivindicacions constitucionals a Mongòlia. Les oficines establertes per donar suport a les reclamacions de Taipei sobre Mongòlia Exterior, com la Comissió d'Afers de Mongòlia i Tibet, estan latents.
El juny de 2021, l'antic primer ministre Ukhnaa Khurelsukh, el candidat del governant Partit Popular de Mongòlia (MPP), es va convertir en el sisè president elegit democràticament del país després de guanyar les eleccions presidencials.